# Littérature espagnole
La littérature espagnole est la littérature écrite par les Espagnols en langue espagnole (ou castillan), mais on peut aussi la rapprocher de la littérature latino-américaine qui est majoritairement hispanisante.

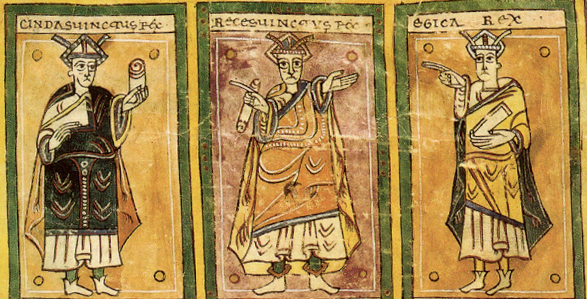
Chronique d'Albelda (881) (ill. vers 996) : trois rois wisigoths Chindaswinthe, Réceswinthe, Égica.

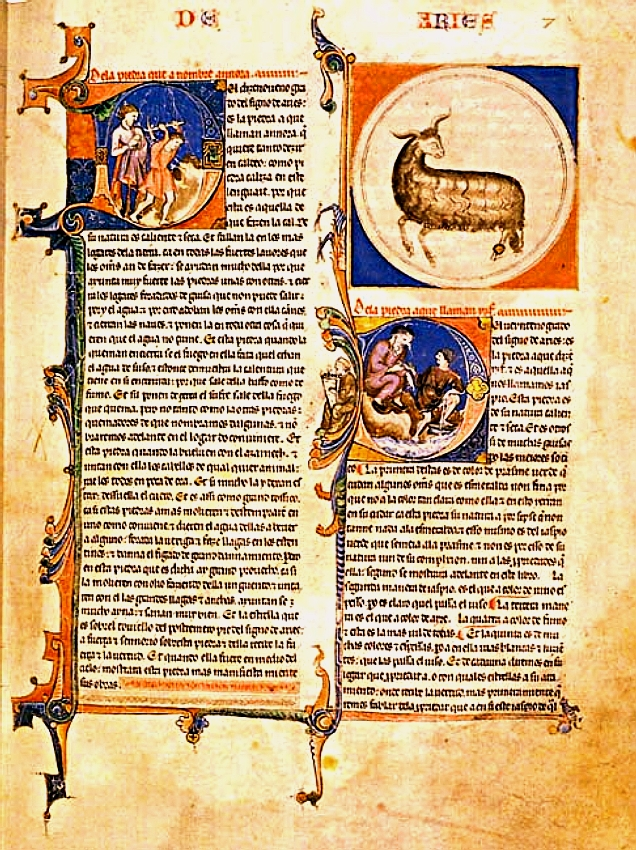
Lapidario, vers 1250.

## Contexte
- Espagne byzantine (552-624)

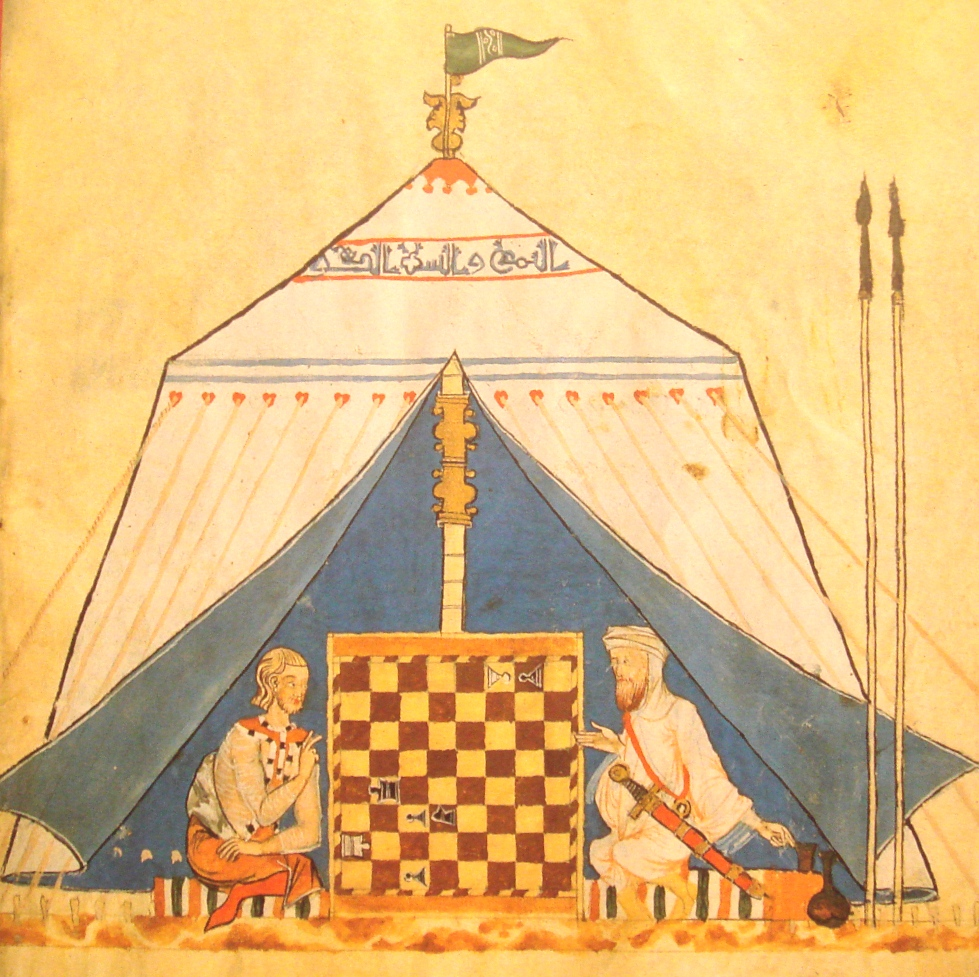
Jeu d'échec entre un musulman et un chrétien, Libro de los juegos (vers 1260)

- Royaume wisigoth (418-720), Califat omeyyade (661-750), Al-Andalus (711-1492)
- Conquête musulmane de l'Hispanie (711-726), Reconquista (722-1492)
- Espagnes médiévales, Alphonse X le Sage (1221-1284)
- Monarchie catholique espagnole (1479-1916), Rois catholiques (1475-1516)
- Siècle d'or espagnol (1492-1680)
- Empire espagnol (1492-1975), Espagne des Habsbourgs (1516-1700)
- Espagne des Lumières (1700-1808), Maison de Bourbon (Espagne) (depuis 1700)
- Restauration absolutiste en Espagne (1814-1833), Règne d'Isabelle II (1833-1868)
- Révolution de 1868, Première République (Espagne) (1873-1874), Sexennat démocratique (1868-1874)
- Restauration bourbonienne en Espagne (1874-1931)
- Dictature de Primo de Rivera (1923-1930)
- Seconde République (Espagne) (1931-1939), Guerre d'Espagne (1936-1939), Révolution sociale espagnole de 1936, Républicains espagnols
- Nationalistes espagnols, Réfugiés et exilés de la guerre d'Espagne, Retirada
- Espagne franquiste (1939-1975), National-catholicisme
- Transition démocratique espagnole (1975-1982)
- Miracle économique espagnol (1986-2008)
- Bulle immobilière espagnole (1999-2008)
- Crise économique espagnole (2008-)

## Moyen Âge

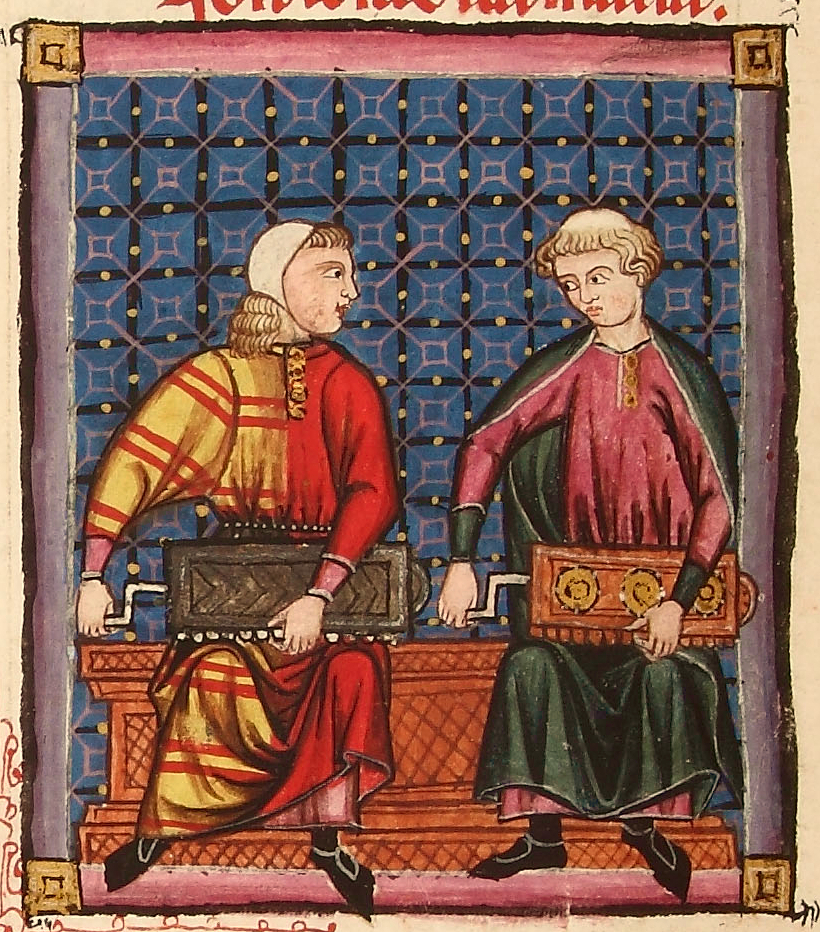
Cantigas de Santa María 160, vers 1260.

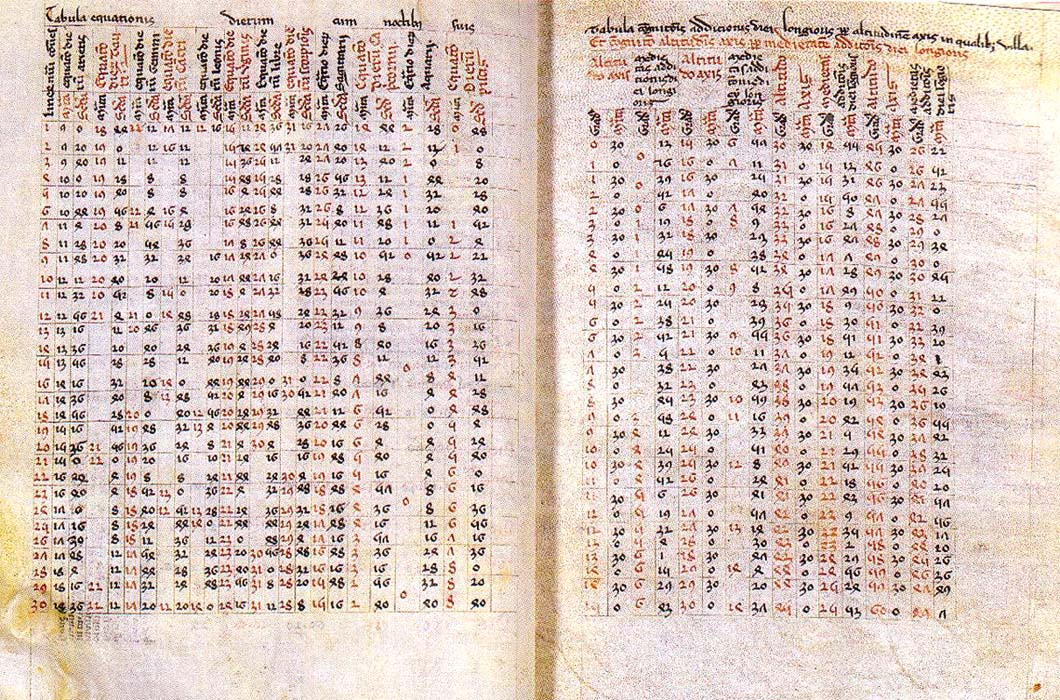
Tables alphonsines, vers 1270.

L'espagnol moderne est précédé par le castillan ancien aux Xe et XVe siècles. L'histoire de la langue espagnole (castillane) permet d'établir une dialectologie de la langue espagnole. D'autres langues coexistent, avec chacune leur histoire, leur dialectologie, et (potentiellement) leur littérature.
- Isidore de Séville (560-636), comme tous les évêques de l'Espagne wisigothique sont des écrivains espagnols de langue latine.
- Chronique d'Alphonse III (881)
- Prose d'Espagne avant Alphonse X (es)
- Littérature de sagesse médiévale en Espagne (es)
- Littérature espagnole médiévale (es), (en castillan, latin)
- Littérature hispano-hébraïque (es) en hébreu, judéo-espagnol[1] et judéo-catalan
- Écrivains hispano-juifs (es)
- Littérature d'Espagne en arabe, en vers, à jarcha, et en mozarabe (en Al-Andalus)
- Poésie arabe dans les taïfas (es)
- Écrivains mozarabes (es)
- Renaissance du XIIe siècle, École des traducteurs de Tolède, Pierre de Tolède
- Mester de juglaría (es), Auto de los Reyes Magos (es)
- Épique espagnole médiévale (es), dont Cantar de Roncesvalles (es), Cantar de mio Cid (1207, par écrit)
- Littérature d'Alphonse X le Sage, à partir de 1240-1250
  - Cantigas de Santa María, Siete Partidas, Libro de los juegos, Lapidario, Estoria de España, General estoria
  - Tables alphonsines
  - surtout en galaïco-portugais : Lyrique galaïco-portugaise (es)
- Siècle d'or valencien
- Lyrique castillane médiévale (es)
- Romance (poesía) (es)
- Théâtre espagnol du Moyen-Âge (es), Milagros de Nuestra Señora (es), Libro de buen amor (1330-1343)
- Auteurs espagnols du Moyen Âge, dont Raymond Lulle (1232-1315)
- Écrivains espagnols du XVe siècle

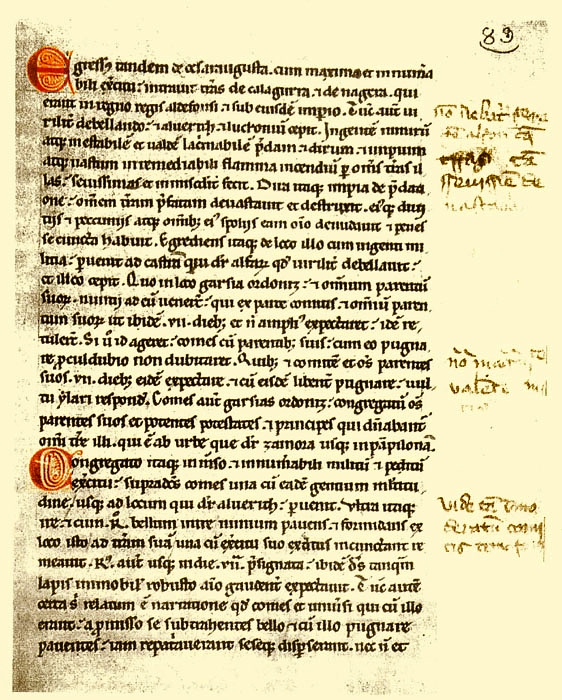
Historia Roderici
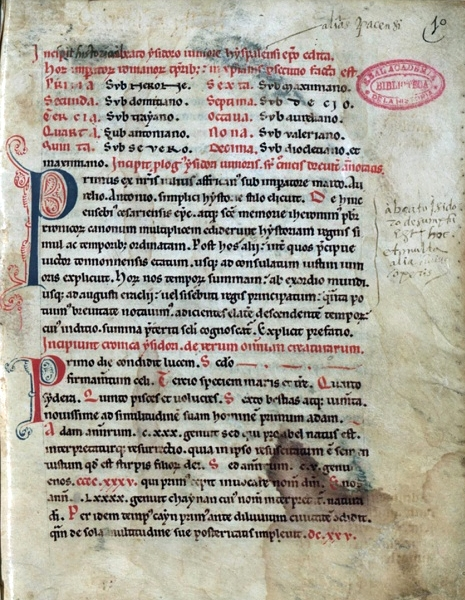
Crónica najerense (es)
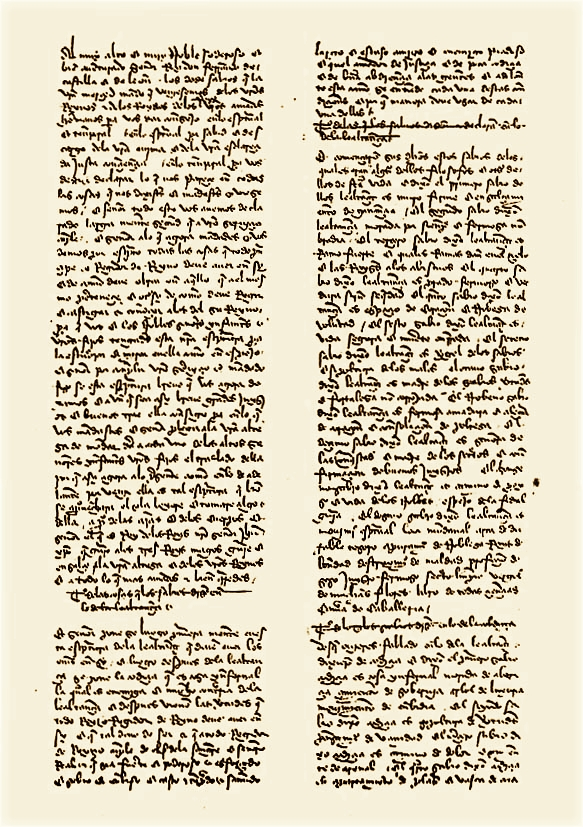
Libro de los doce sabios (es)
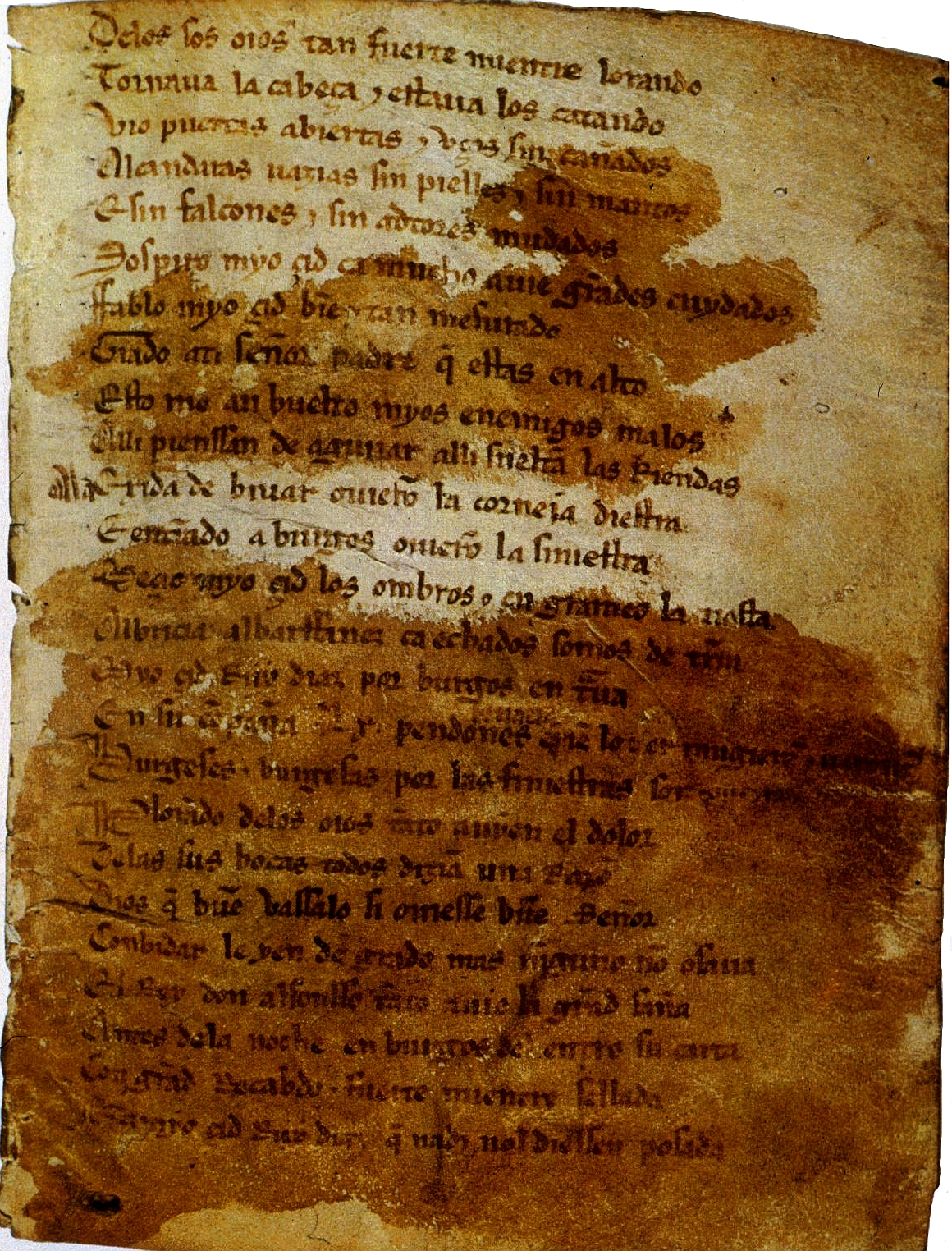
Cantar de mio Cid
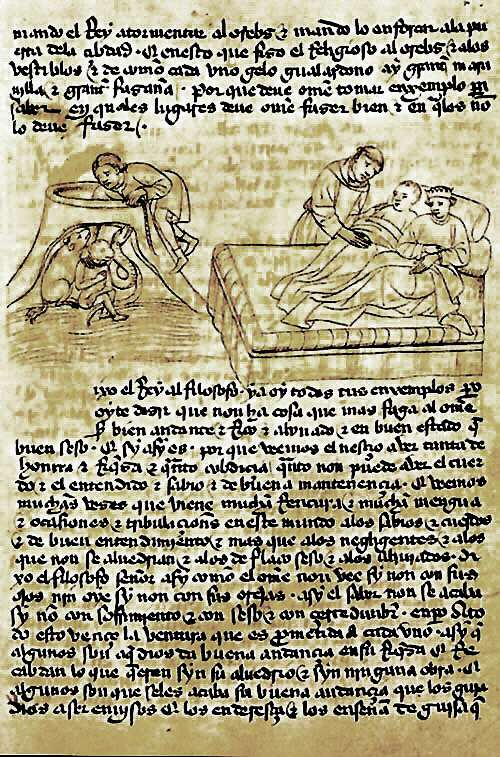
Calila y Dimna
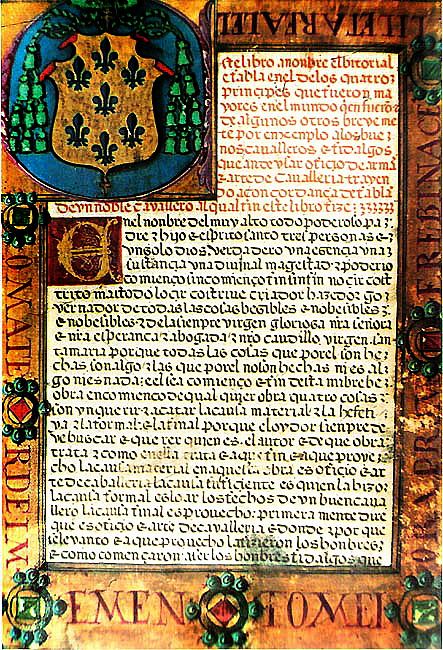
El Victorial
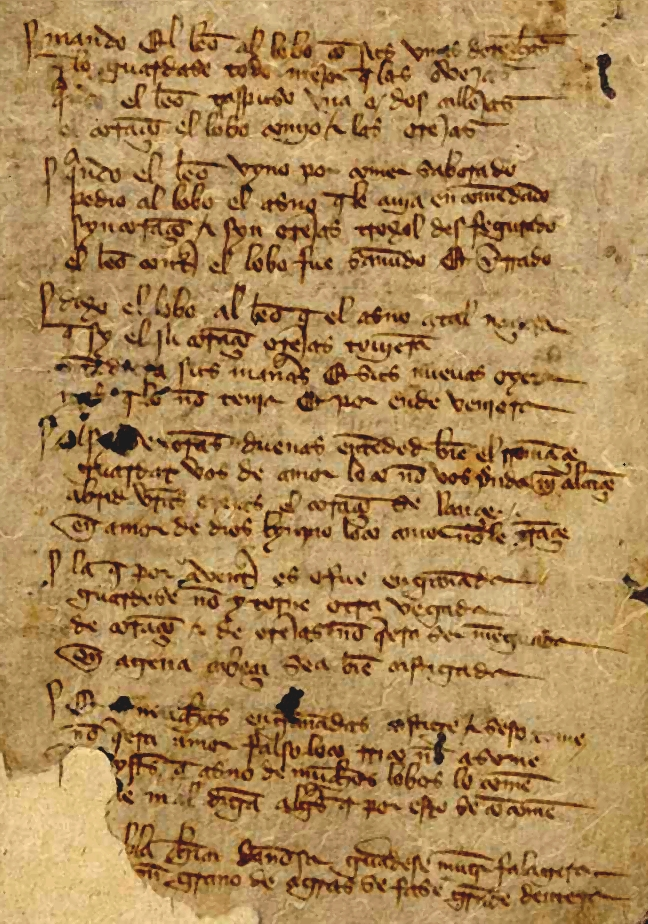
Libro de buen amor

La littérature espagnole médiévale traite essentiellement de thèmes chrétiens, mais elle est marquée également par l’influence et la richesse des cultures islamique et juive, alors en pleine expansion.
Les plus anciennes traces littéraires qui nous soient parvenues datent du début du XIIe siècle. Il s’agit de courts poèmes lyriques appelés jarchas.

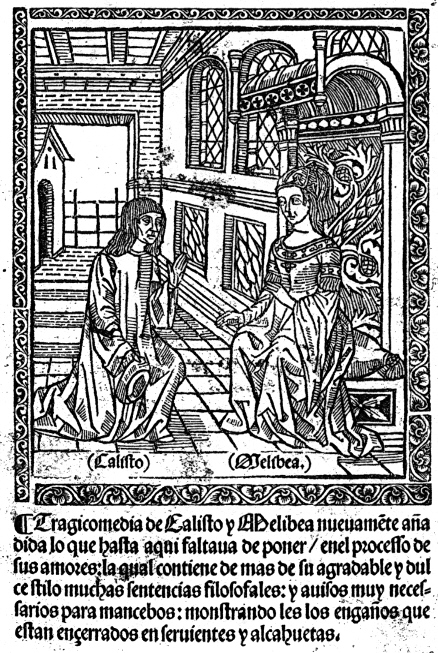
Une page de La Célestine (édition de 1507)

Apparaissent ensuite les épopées populaires composées par les juglares, sorte de ménestrels espagnols qui font l’éloge de héros ou chevaliers locaux, traduisent les rivalités entre les seigneurs, et évoquent la lutte contre l’occupant maure présent sur la péninsule ibérique depuis le début du VIIIe siècle. L’une de ces épopées la plus célèbre est celle du Poème du Cid. Composé vers 1140, ce poème vante les valeurs chevaleresques de Rodrigo Díaz de Vivar, un seigneur local connu sous le nom de Cid Campeador et qui se distingue par son courage lors des luttes de la Reconquista.
Au XIIIe siècle, dans les monastères, des érudits comme Gonzalo de Berceo (vers 1198 - après 1264), inventent le « métier de clergie ». Il s’agit de donner à la langue castillane de véritables poèmes en s’inspirant de la vie des saints et des légendes chrétiennes. Prenant le contre-pied de la littérature libre des juglares, cette littérature d’un nouveau genre s’applique à respecter les règles de la prosodie.
Ayant pour projet de compiler l’ensemble des connaissances de son temps, le roi Alphonse X le Sage fait de la Castille un lieu d’émulation intellectuelle et un carrefour culturel en invitant à sa cour des lettrés et des savants musulmans, juifs et chrétiens de toutes origines. C’est ainsi que de nombreux historiens, écrivains et traducteurs développent une importante littérature en prose destinée à enseigner. Le neveu du roi, don Juan Manuel (1284-1348) rédige par exemple un recueil de contes moraux le Comte Lucanor (1335). Et en 1305 paraît le premier roman de chevalerie espagnol : le Chevalier Cifar.
On peut considérer Juan Ruiz, archiprêtre de Hita (1290 ?-1350 ?) comme le dernier représentant de ce genre médiéval et l’annonciateur du renouveau de la littérature castillane. Son recueil de poèmes le Livre de bon amour (1330) qui présente encore les formes de la poésie médiévale est original dans le sens où il constitue comme une autobiographie pleine d’humour et d’autodérision.
À partir du XVe siècle, les épopées chevaleresques sont rassemblées dans des recueils, les romanceros, qui présentent les poèmes sous forme de ballades chantées avec un accompagnement instrumental. Le poète Juan Rodríguez de la Cámara (1390-1450) écrit le Triomphe des dames (Triunfo de las donas), un texte en prose qui fait la louange des femmes. Les interrogations métaphysiques et chrétiennes sont également perceptibles. On les retrouve, par exemple, dans les Stances sur la mort de son père (1476) de Jorge Manrique qui exprime avec virtuosité la nécessaire acceptation de la mort.
À la fin du XVe siècle, sous les règnes de Ferdinand V et d’Isabelle la Catholique (Isabelle Ire de Castille) (1474-1504), les lettrés sont encouragés à l’étude des humanités. C’est dans ce contexte qu’en 1492, le grammairien Antonio de Nebrija rédige la « Grammaire de la langue castillane ». De son côté, Garci Rodríguez de Montalvo achève en 1508 la révision du roman de chevalerie Amadis de Gaule.
Du côté du théâtre, c’est La Comédie de Calixte et Melibée de Fernando de Rojas, également connue sous le nom La Célestine (publiée en 1499). Cette œuvre clé de la littérature espagnole relate l’histoire de deux amants, Calixte et Mélibée, qui ont recours aux services d’une prostituée du nom de Célestine pour favoriser leur amour.

## XVIesiècle: Pré-renaissance et Renaissance
- Prérenaissance en Espagne (es), dont École allégorique-dantesque (es)
- Lírica cancioneril
- Espagne de la Renaissance (es), Littérature espagnole de la Renaissance (es)
- Écrivains espagnols du XVIe siècle, dont Juan Boscán (1485-1542), Garcilaso de la Vega (1501-1536), Thérèse d'Avila (1515-1582), Fernando de Herrera (1534-1597), Jean de la Croix (1542-1591)...

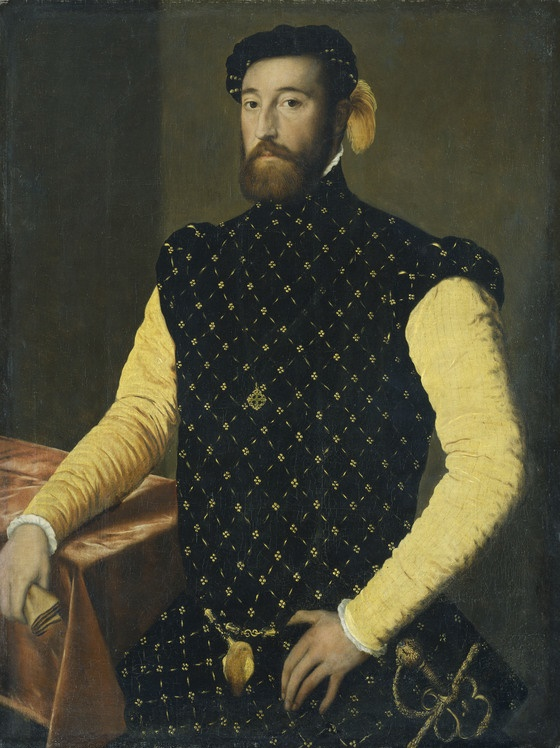
Garcilaso de la Vega
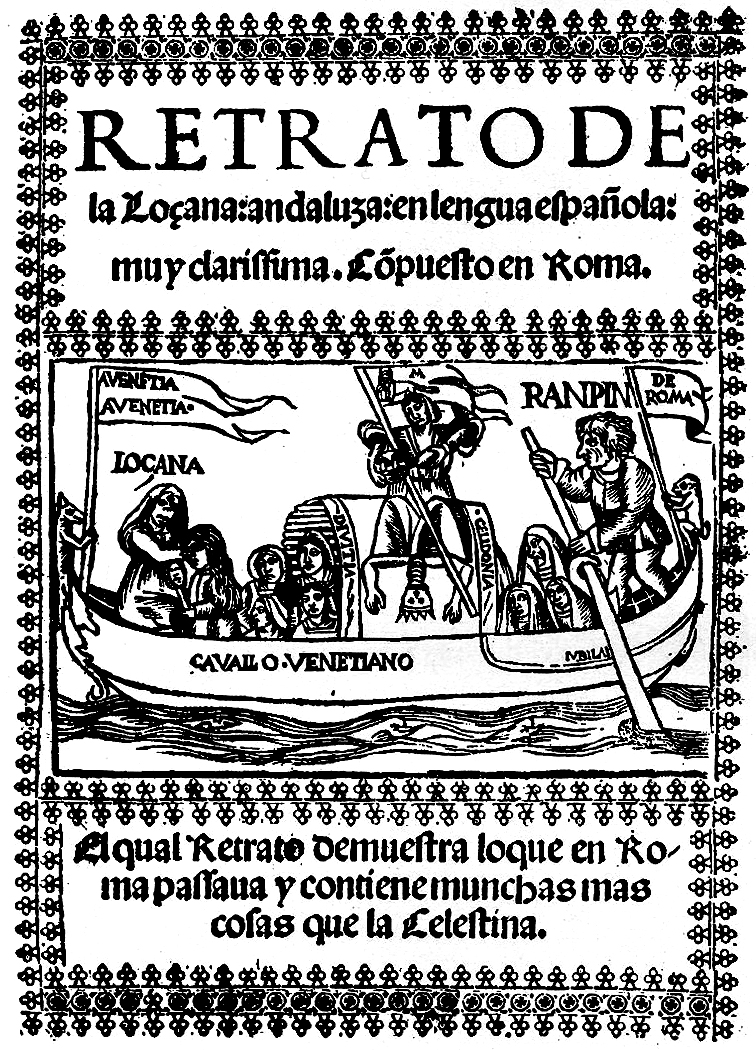
La Gentille Andalouse (1528)
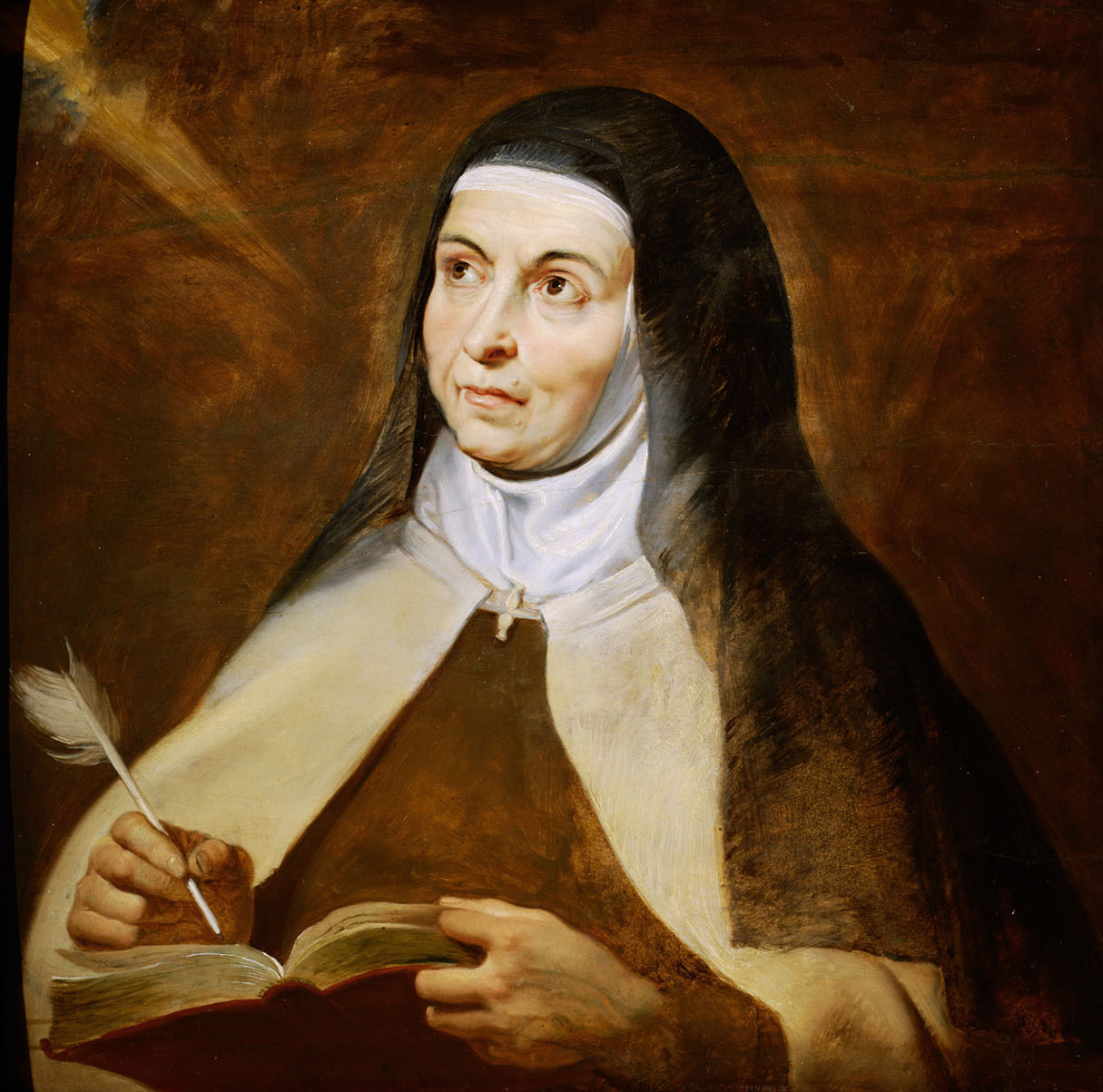
Thérèse d'Avila
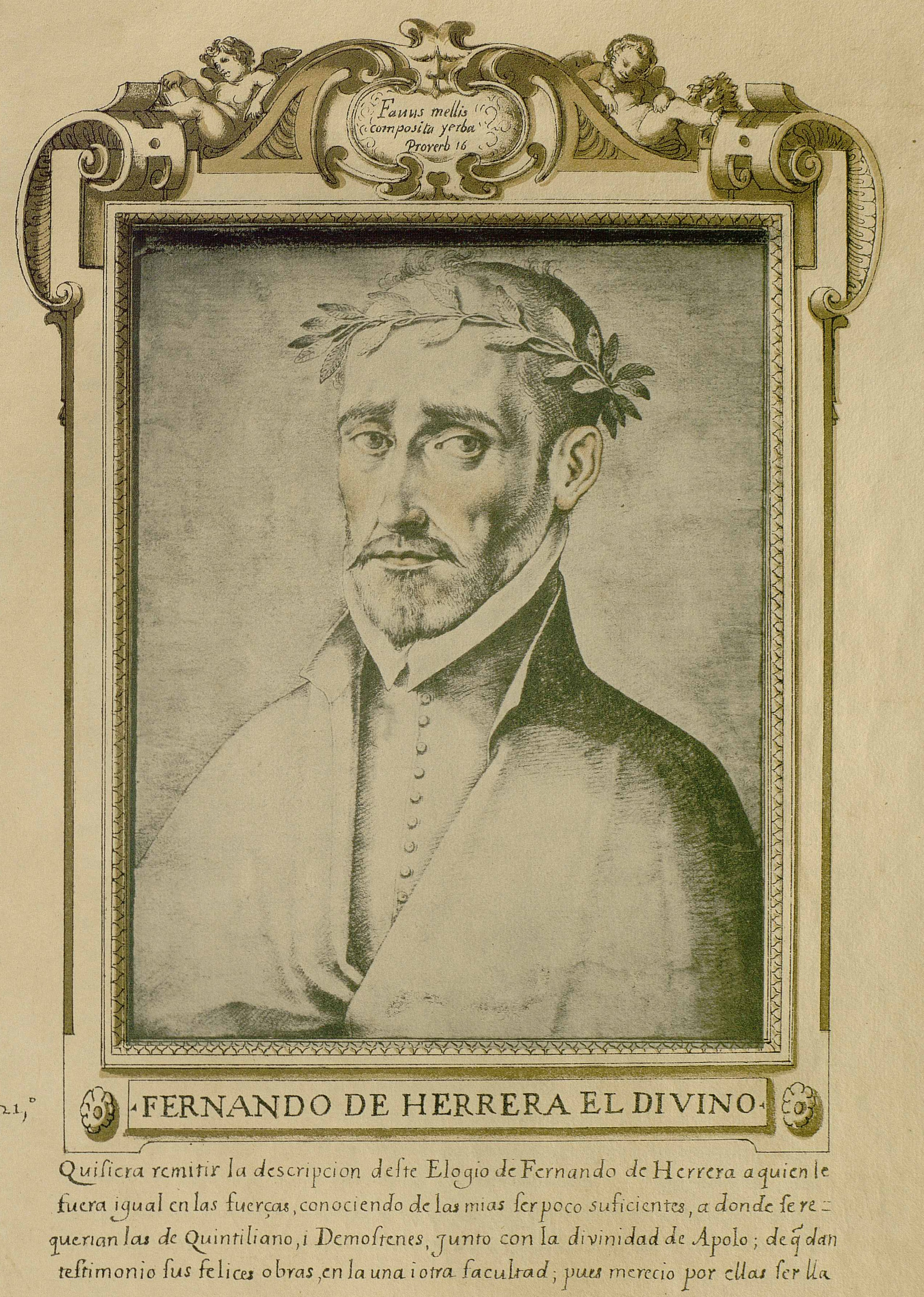
Fernando de Herrera
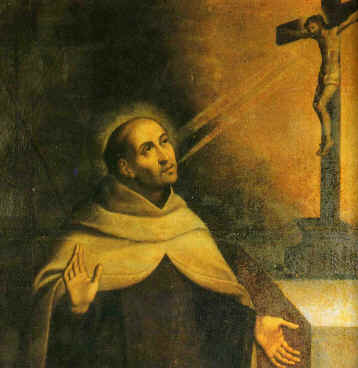
Jean de la Croix
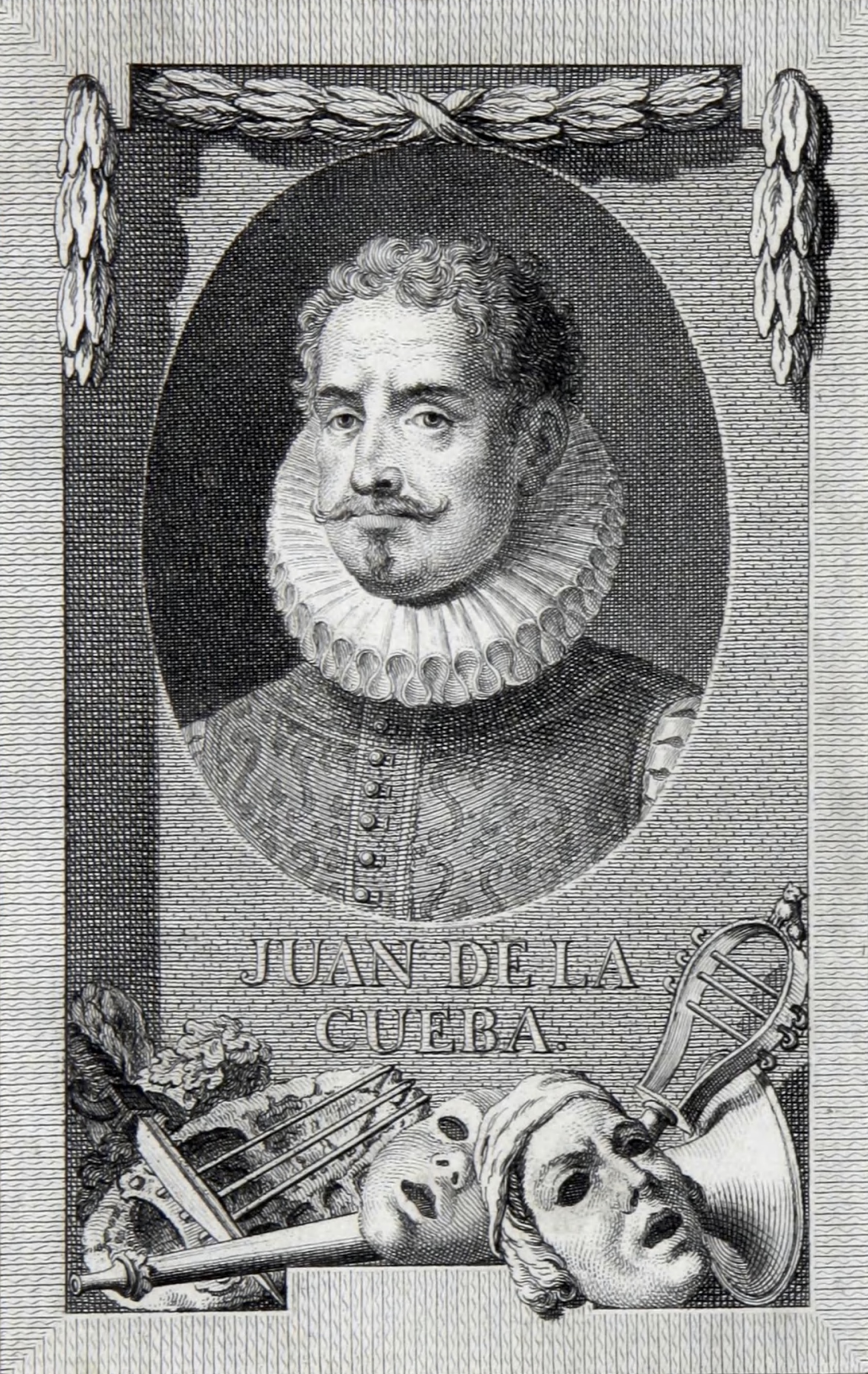
Juan de la Cueva
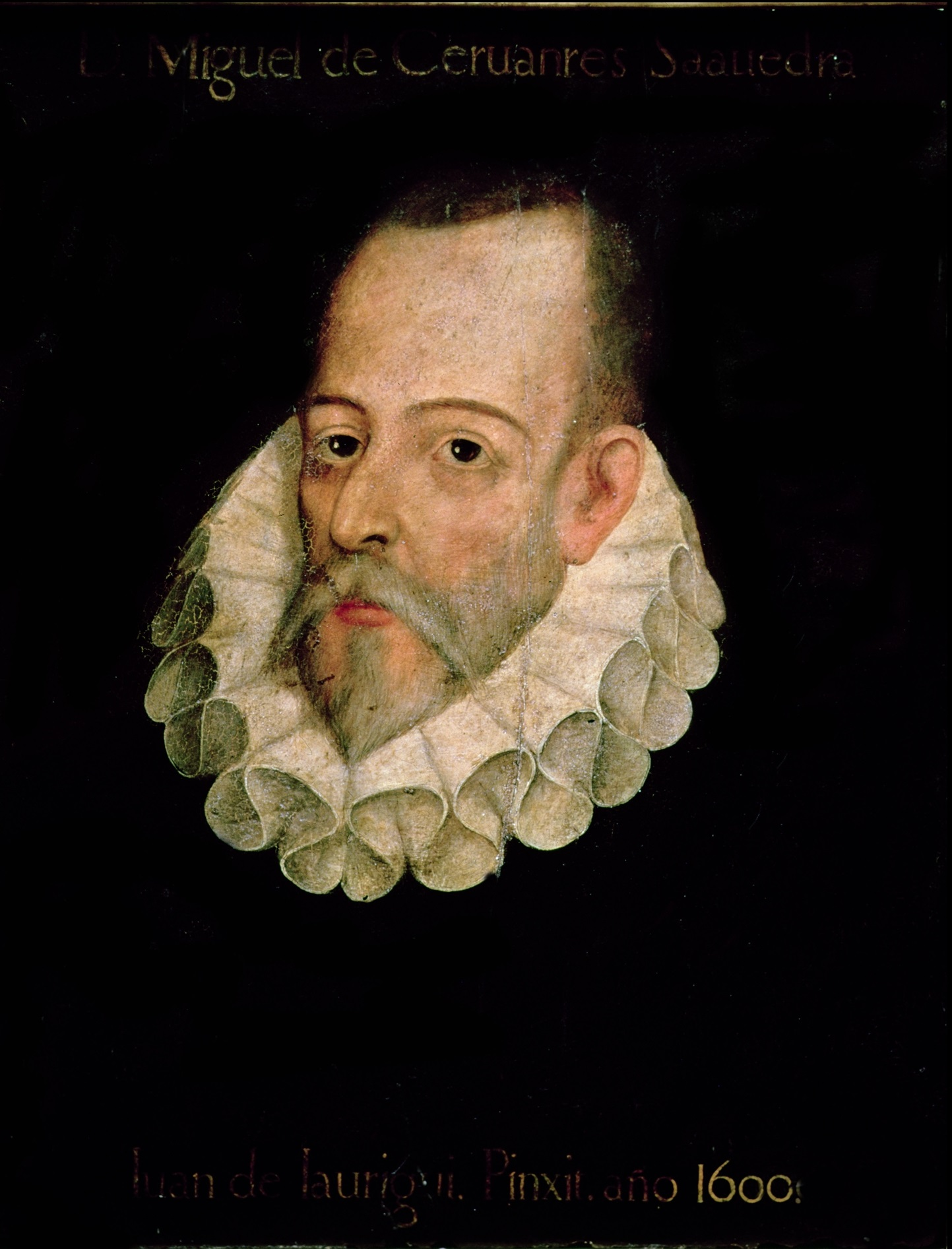
Miguel de Cervantes
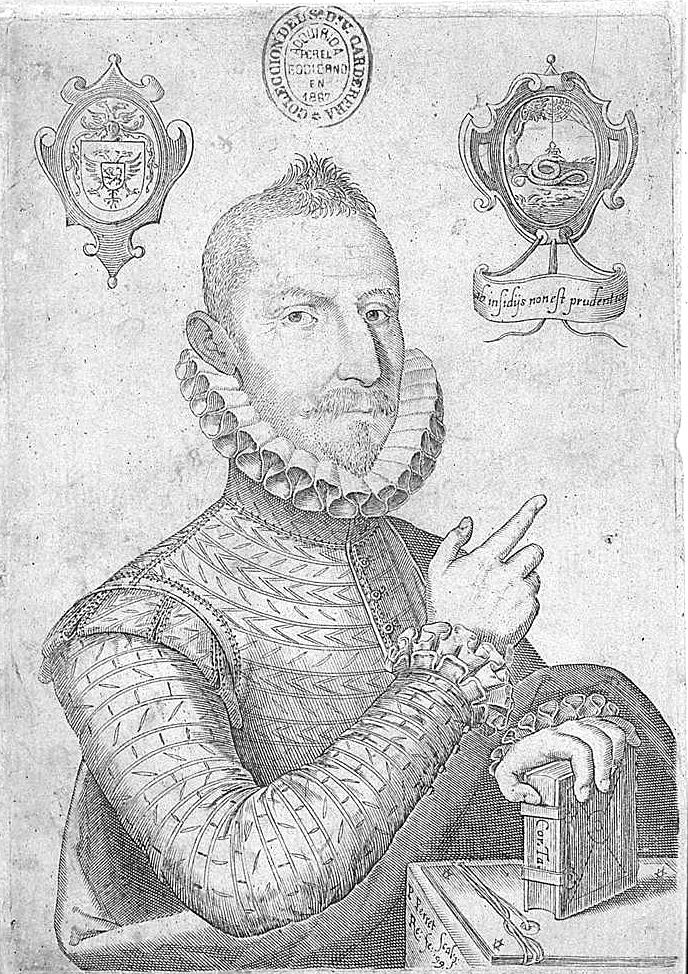
Mateo Alemán

## XVIIesiècle: Siècle d'or

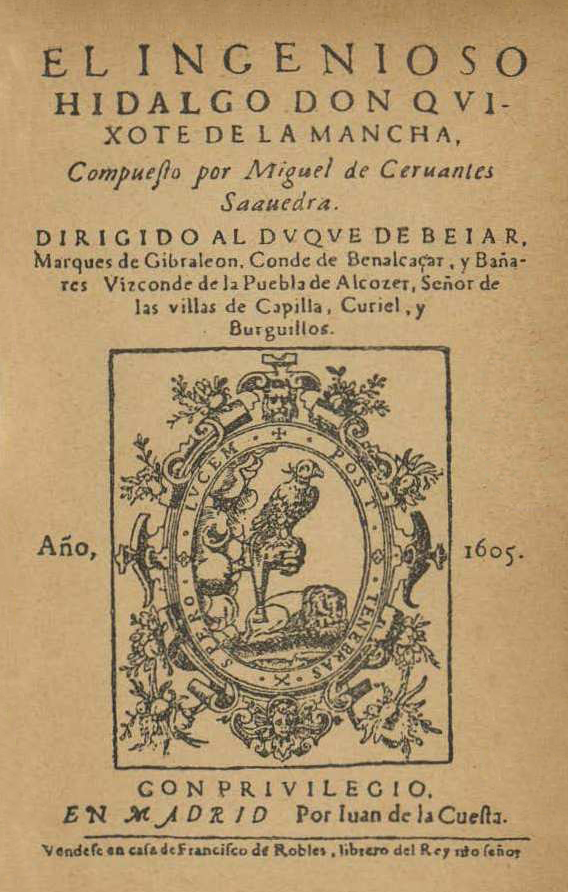
Premier volume de Don Quichotte (1605)

- Écrivains espagnols du Siècle d'or, dont
  - Miguel de Cervantes (1547-1616), Francisco de Quevedo y Villegas (1580-1645), Luis de Góngora (1561-1627)
  - Baltasar Gracián (1601-1658), Lope de Vega (1562-1635), Tirso de Molina (1579-1648), Pedro Calderón de la Barca (1600-1681)
- Œuvres littéraires du Siècle d'or espagnol
- Littérature baroque espagnole
- Roman picaresque, Conceptisme, Cultisme
- Spanish Golden Age theatre (en), Corral de comedias
- École ascétique espagnole (es)
- Universités espagnoles au Siècle d'Or (es)

Avec l’accession au trône du roi Charles Ier d'Espagne, l’Espagne passe sous la domination des Habsbourg, sous laquelle elle restera jusqu’en 1700. Au cours du XVIe siècle, appelé le « Siècle d’or », l’Espagne prend le contrôle d’une grande partie de l’Europe en même temps qu’elle établit son empire colonial sur le Nouveau Monde. La littérature de l’époque subit largement l’influence philosophique et artistique de la Renaissance qui parcourt l’Europe. Le savant et humaniste hollandais Érasme marque son empreinte dans la péninsule à travers ses disciples espagnols comme Jean Louis Vivès (1492-1540) et Juan de Valdés. Mais l'Inquisition espagnole veille et sévit contre érasmistes, protestants et mystiques (Alumbrados), les poussant à se taire (autocensure), se cacher ou s'exiler.
Dans le champ de la littérature de fiction, la contribution de l'Espagne à l'essor du roman moderne a été fondamentale. Il faut citer d'une part l'apport décisif qu'a constitué le roman picaresque, genre fondé par le double modèle que constituent l'anonyme Lazarillo de Tormes (1554) et le Guzmán de Alfarache (1599 et 1604) de Mateo Alemán, et dont le dernier avatar est l'anonyme Estebanillo González (1646).
L'œuvre de Miguel de Cervantes est l'autre contribution essentielle du roman espagnol au roman moderne. Mais rappelons que l'auteur le plus célèbre du Siècle d'or espagnol n'est pas seulement l'auteur de Don Quichotte (1605 et 1615) et des Nouvelles exemplaires (1613), mais aussi d'œuvres théâtrales et poétiques diverses, ainsi que d'un roman grec posthume, Los trabajos de Persiles y Sigismunda. Historia setentrional (1617), qu'il considérait comme son œuvre préférée.
Si le roman picaresque et Don Quichotte ont été considérés, avec notamment l'œuvre de Rabelais, comme des précurseurs du roman réaliste du XIXe siècle, il ne faut pas négliger l'importance des genres dits idéalistes, comme le roman pastoral ou le roman grec, eux aussi largement cultivés pendant le Siècle d'or espagnol, et qui ont eu une postérité incontestable dans la littérature de fiction ultérieure, notamment dans le roman sentimental du XVIIIe siècle.

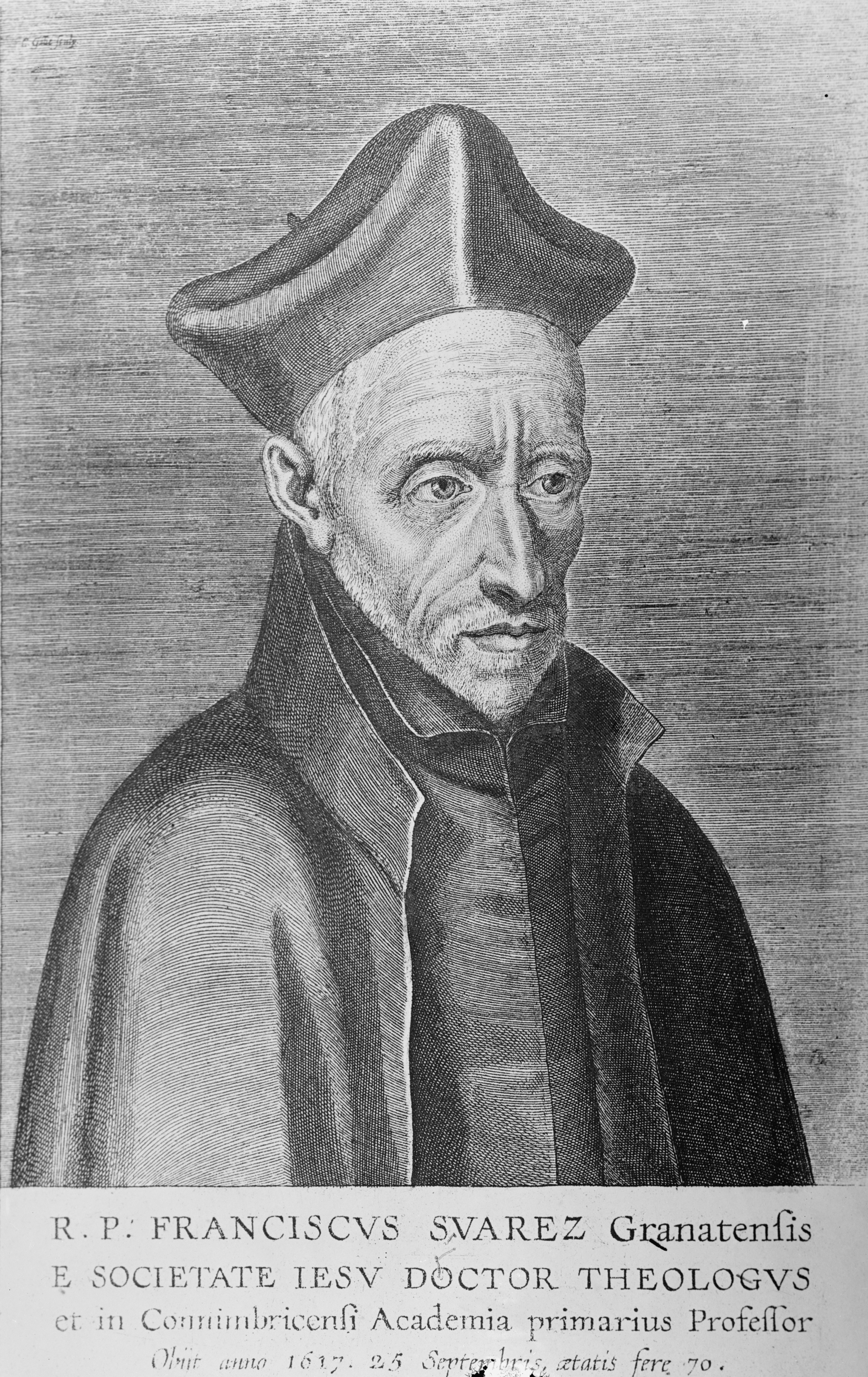
Francisco Suárez
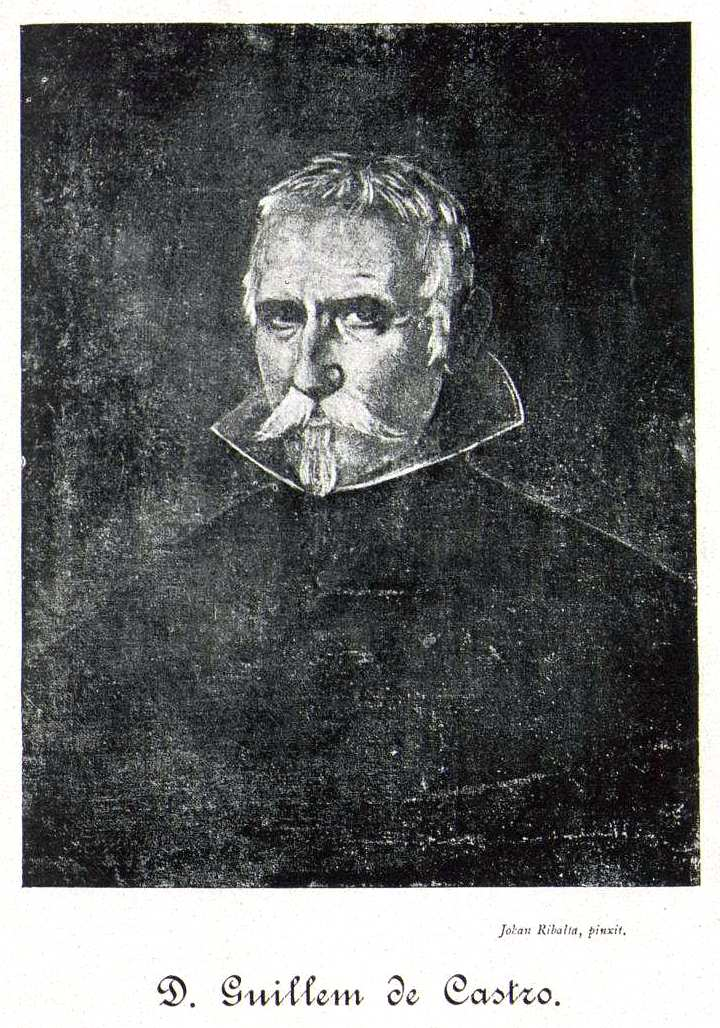
Guillén de Castro
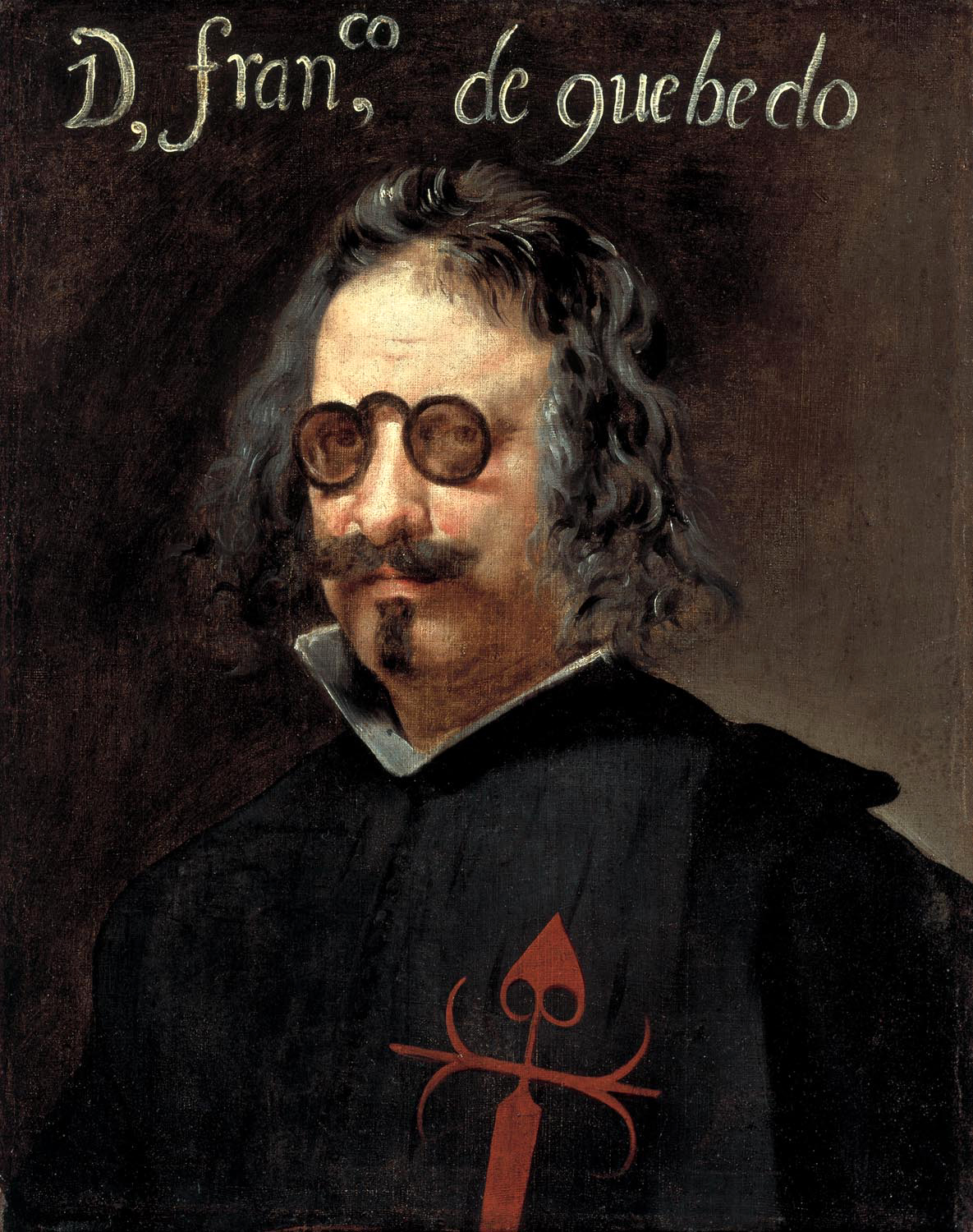
Francisco de Quevedo
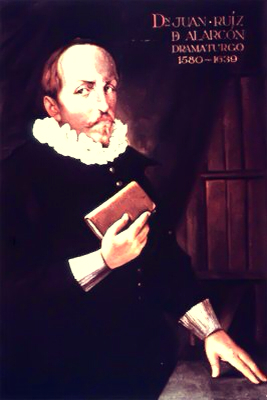
Juan Ruiz de Alarcón
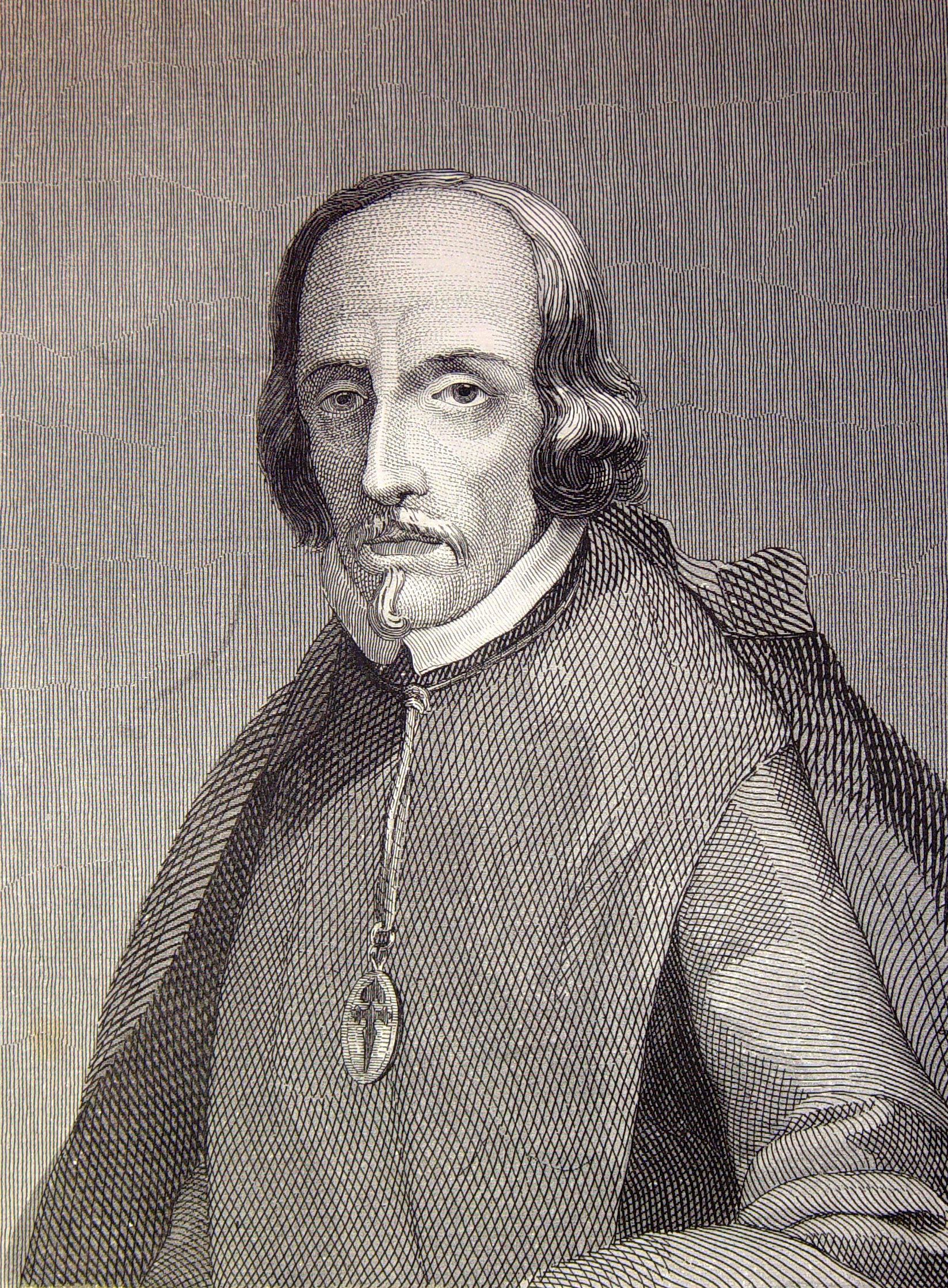
Pedro Calderón de la Barca
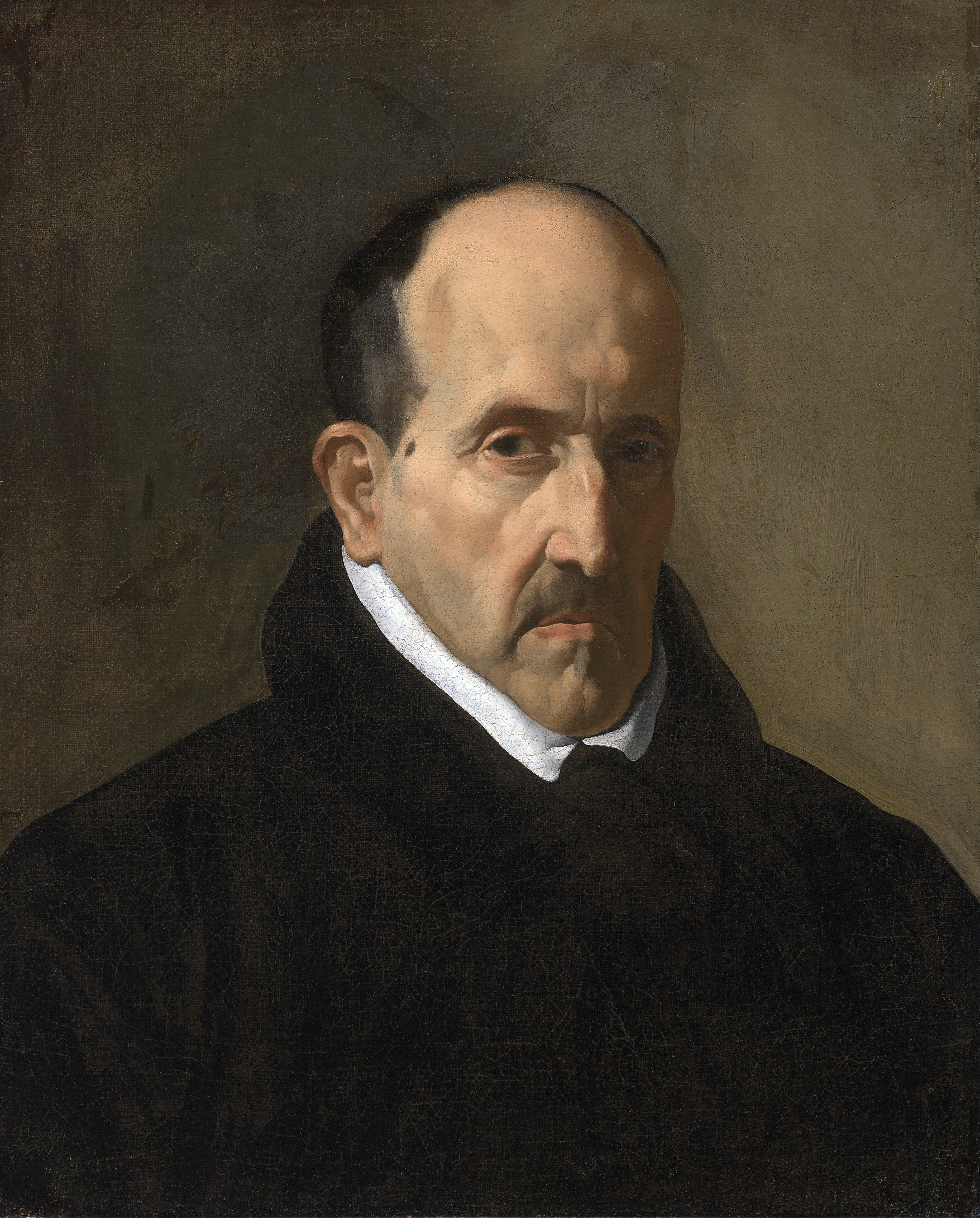
Luis de Góngora
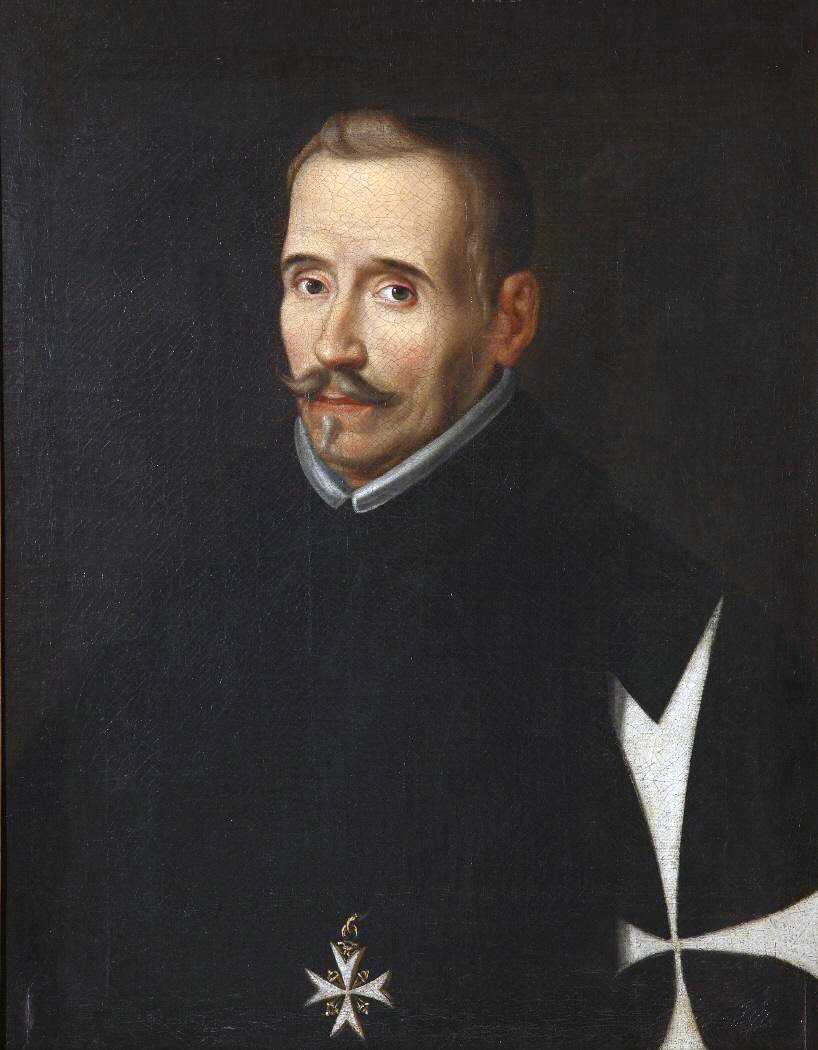
Lope de Vega
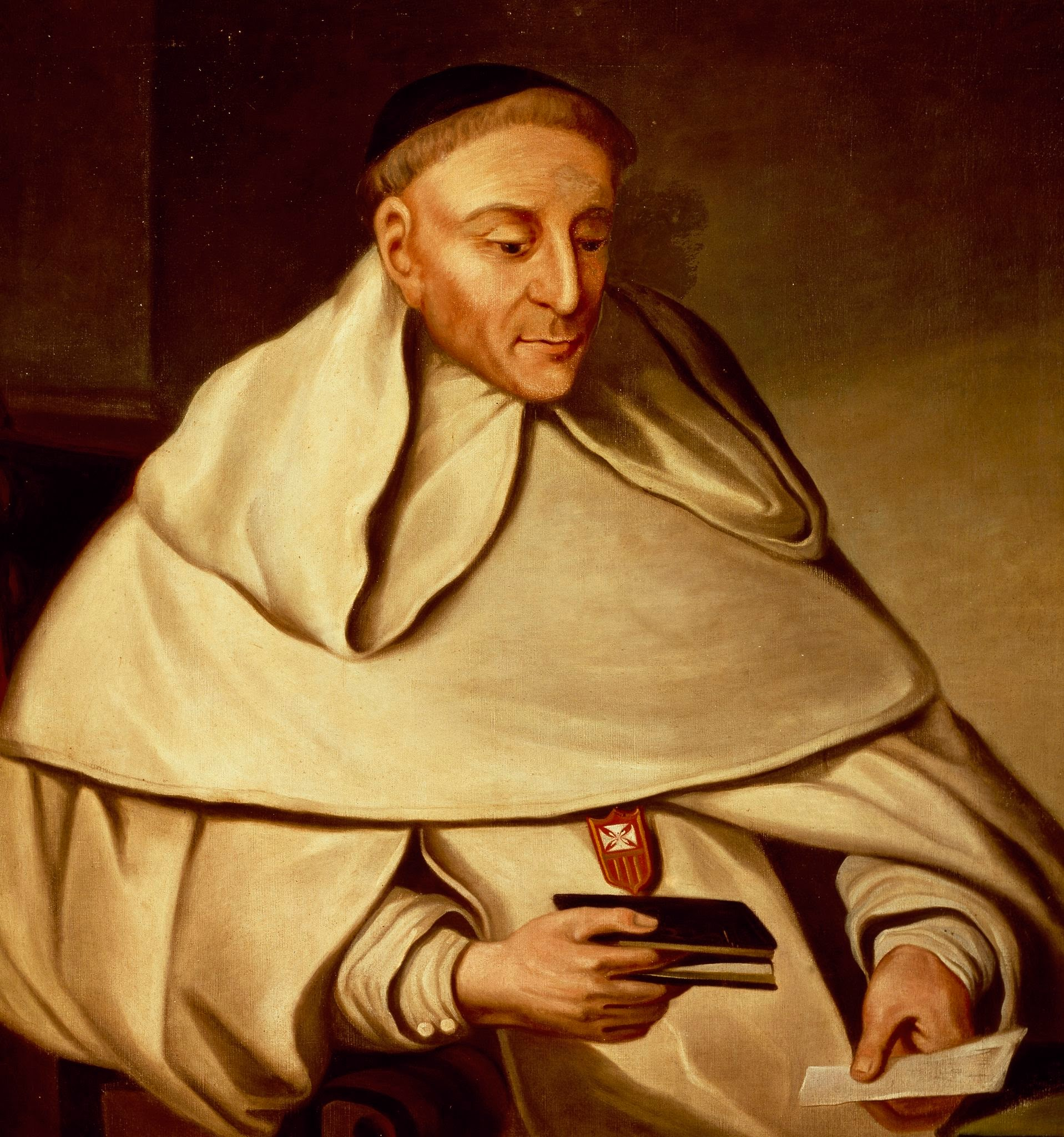
Tirso de Molina
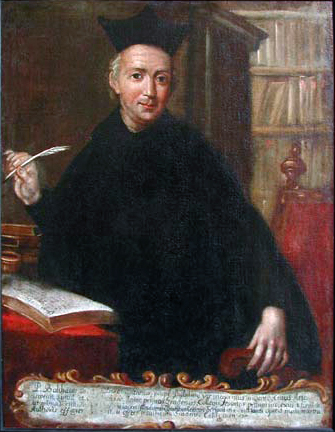
Baltasar Gracián

## XVIIIesiècle: Baroque, Classicisme et Lumières
- Espagne des Lumières, Réformes bourboniennes
- Littérature espagnole des Lumières (es) (Literatura española de la Ilustración)
- Écrivains espagnols du XVIIIe siècle, dont
  - Benito Jerónimo Feijoo (1676-1764), Gregorio Mayans (1699-781), Ramón de la Cruz (1731-1794), Juan Andrés (1740-1817), José Cadalso (1741-1782), Gaspar Melchor de Jovellanos (1744-1811), Tomás de Iriarte (1750-1791), Juan Meléndez Valdés (1754-1817), Leandro Fernández de Moratín (1760-1828)
- Baroque, Classicisme
- École littéraire de Salamanque au XVIIIe siècle (es)
- École universaliste espagnole du XVIIIe siècle

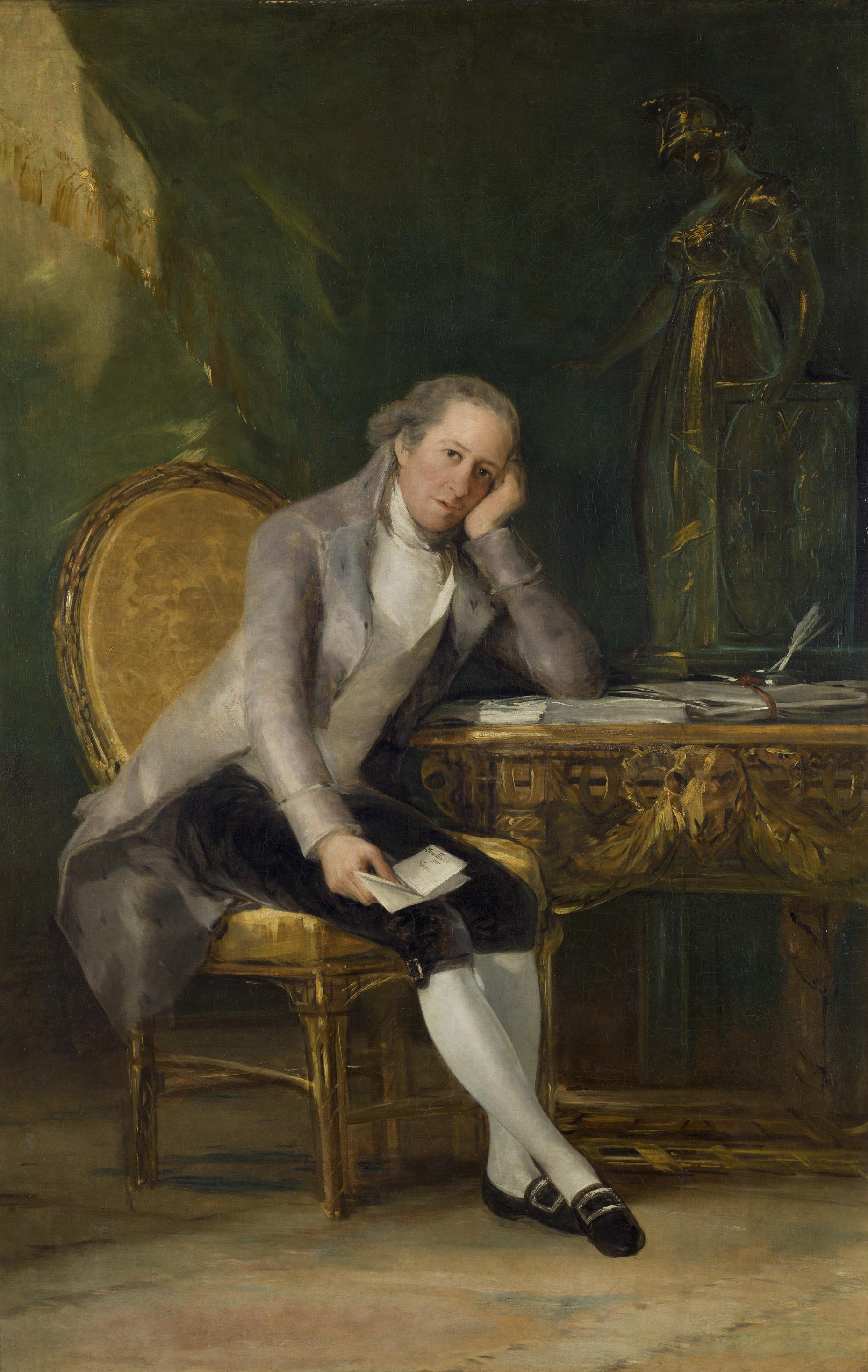
Gaspar Melchor de Jovellanos
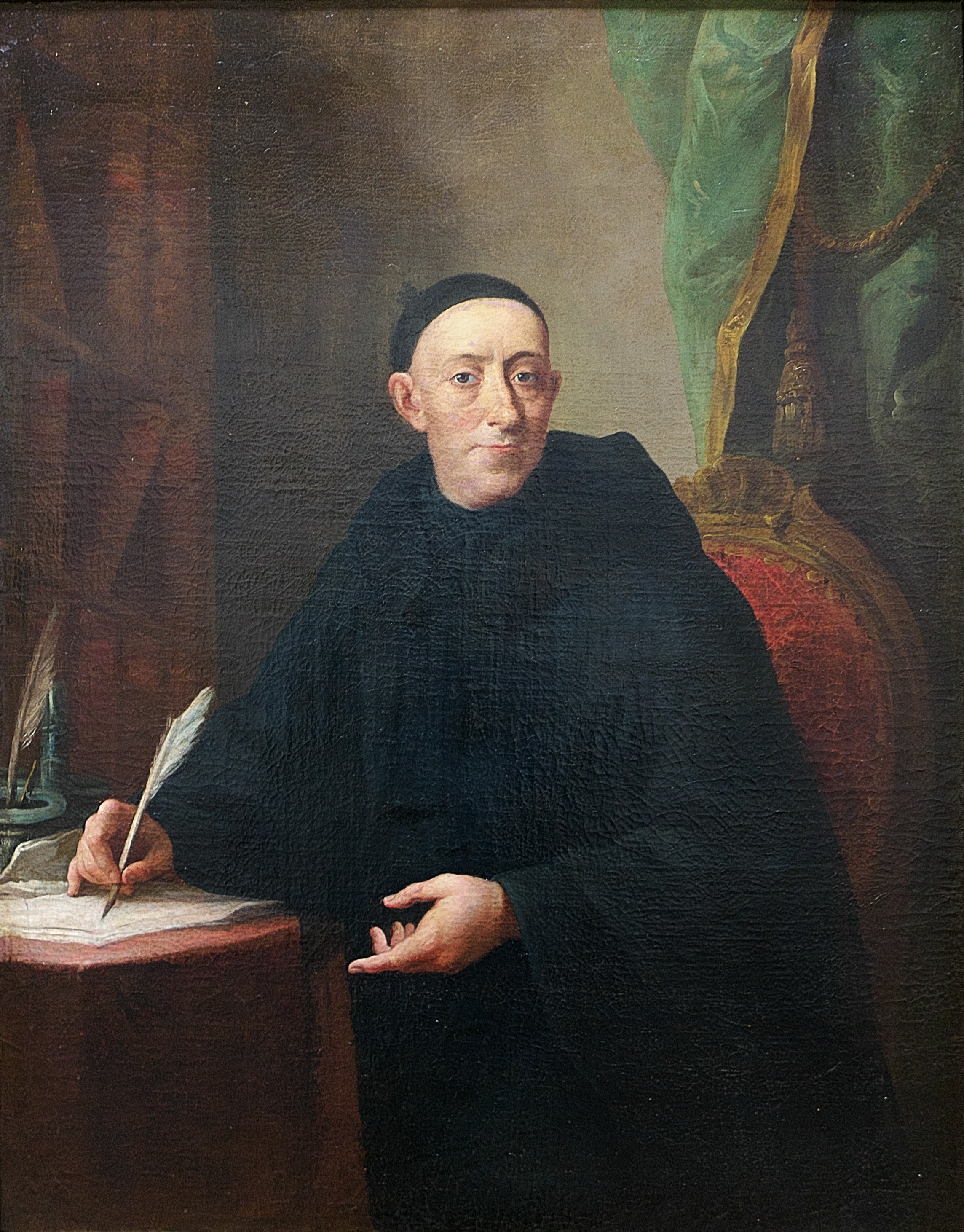
Benito Jerónimo Feijoo
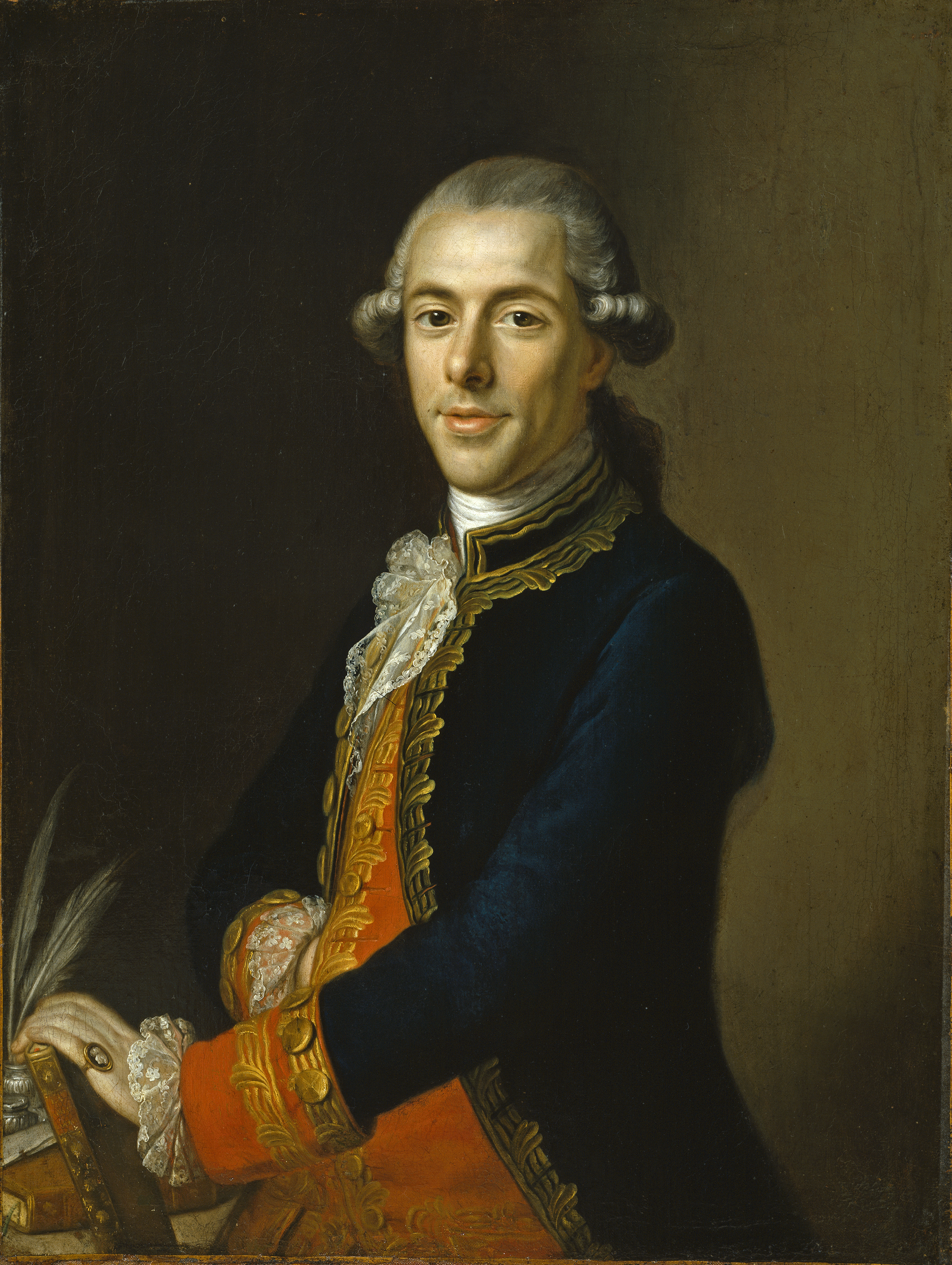
Tomás de Iriarte
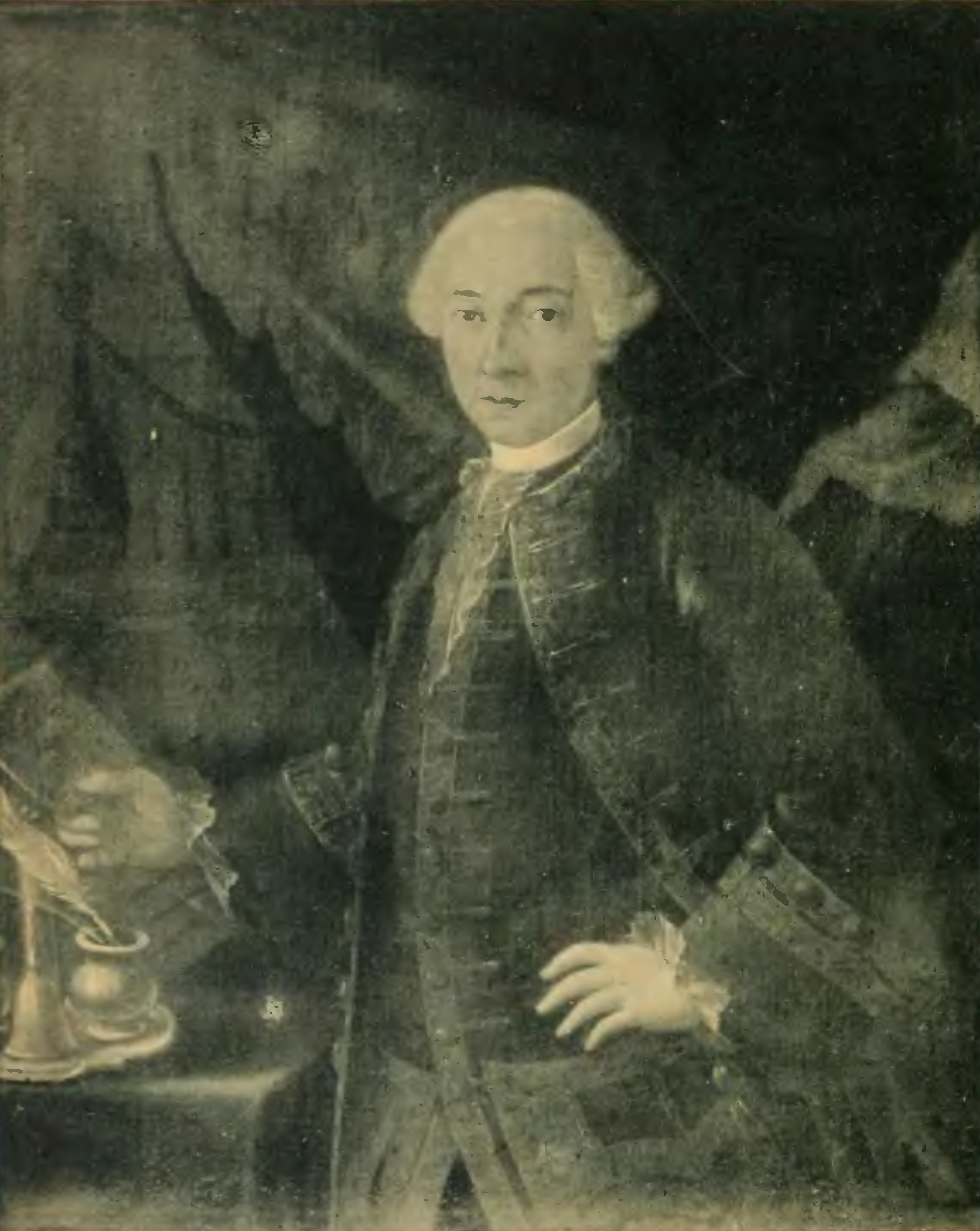
Ramón de la Cruz
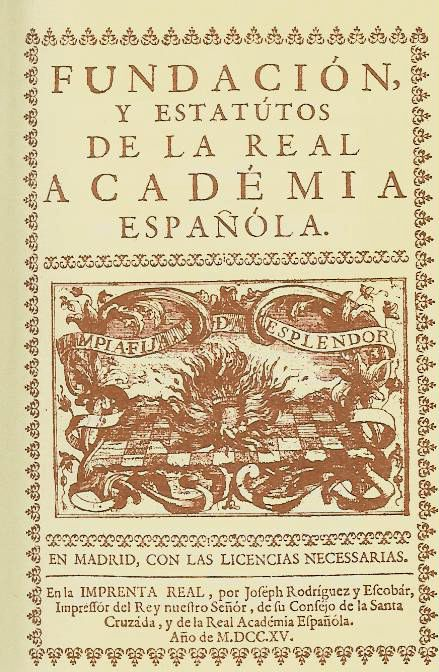
Couverture de la première édition de Fundación y estatutos de la Real Academia Española (1715)
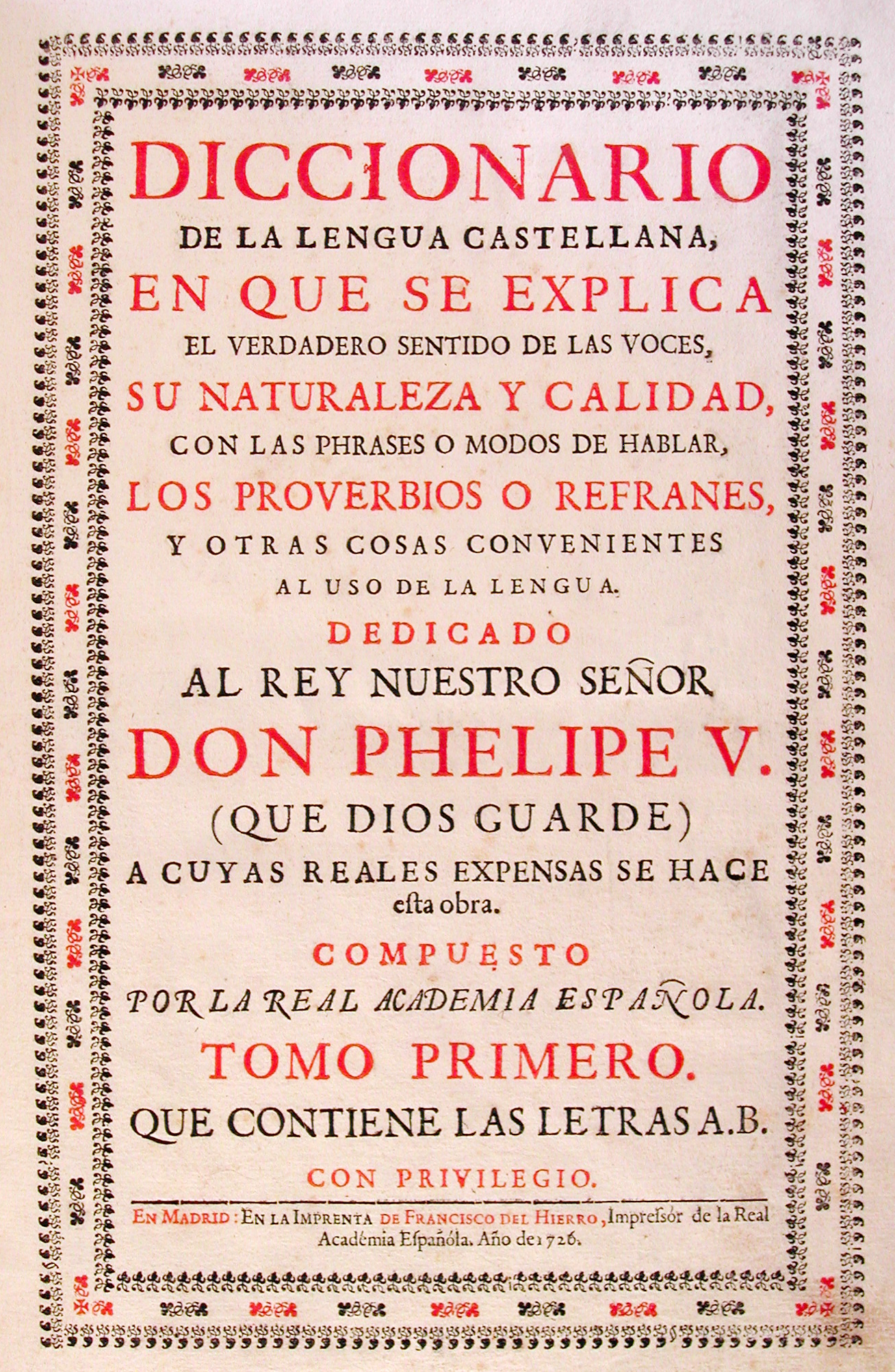
Premier tome (1726) du Diccionario de autoridades de l'Académie royale espagnole
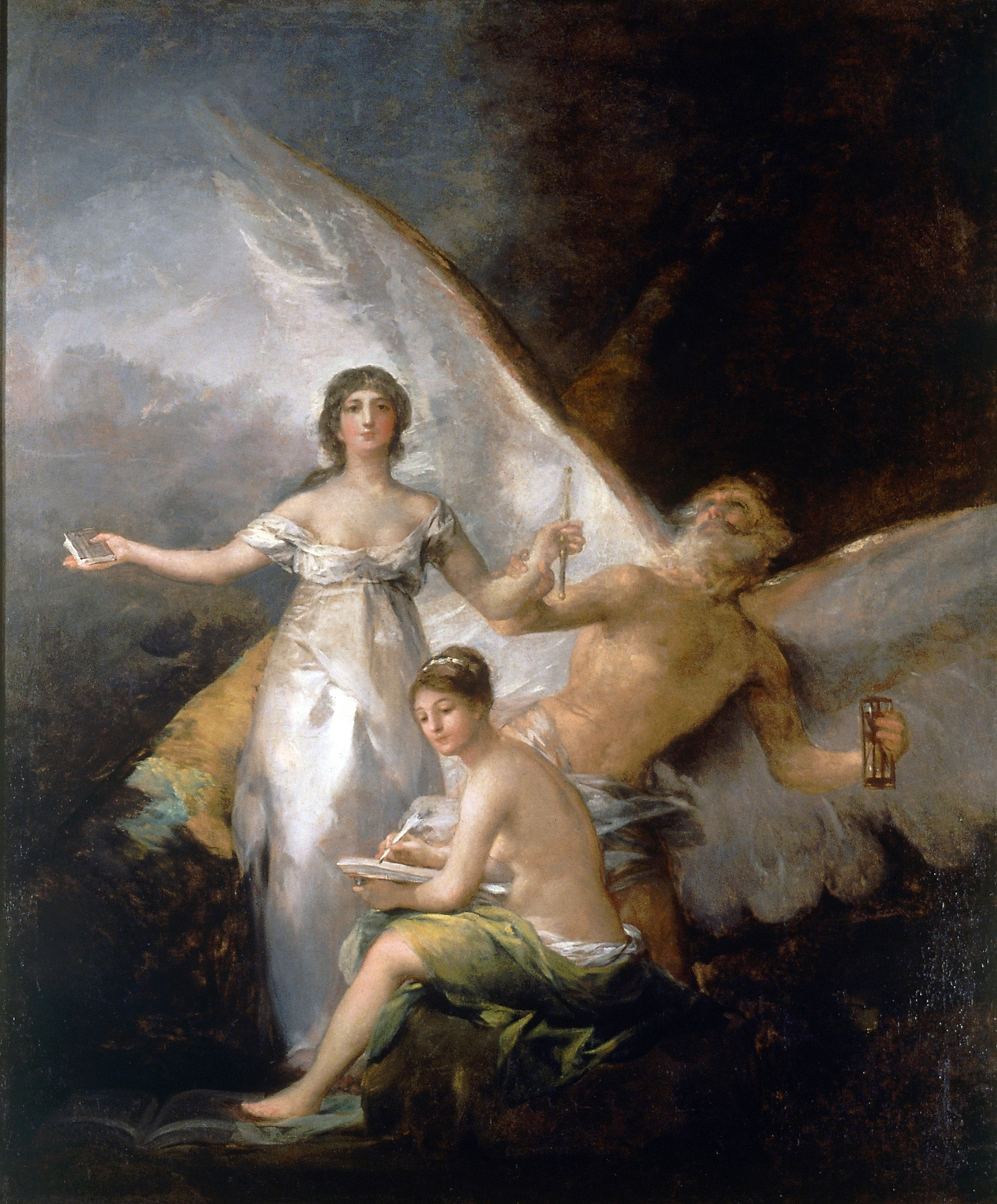
La Vérité, le Temps et l’Histoire, allégorie de Goya (1800)
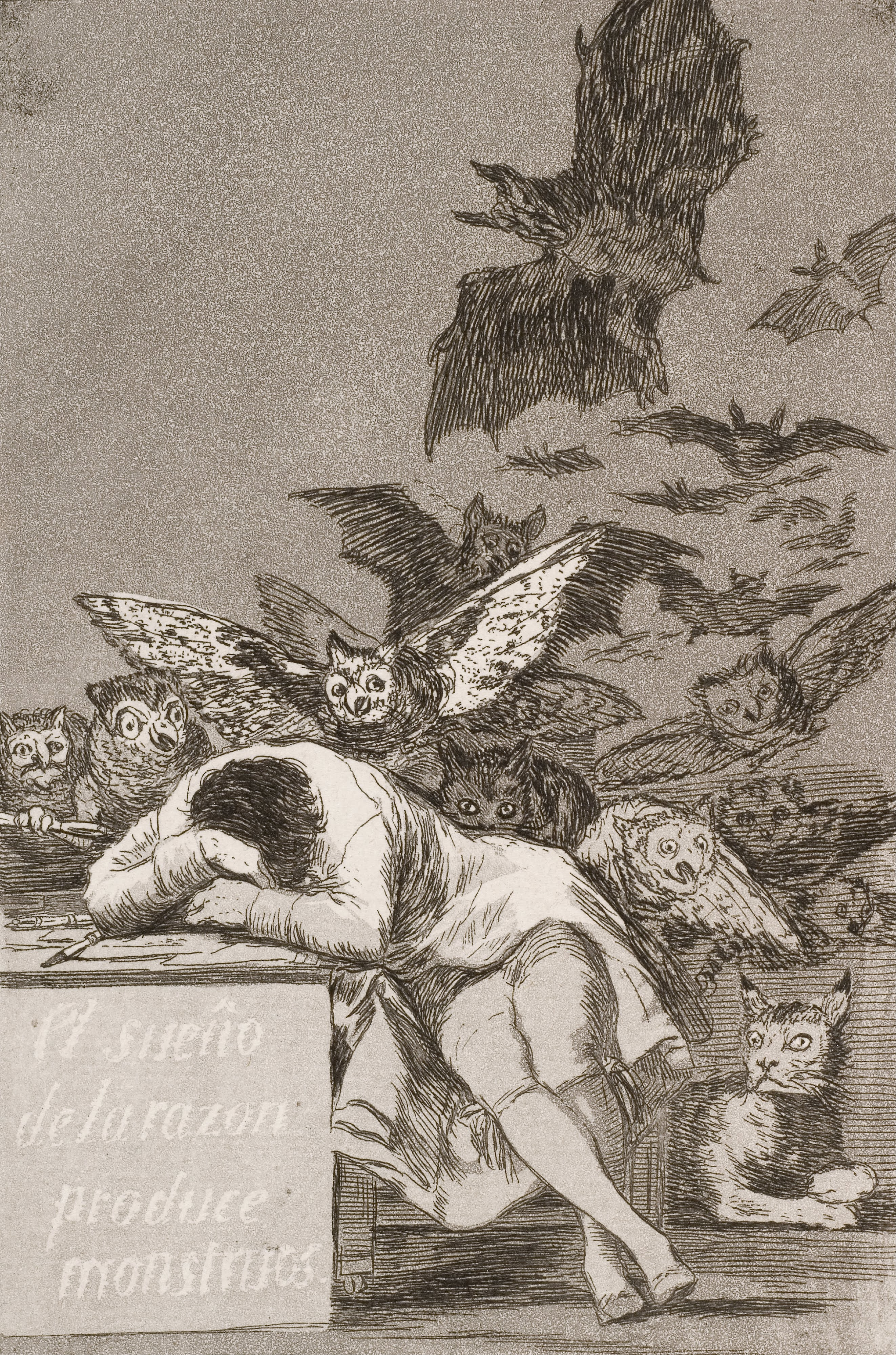
Le Sommeil de la raison produit des monstres, gravure no 43 des Caprices de Goya (1799)

## XIXesiècle

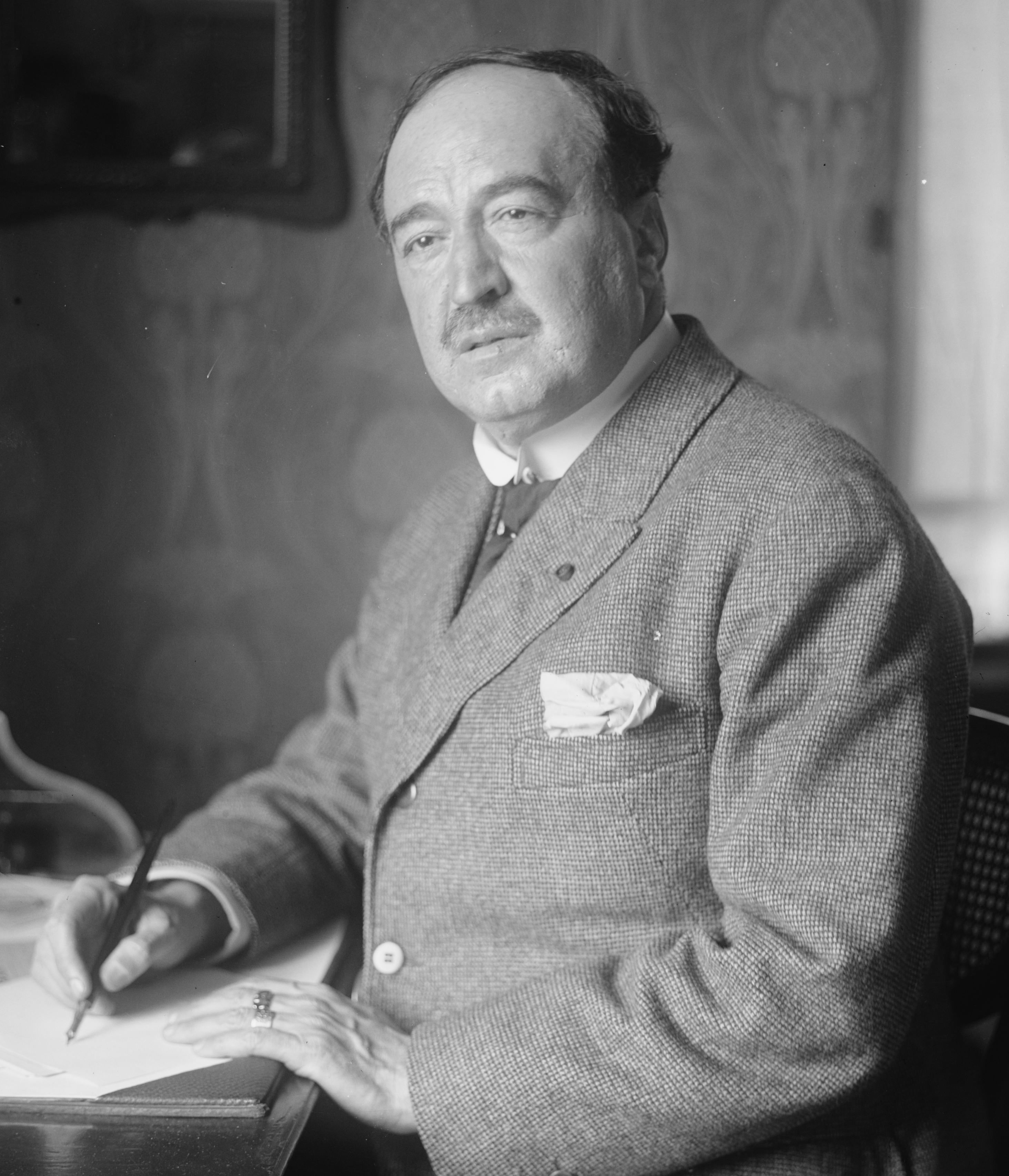
Vicente Blasco Ibáñez

- Écrivains espagnols du XIXe siècle
- Littérature romantique espagnole

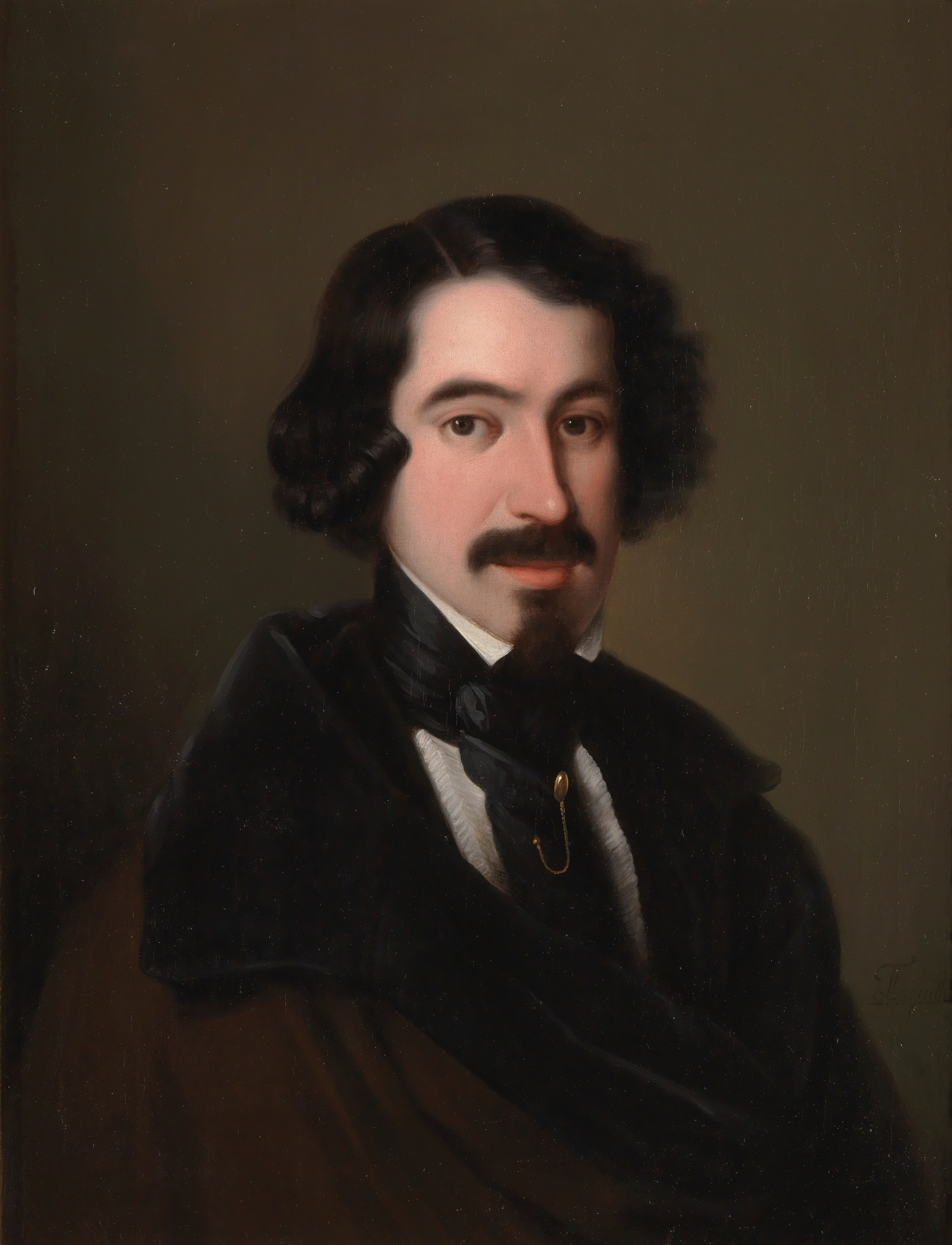
José de Espronceda
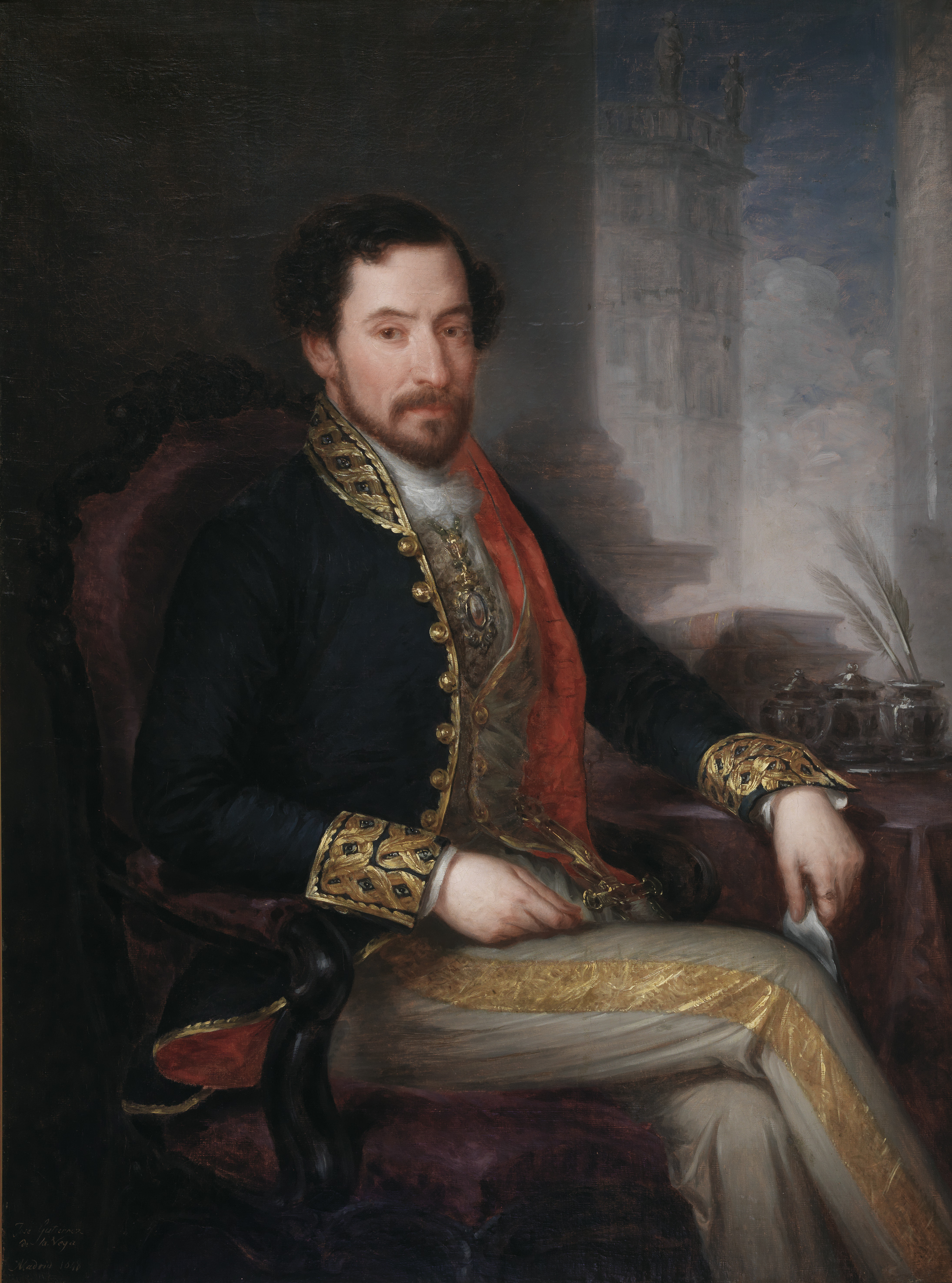
Nicomedes Pastor Díaz
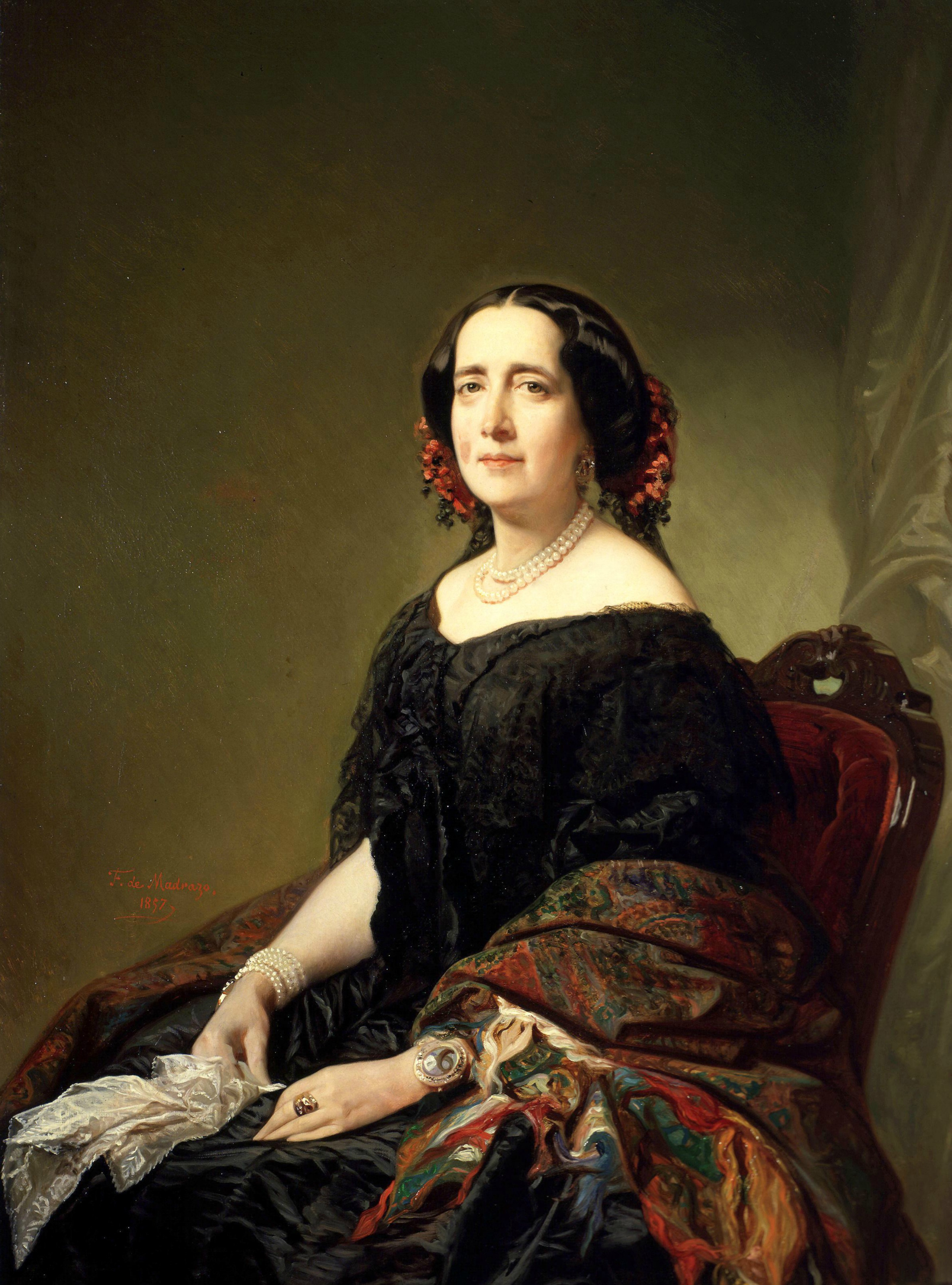
Gertrudis Gómez de Avellaneda
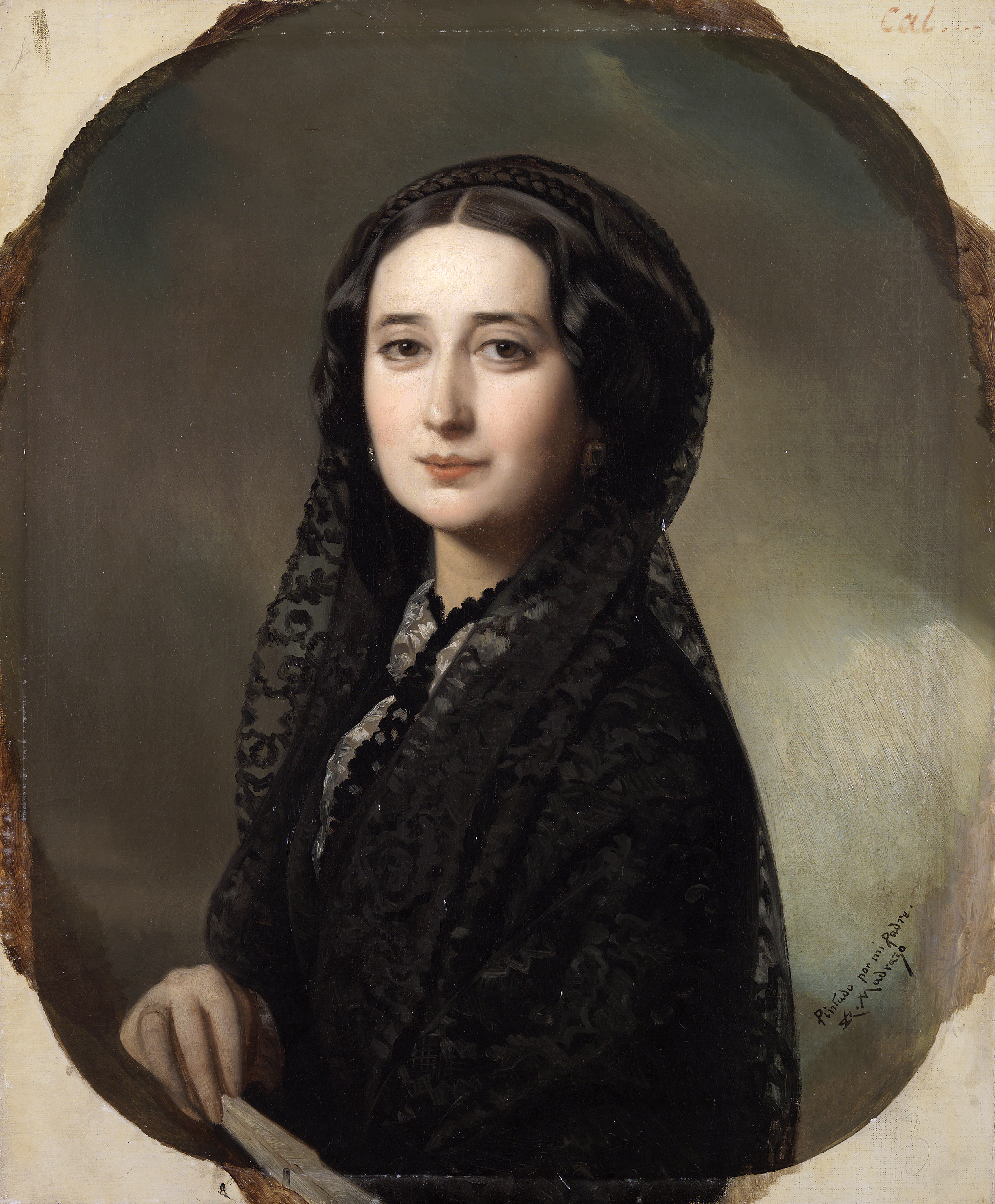
Carolina Coronado
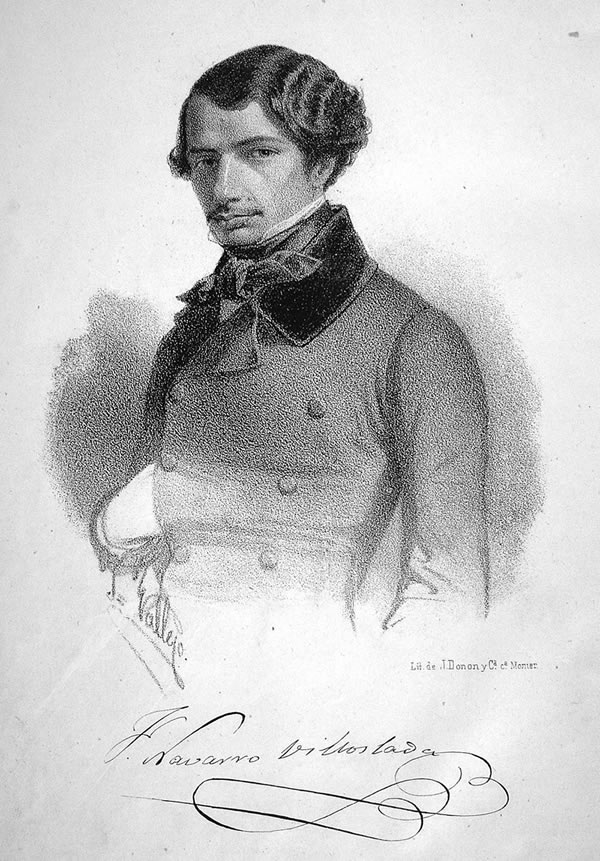
Francisco Navarro Villoslada
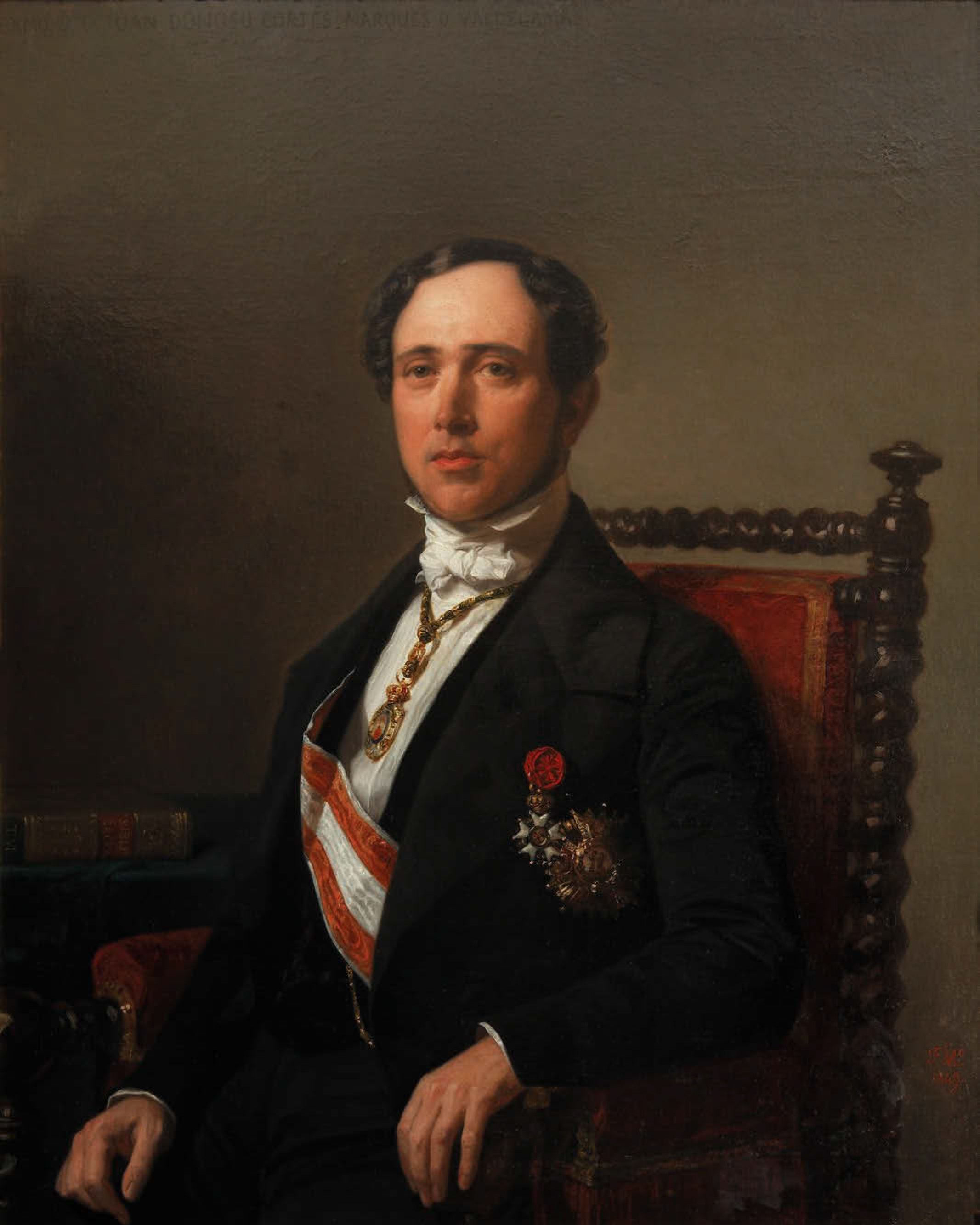
Juan Donoso Cortés
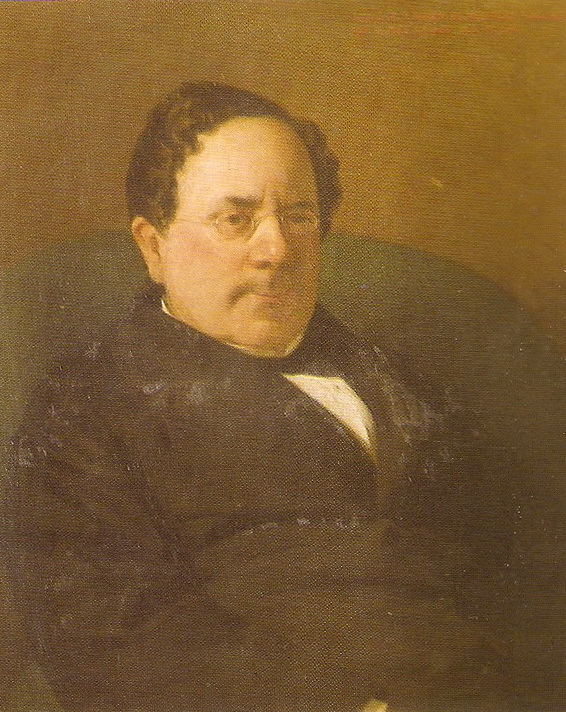
Ramón de Mesonero Romanos

- Costumbrismo
- Génération de 1868 (es)

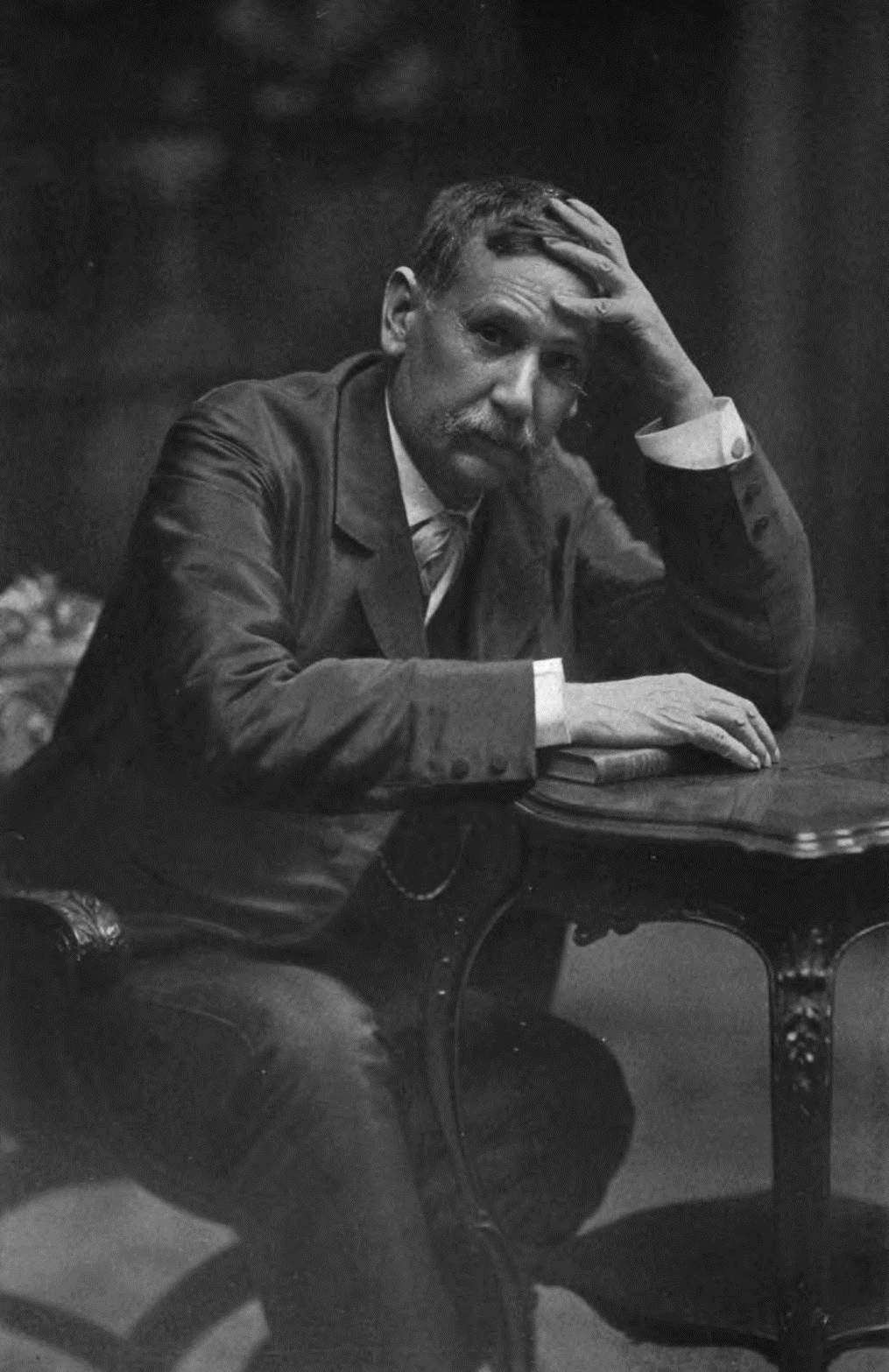
Benito Pérez Galdós
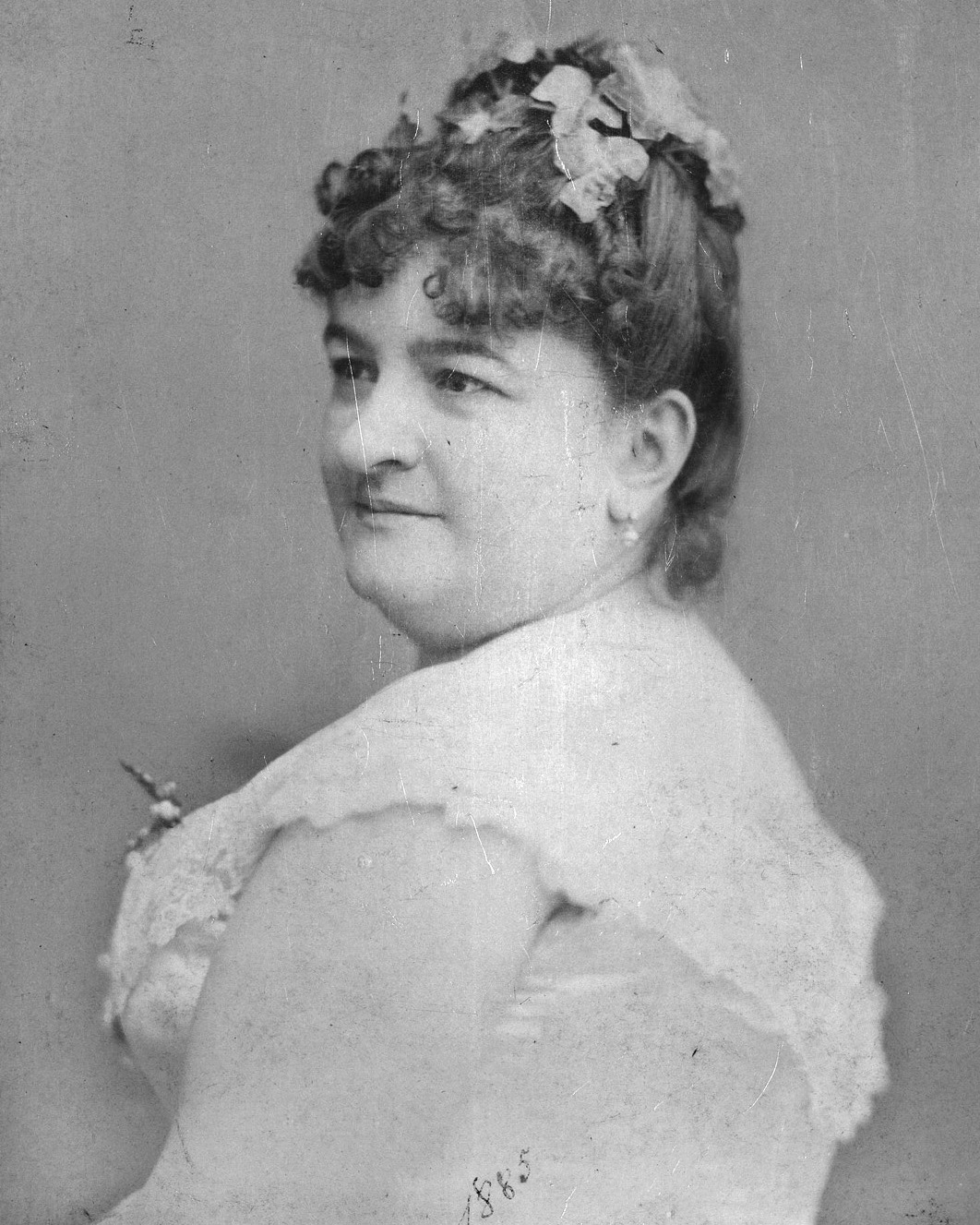
Emilia Pardo Bazán
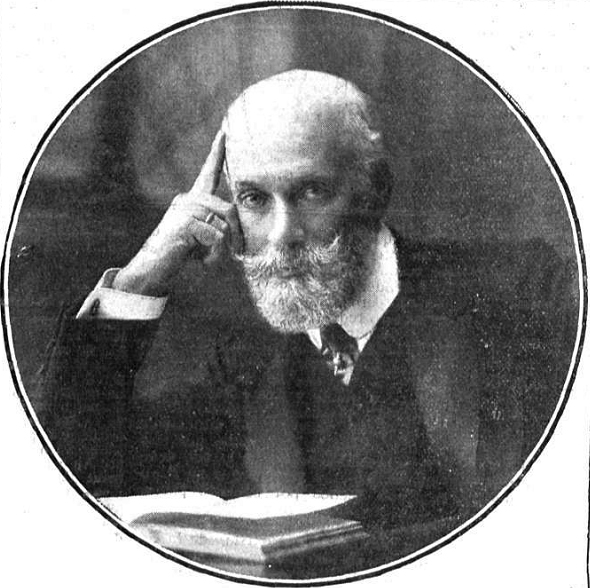
Armando Palacio Valdés (es)
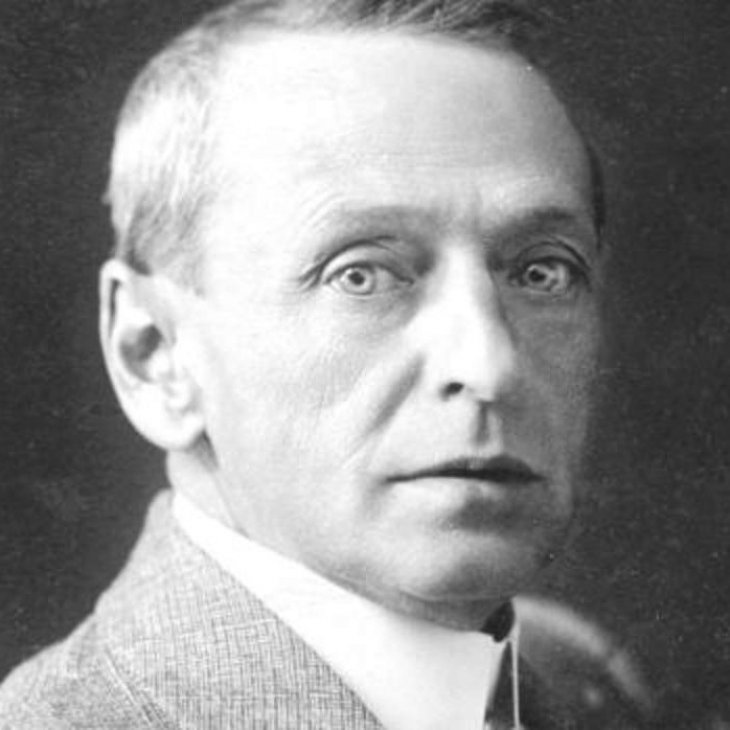
Joaquín Dicenta (es)
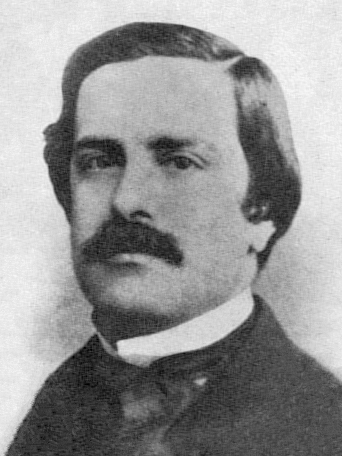
Juan Valera
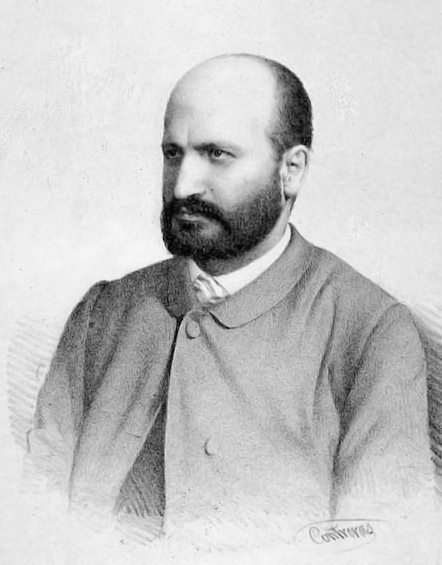
Pedro de Alarcón
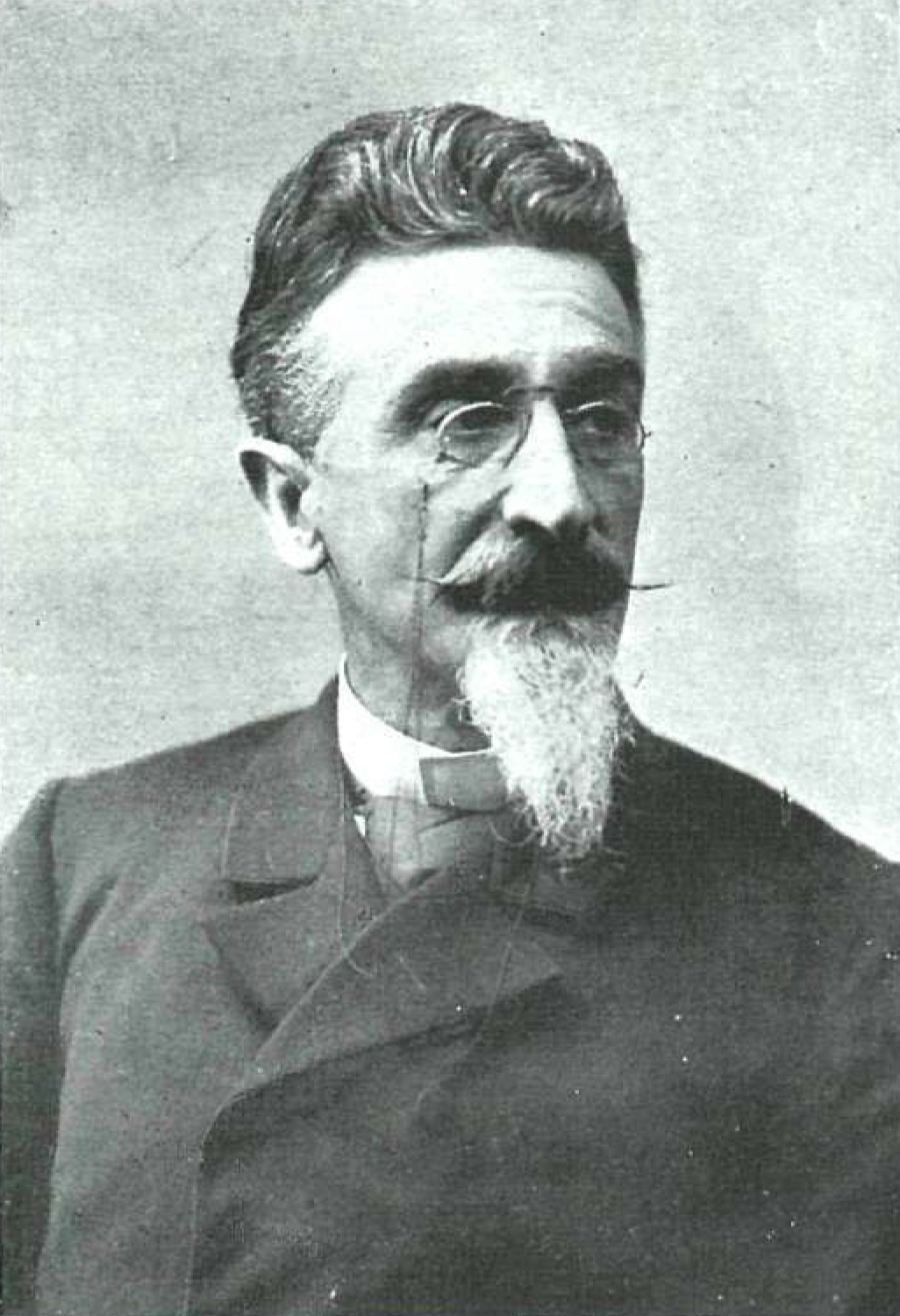
José María de Pereda

- Rosalía de Castro (1837-1885)
- Emilia Pardo Bazán (1851-1921)
- Silverio Lanza (es) (1856-1912)
- Blanca de los Ríos (es) (1859-1956)
- Vicente Blasco Ibáñez (1867-1928)
- Carmen de Burgos (1867-1932)
- Consuelo Álvarez Pool (1867-1959)
- Regina de Lamo (es) (1870-1947)
- Manuel Bueno Bengoechea (es) (1874-1936)
- Belén de Sárraga (1874-1951)
- Bruno Ibeas (es) (1879-1957)
- Bohême littéraire espagnole (es)
- Littérature espagnole du réalisme (es)
- Groupe des Trois (Génération de 98) (es)
- Génération de 1898, Régénérationnisme

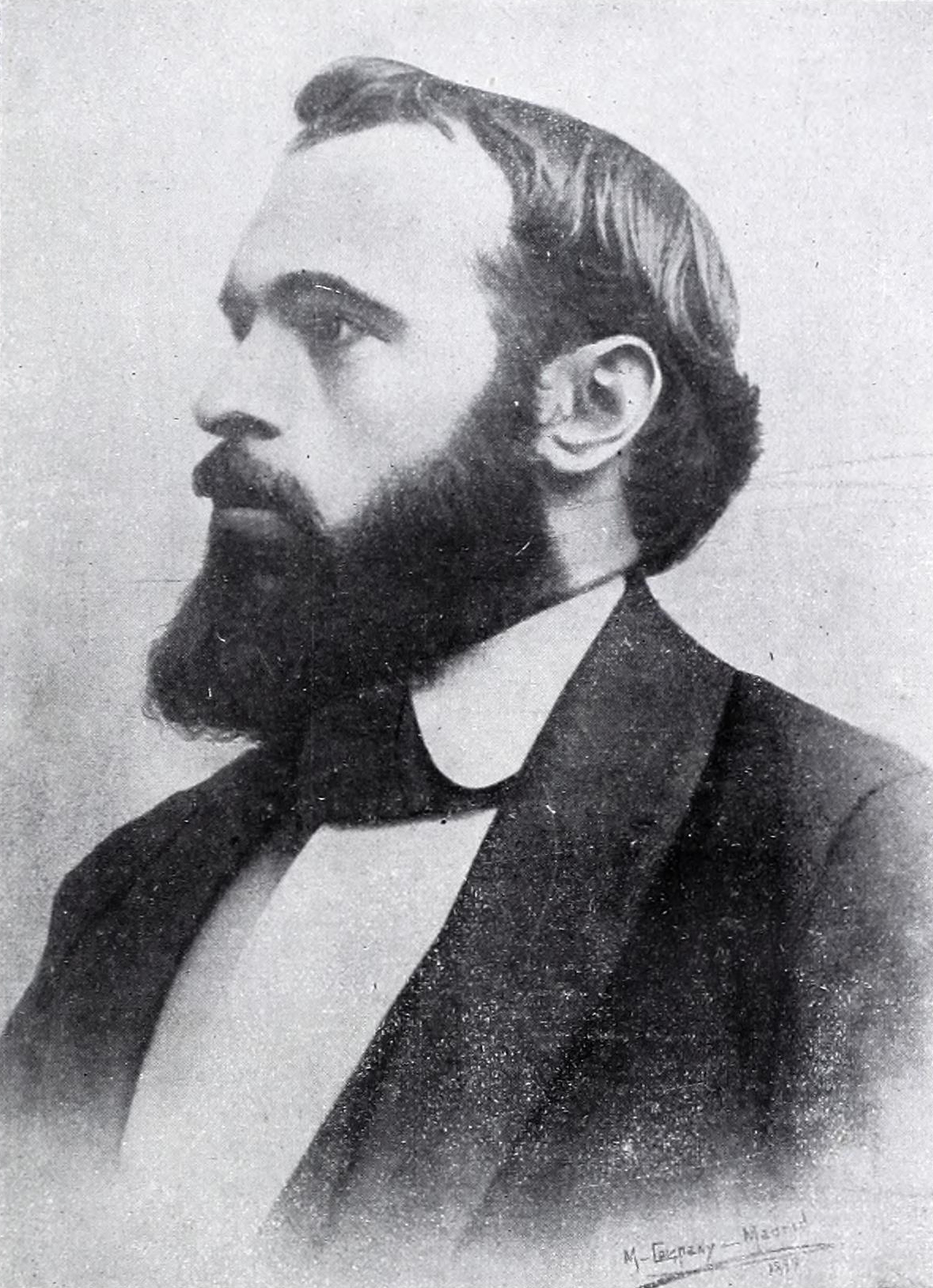
Ángel Ganivet
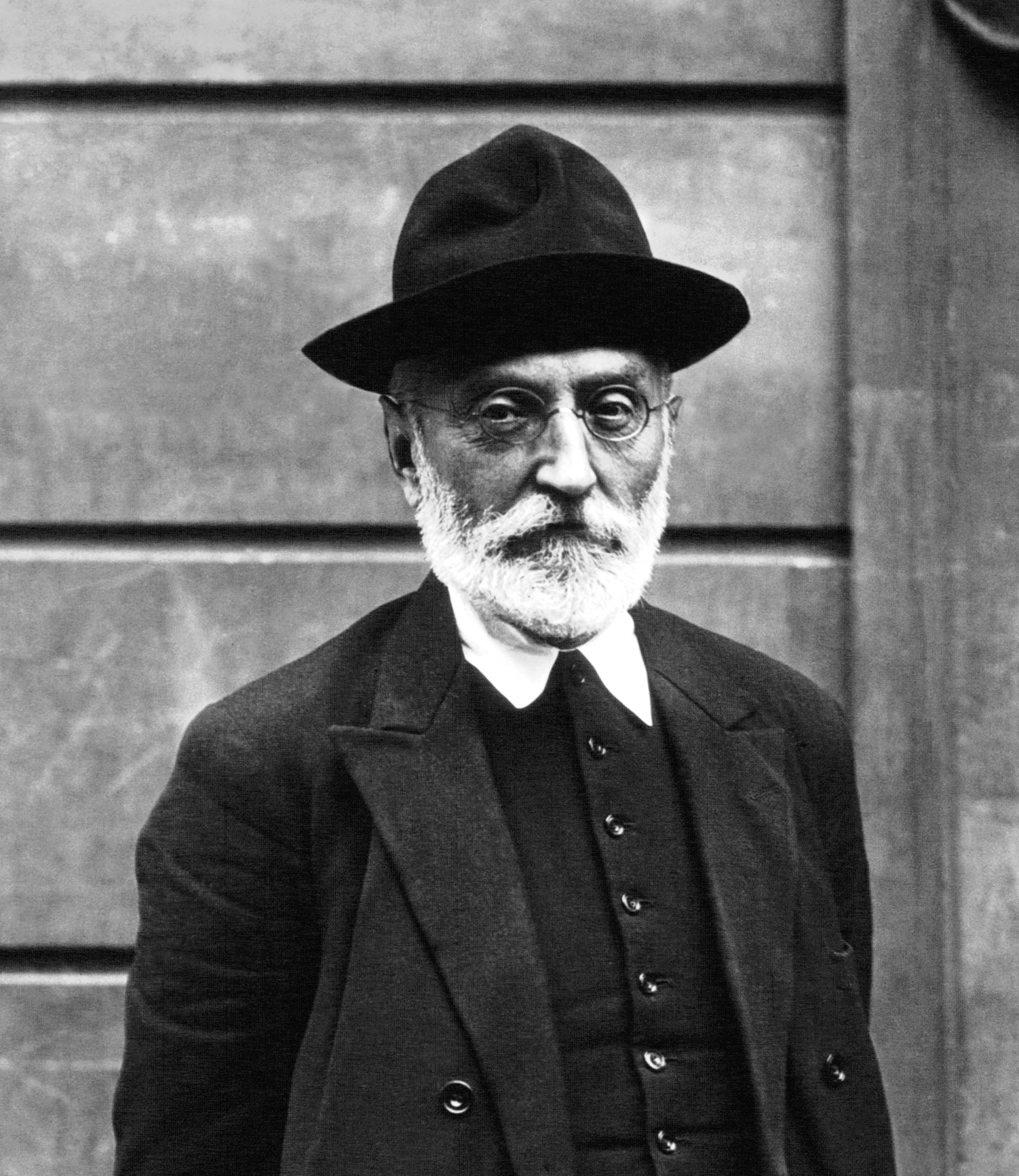
Miguel de Unamuno
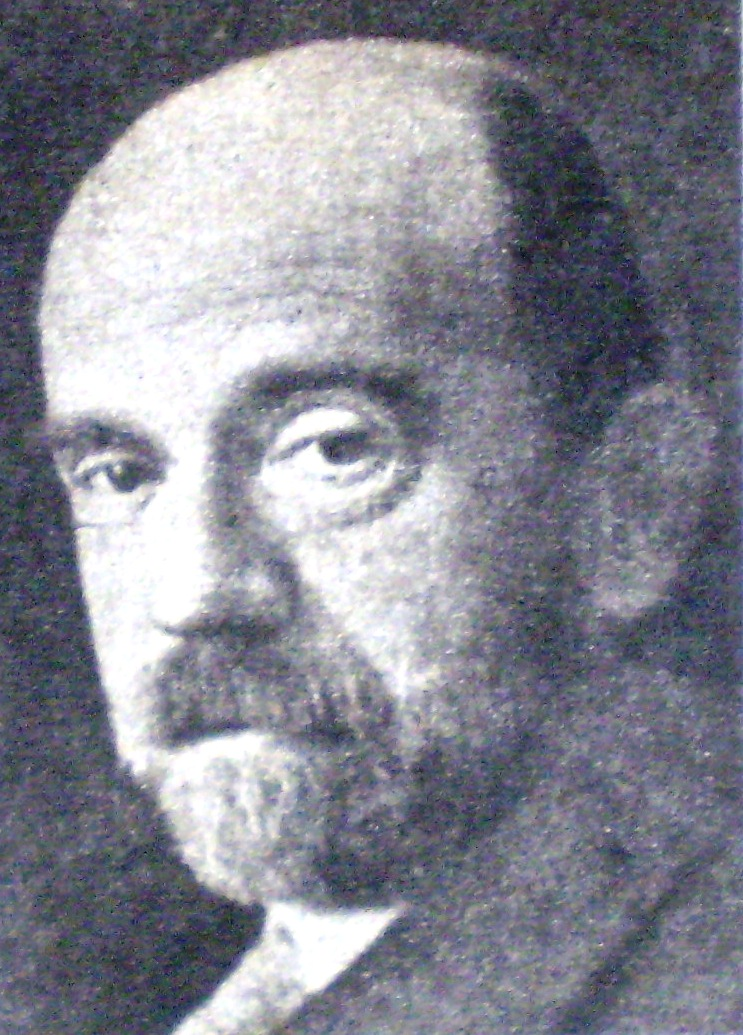
Pío Baroja
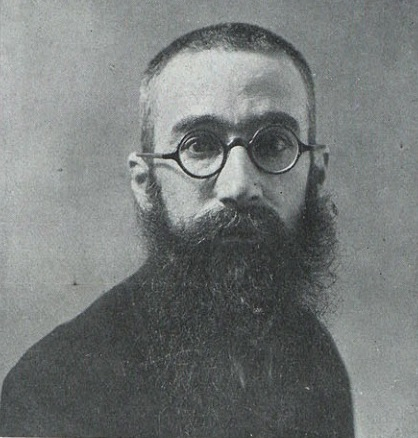
Valle-Inclán
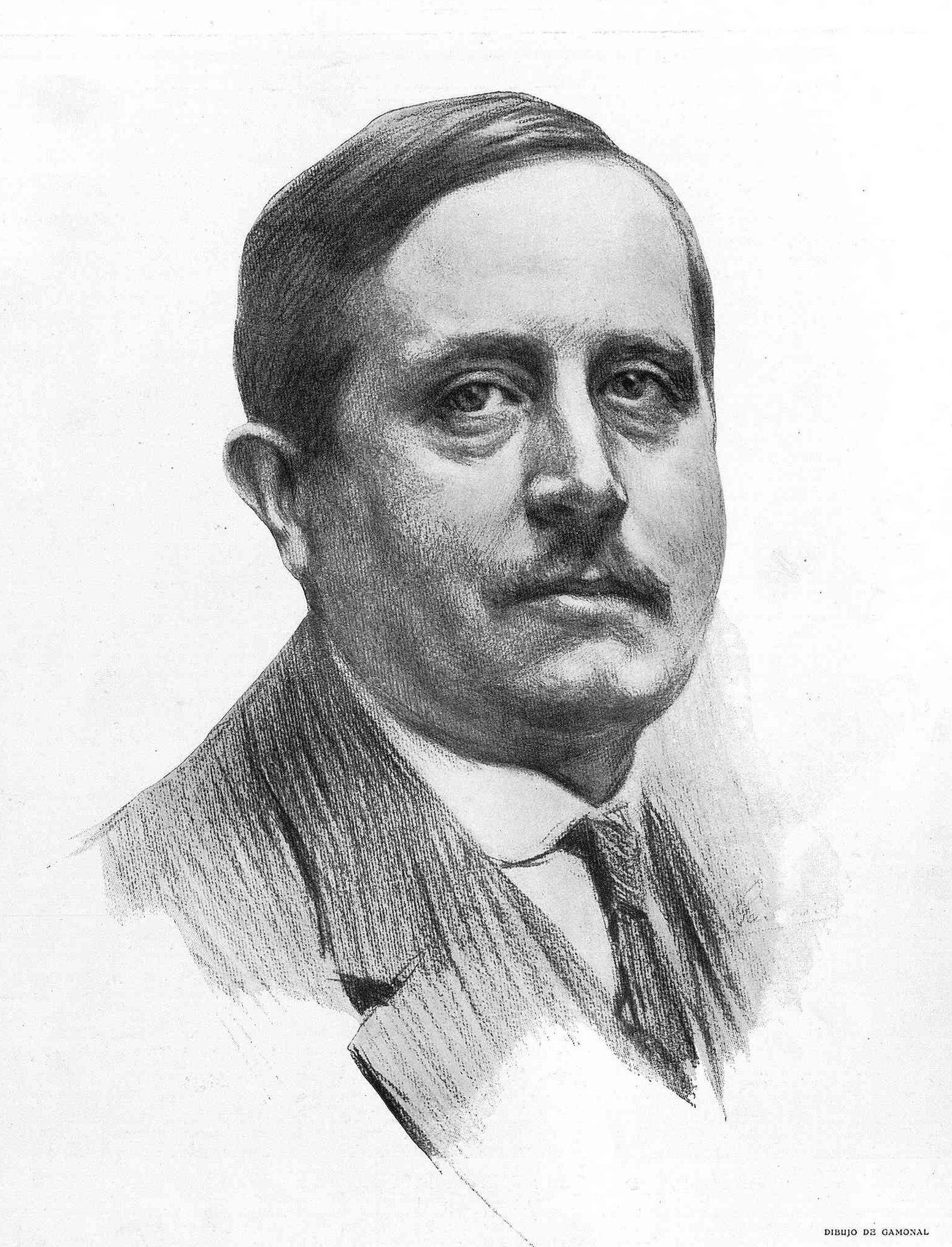
Azorín
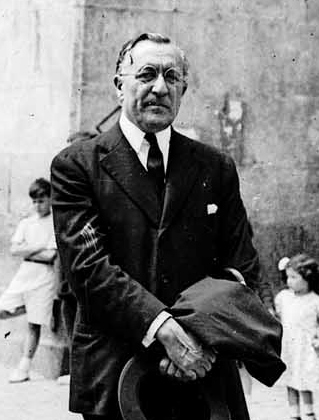
Ramiro de Maeztu
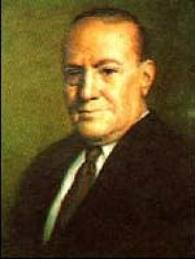
Manuel Machado
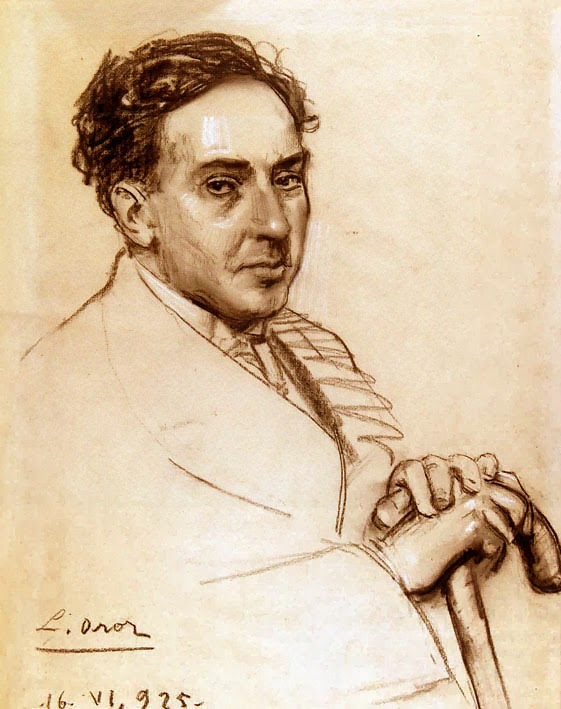
Antonio Machado

## PremierXXesiècle: modernisme
Le terme modernisme (modernismo) dénomme un mouvement littéraire que s'est développé entre les années 1880-1920, fondamentalement dans le milieu de la poésie, et qui s'est caractérisé par une rébellion créatrice, une tendance narcissique et aristocratique, le cosmopolitisme et une profonde rénovation esthétique du langage et de la métrique.
- Écrivains espagnols du XXe siècle
- Café Alameda
- Littérature espagnole du modernisme (es)
- Génération de 14, Noucentisme, Eugenio d'Ors

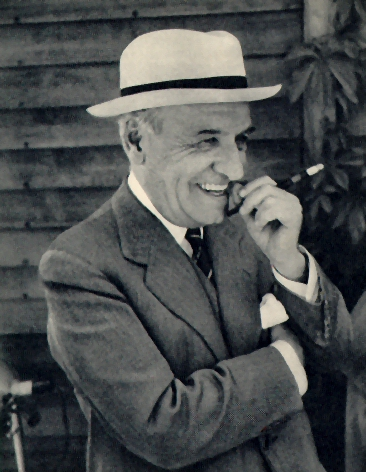
José Ortega y Gasset
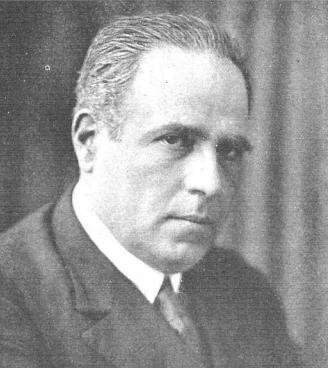
Eugenio d'Ors
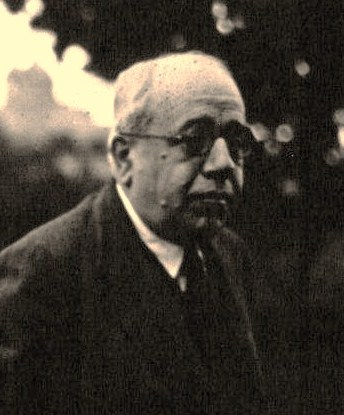
Manuel Azaña
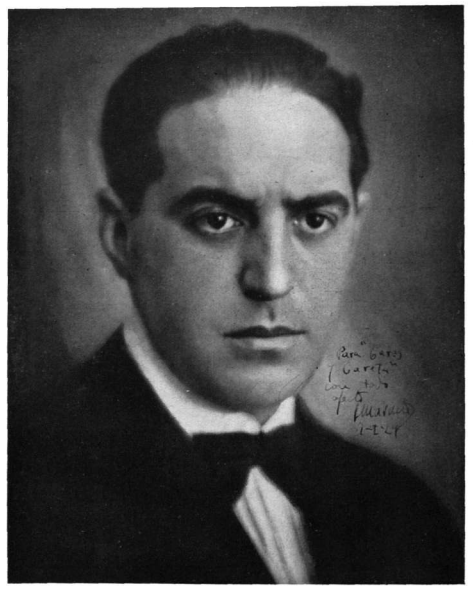
Gregorio Marañón
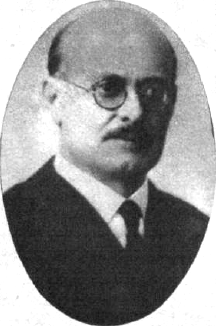
Gustavo Pittaluga Fattorini
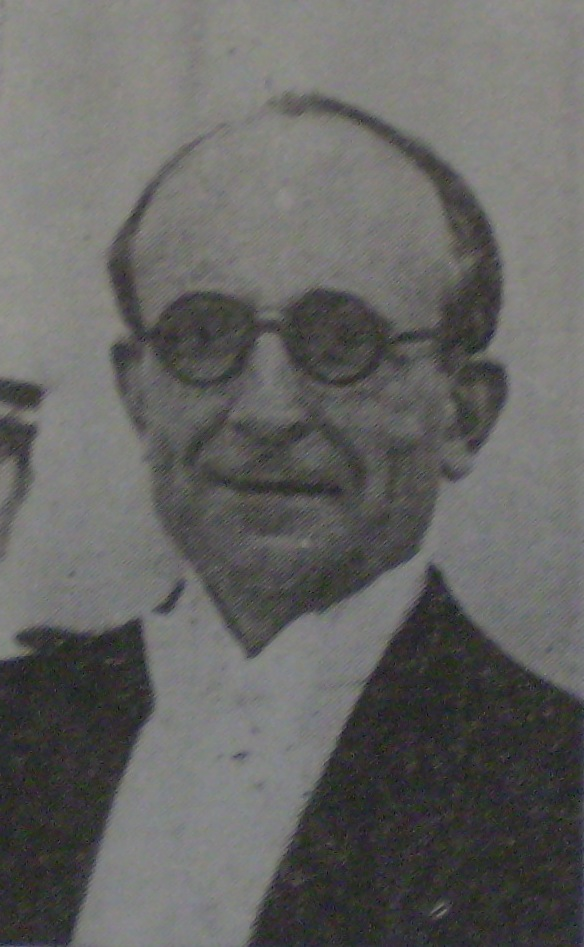
Salvador de Madariaga
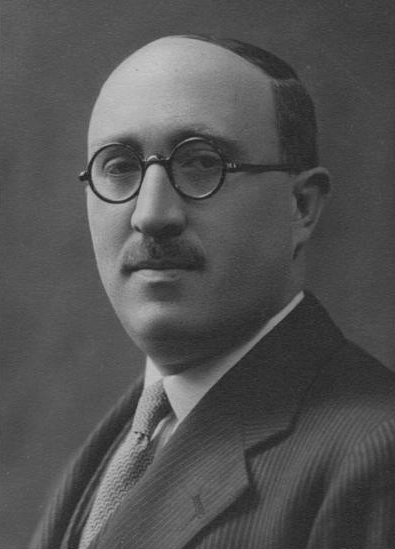
Claudio Sánchez-Albornoz
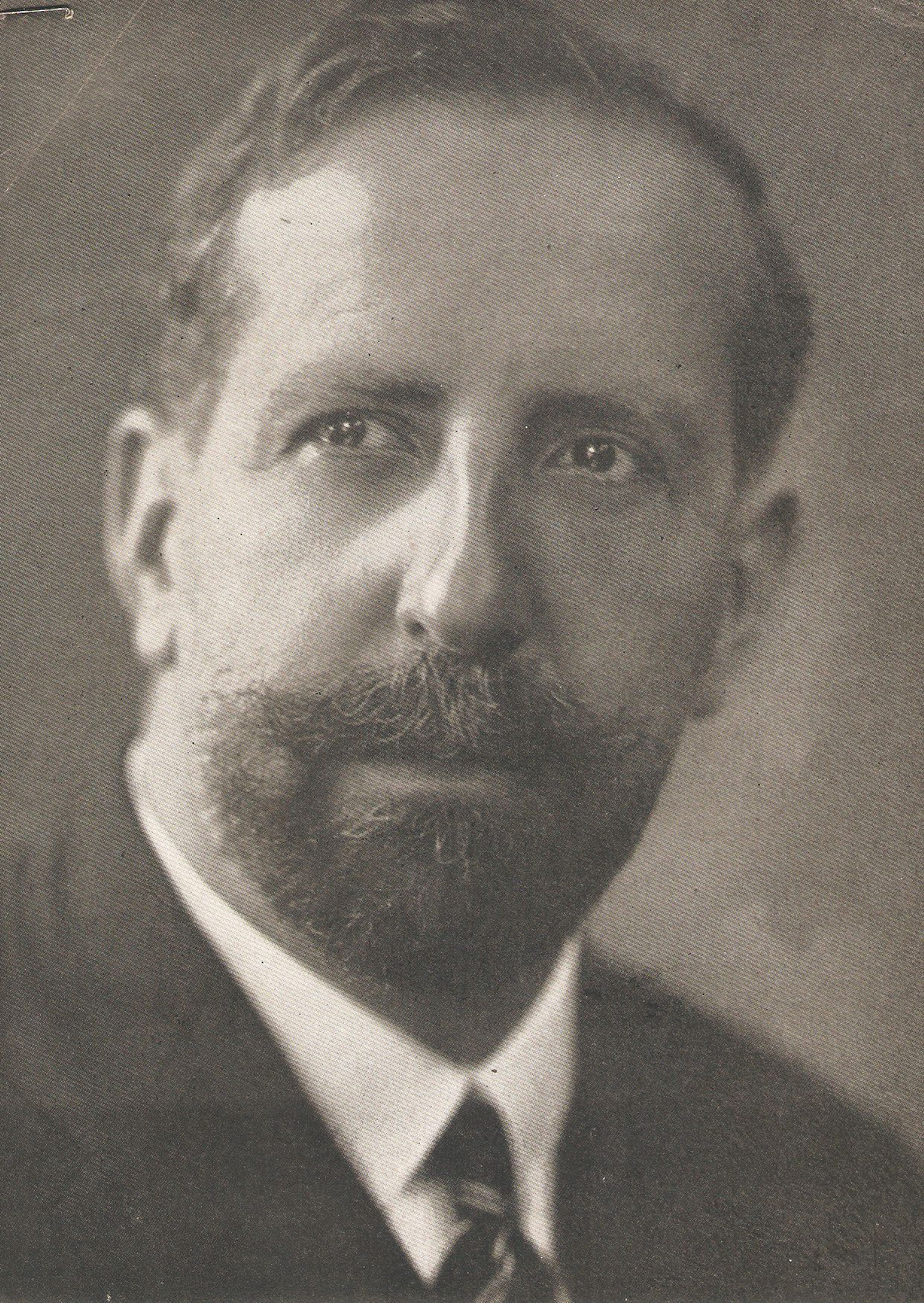
Américo Castro
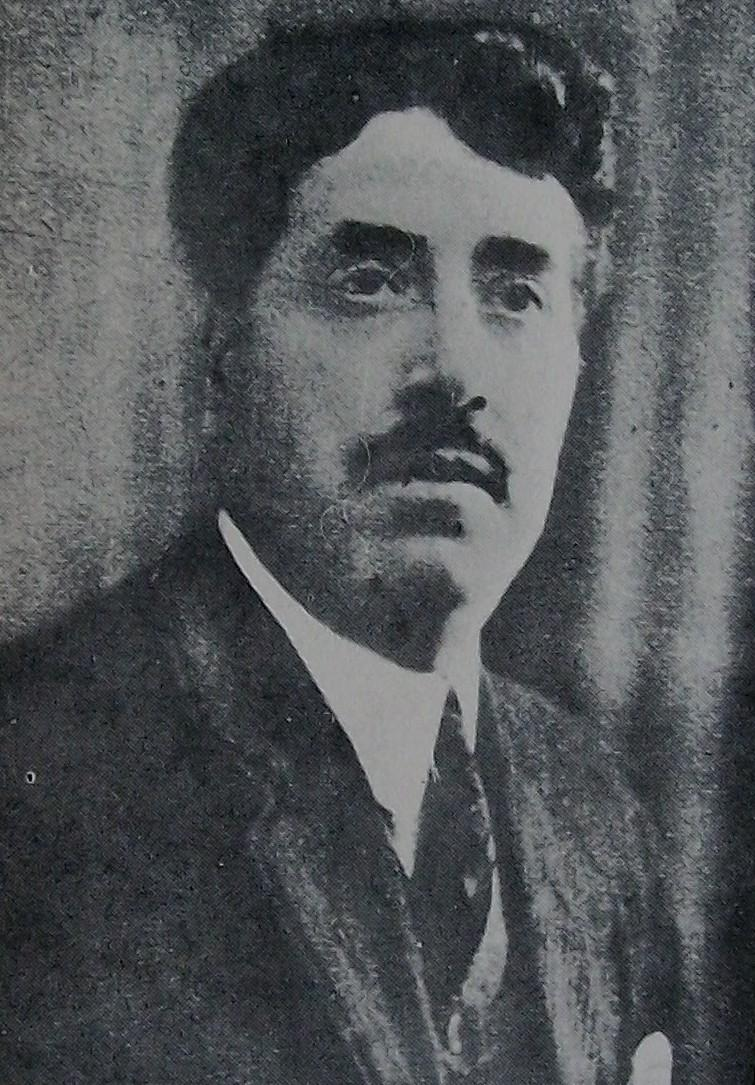
Rafael Cansinos Assens
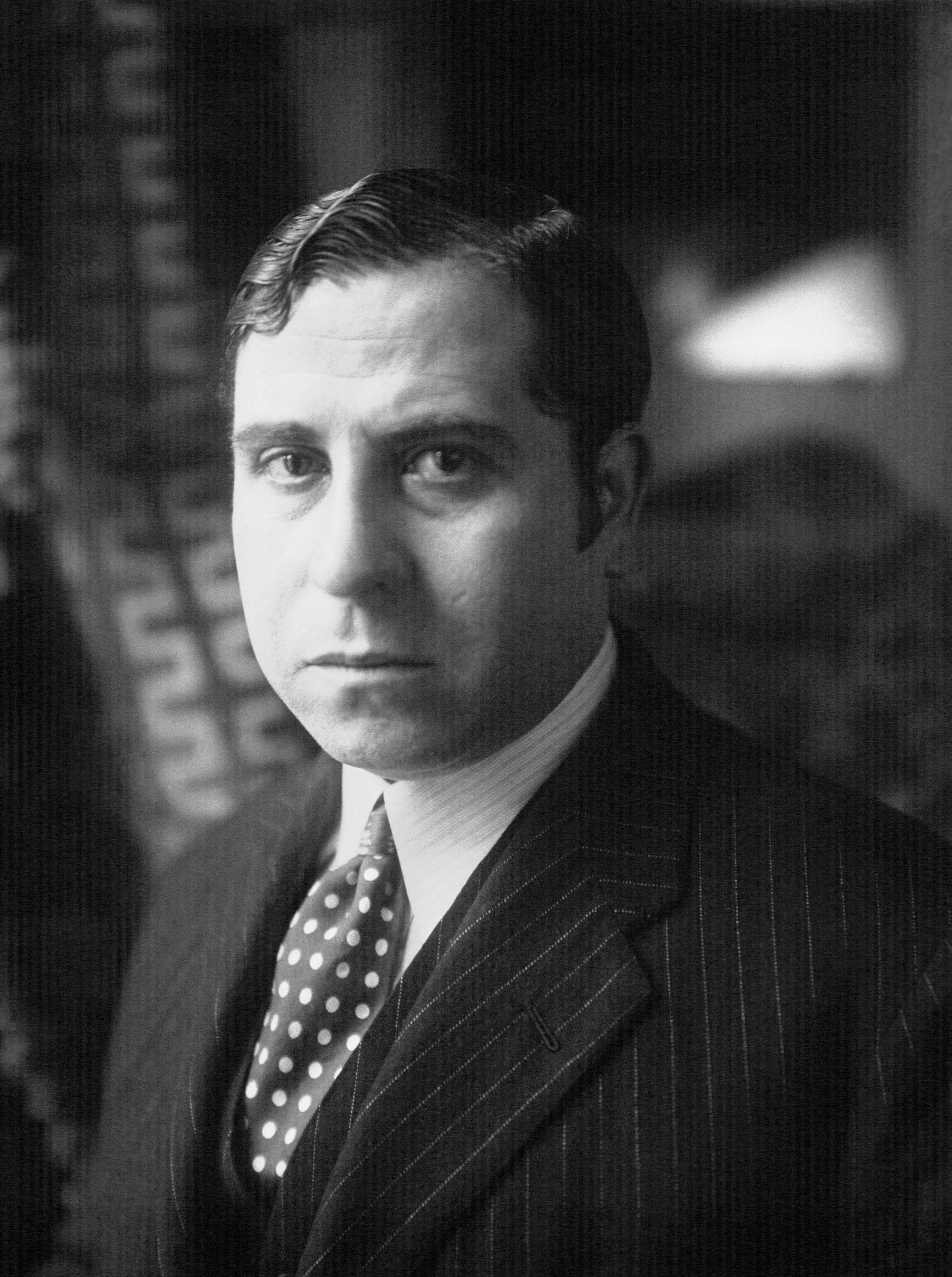
Ramón Gómez de la Serna
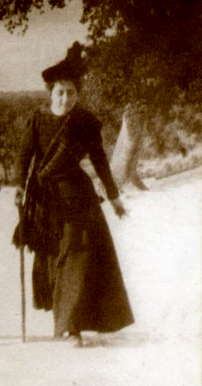
María Goyri
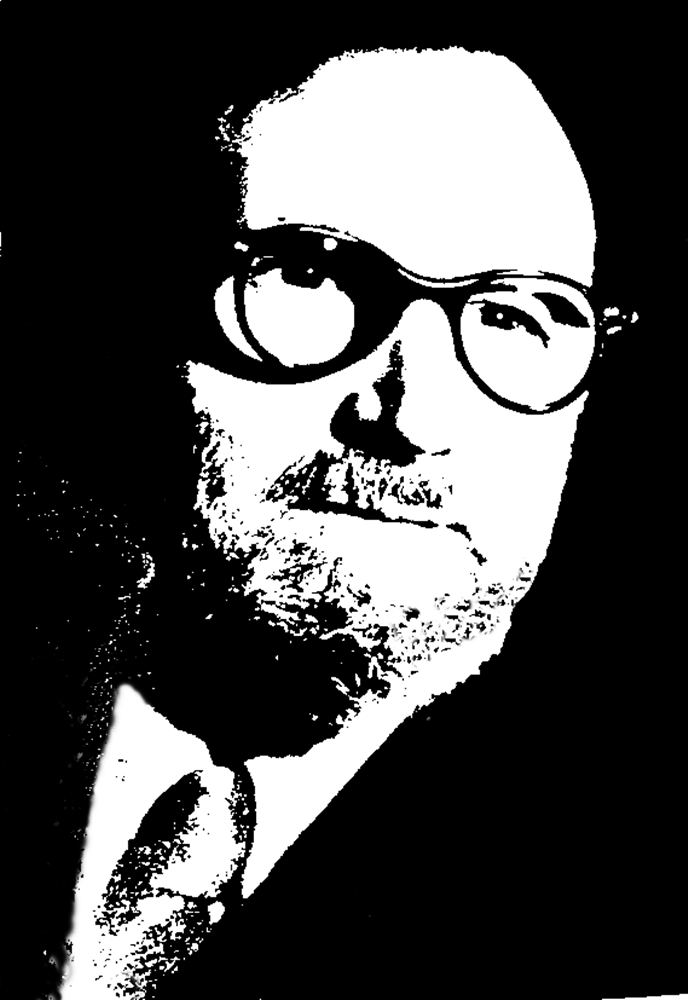
León Felipe
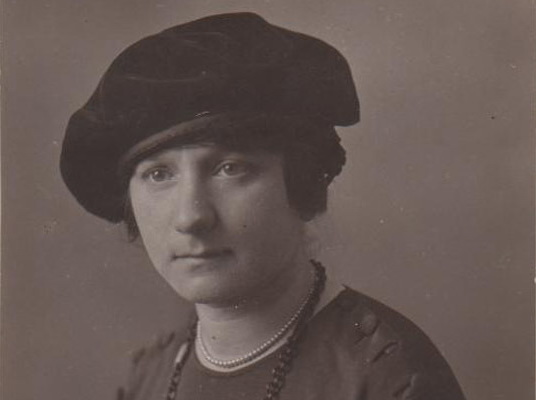
Maria de Maeztu
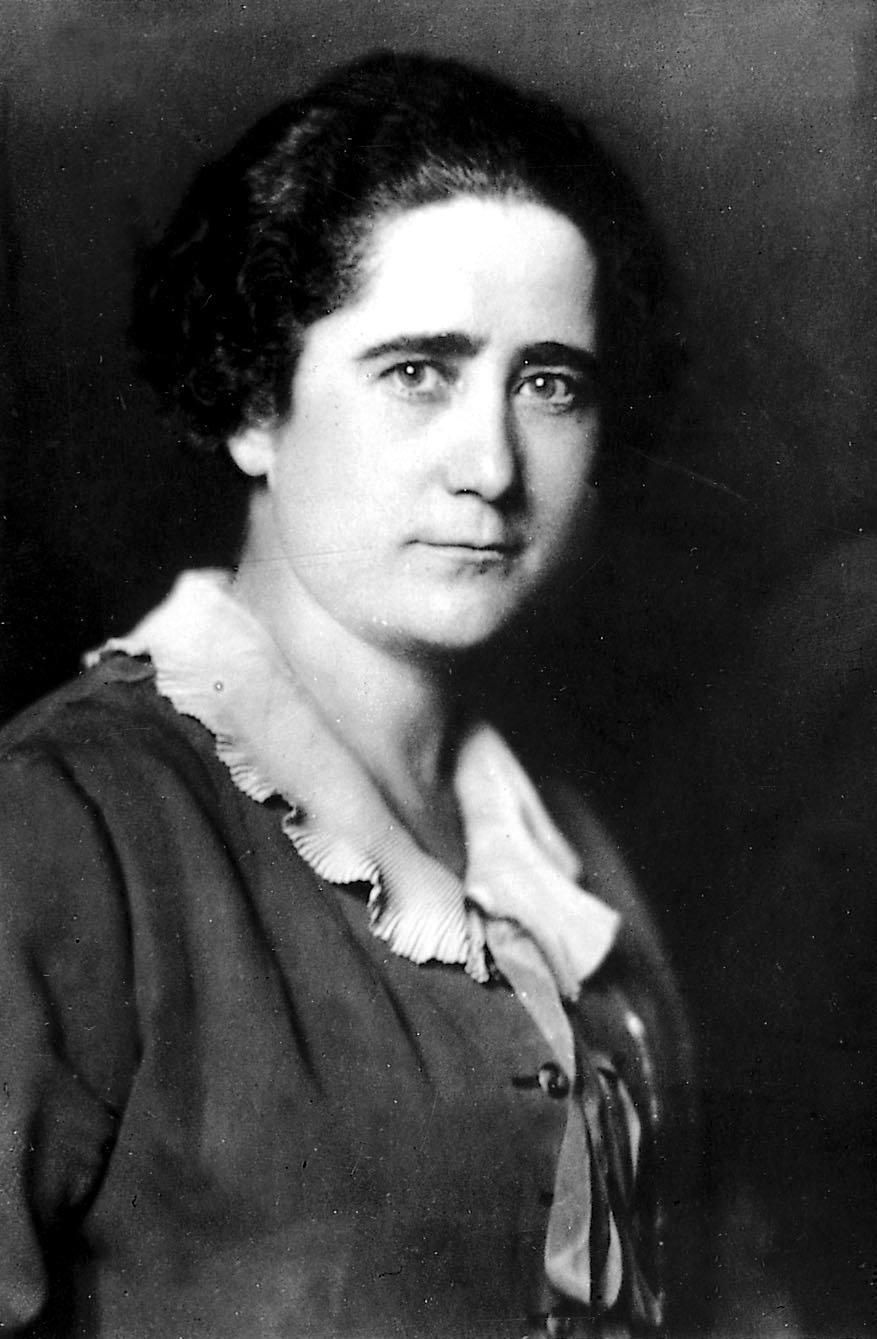
Clara Campoamor
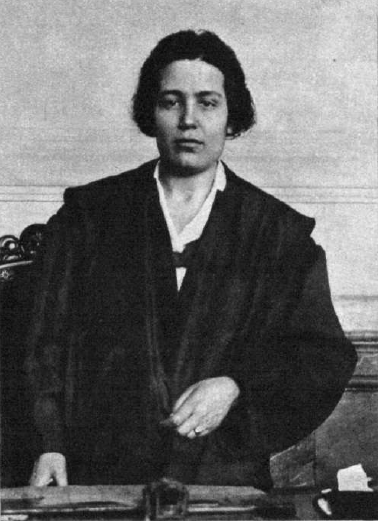
Victoria Kent
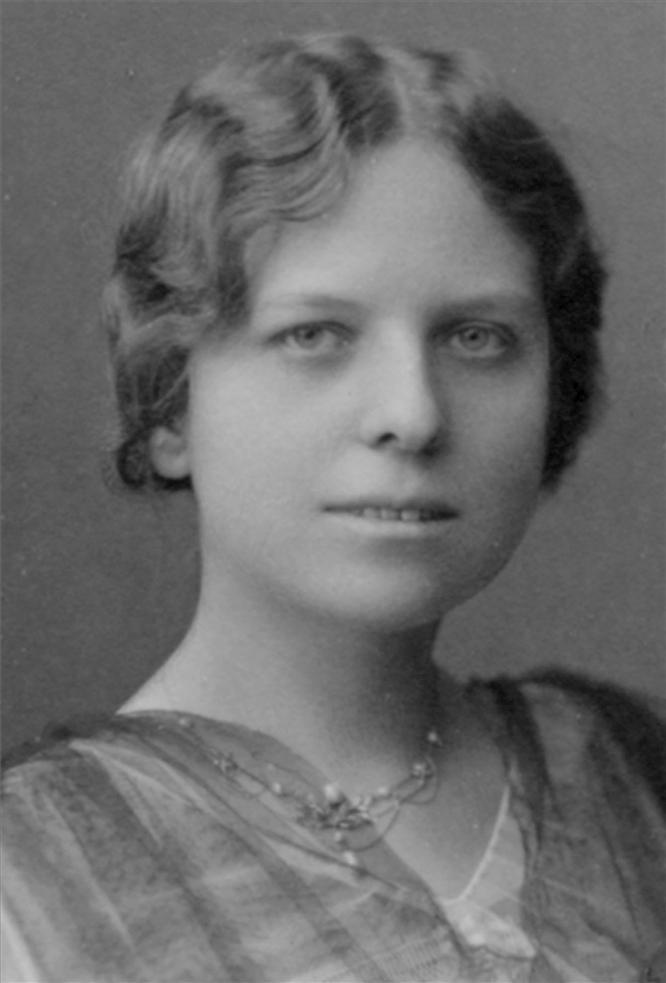
Zenobia Camprubí

- Créationnisme (mouvement poétique) (es) (années 1900-1930)
- Ultraïsme
- Esperpento
- Génération de 1927

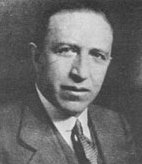
Pedro Salinas
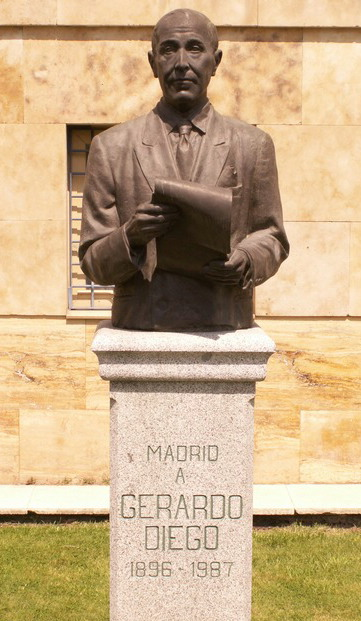
Gerardo Diego
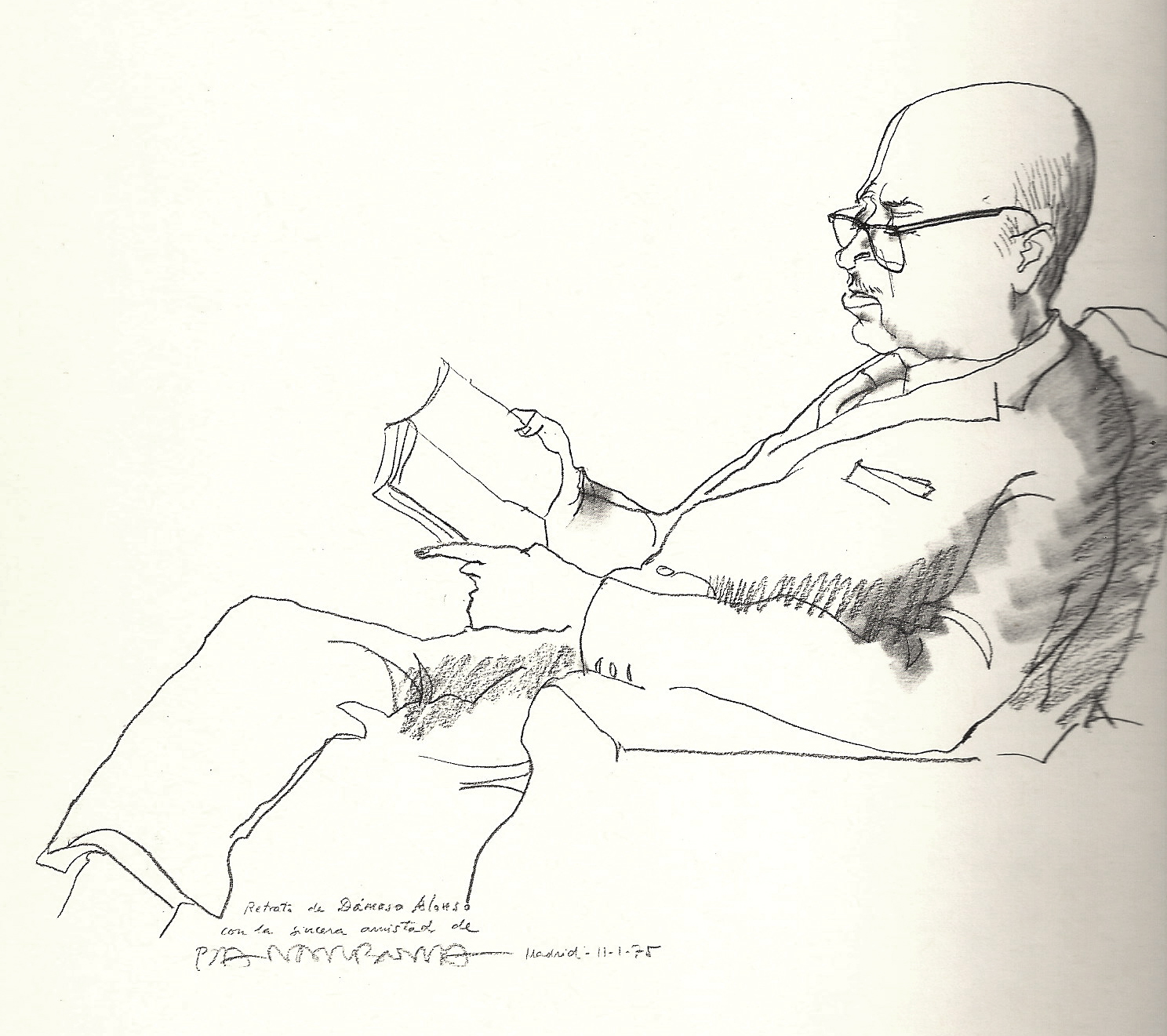
Dámaso Alonso
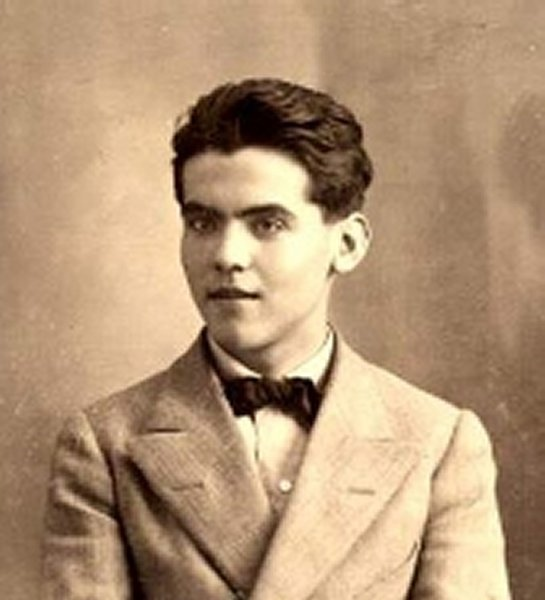
Federico García Lorca
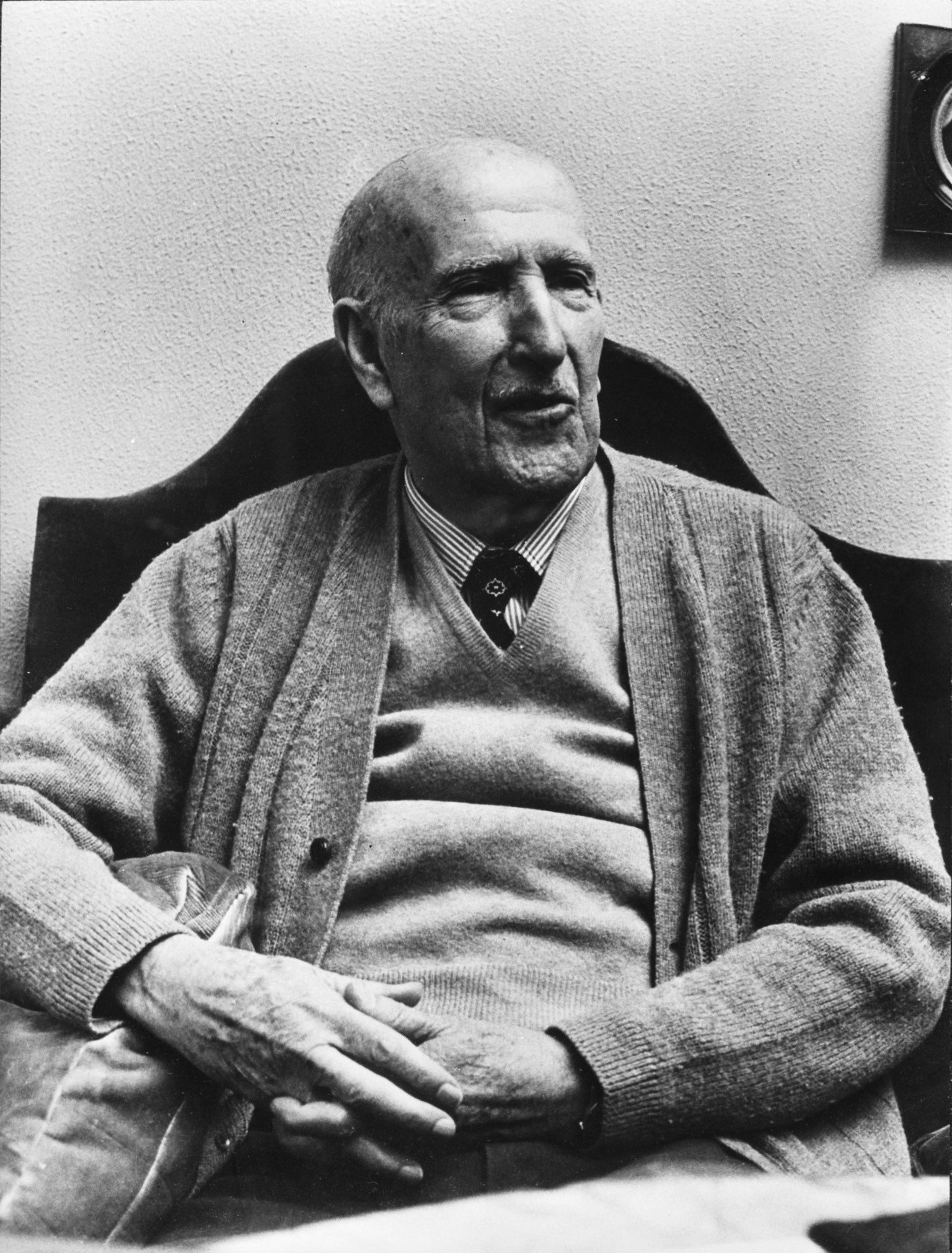
Vicente Aleixandre
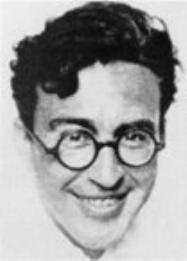
Emilio Prados
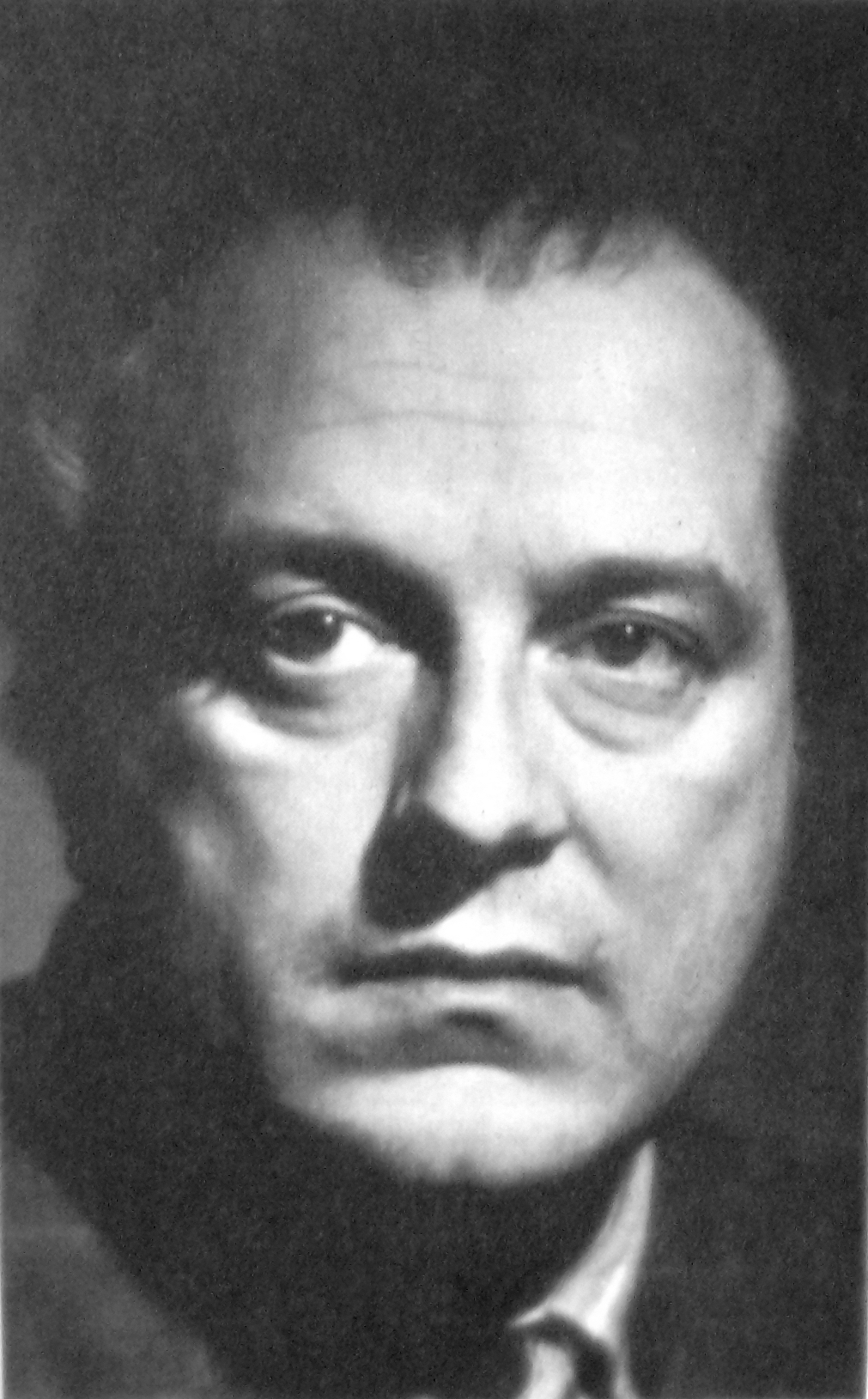
Rafael Alberti
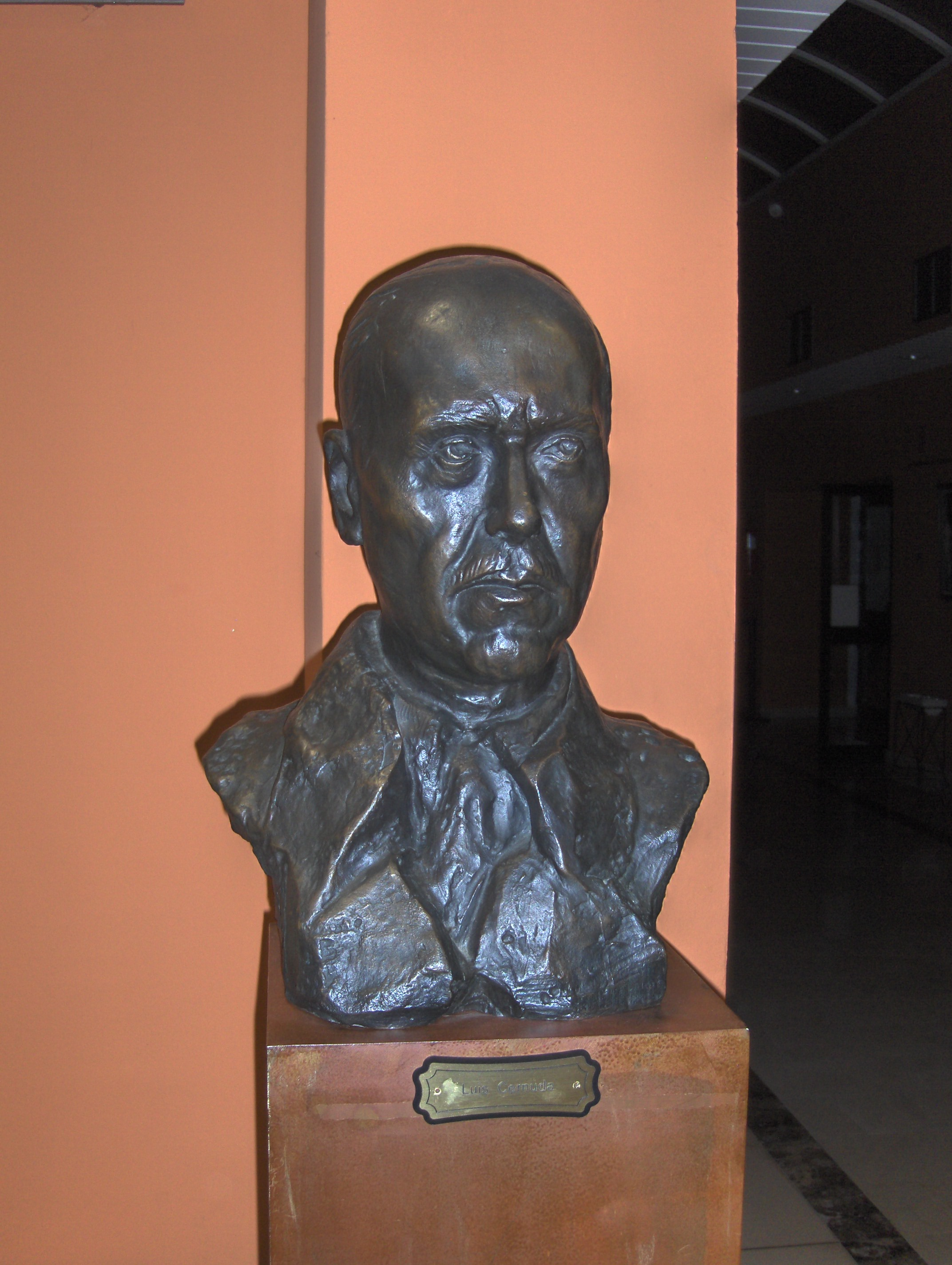
Luis Cernuda

- Génération de 1936

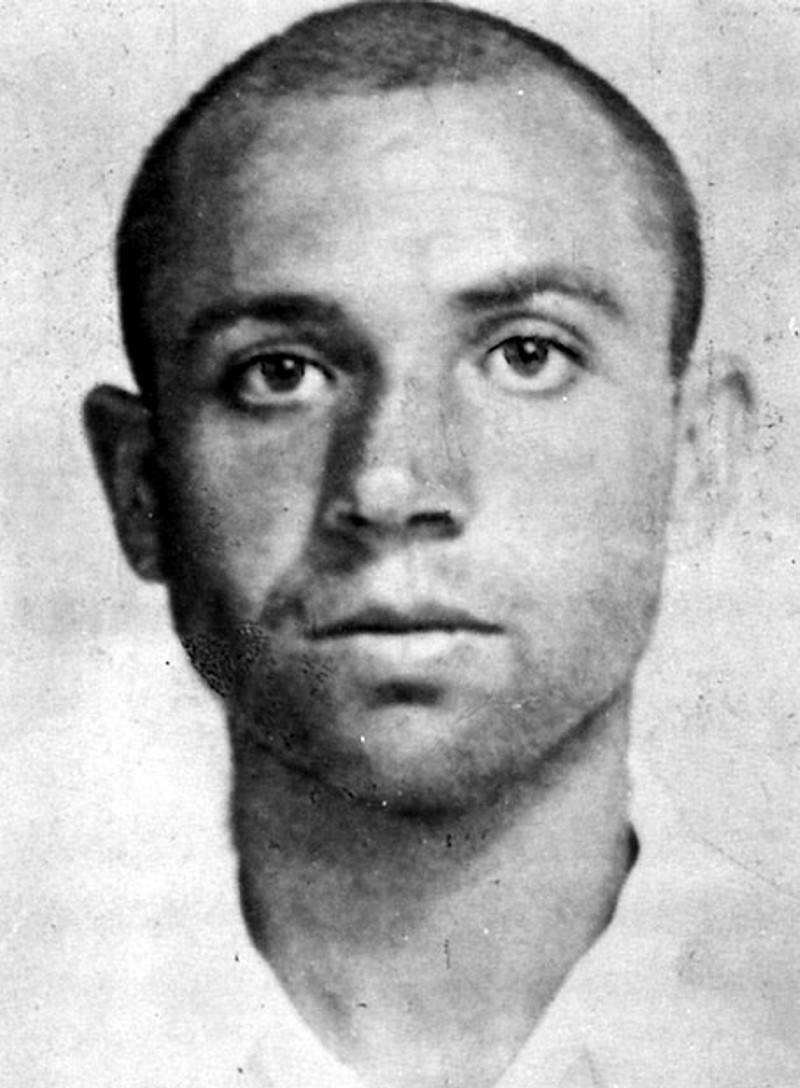
Miguel Hernández
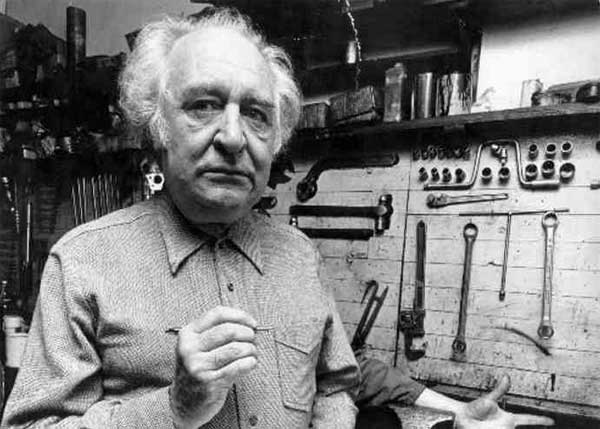
Gabriel Celaya
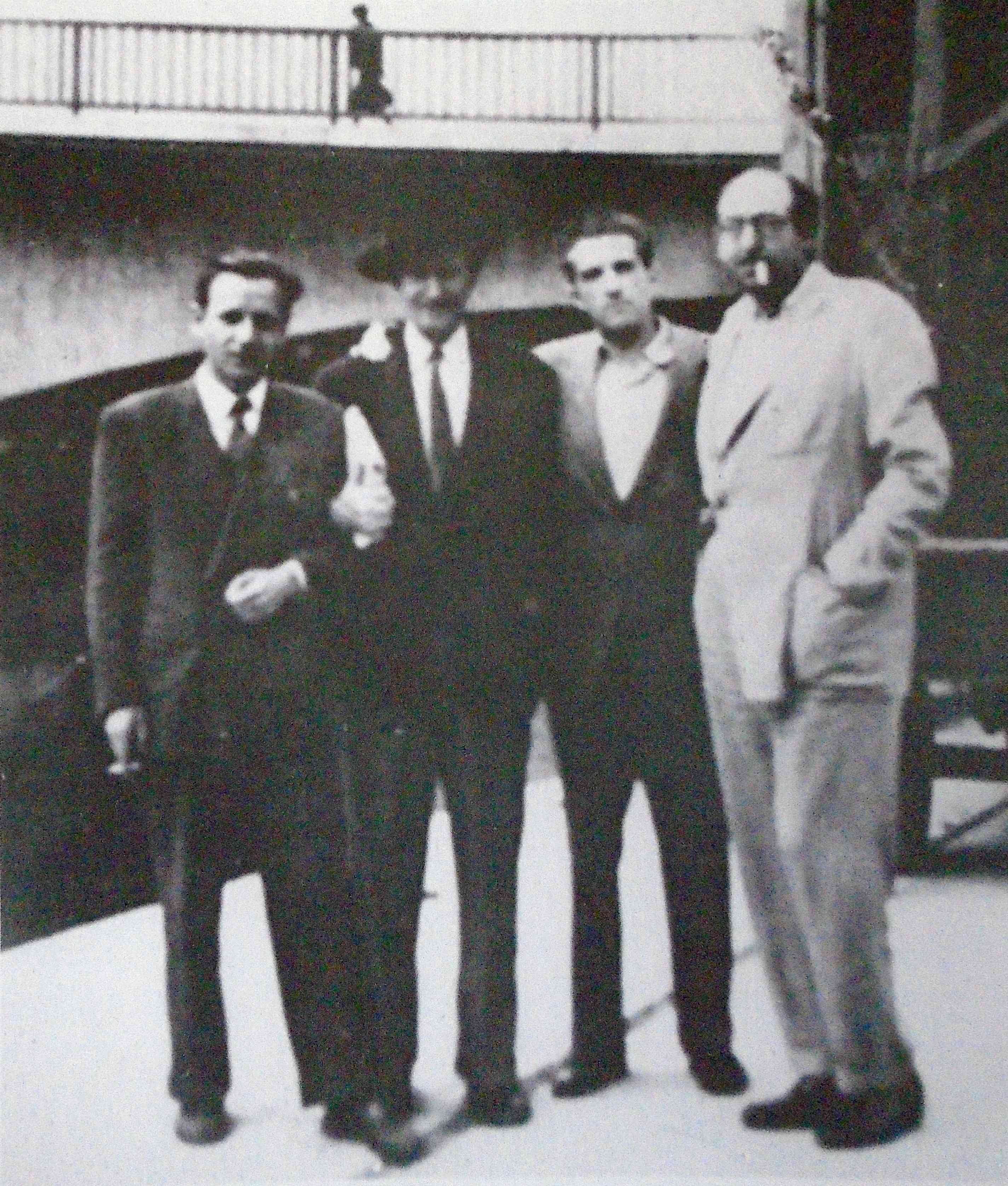
Blas de Otero
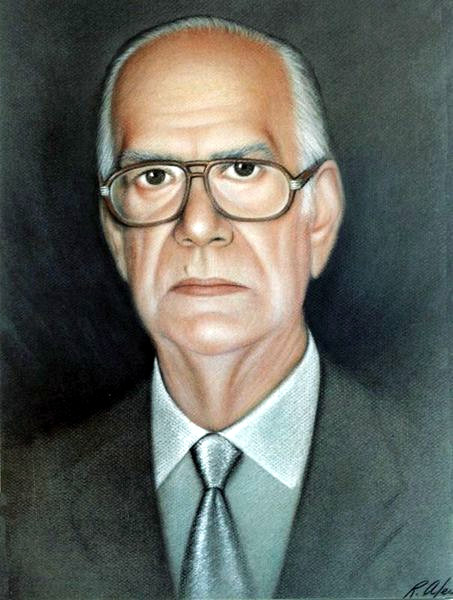
Camilo José Cela
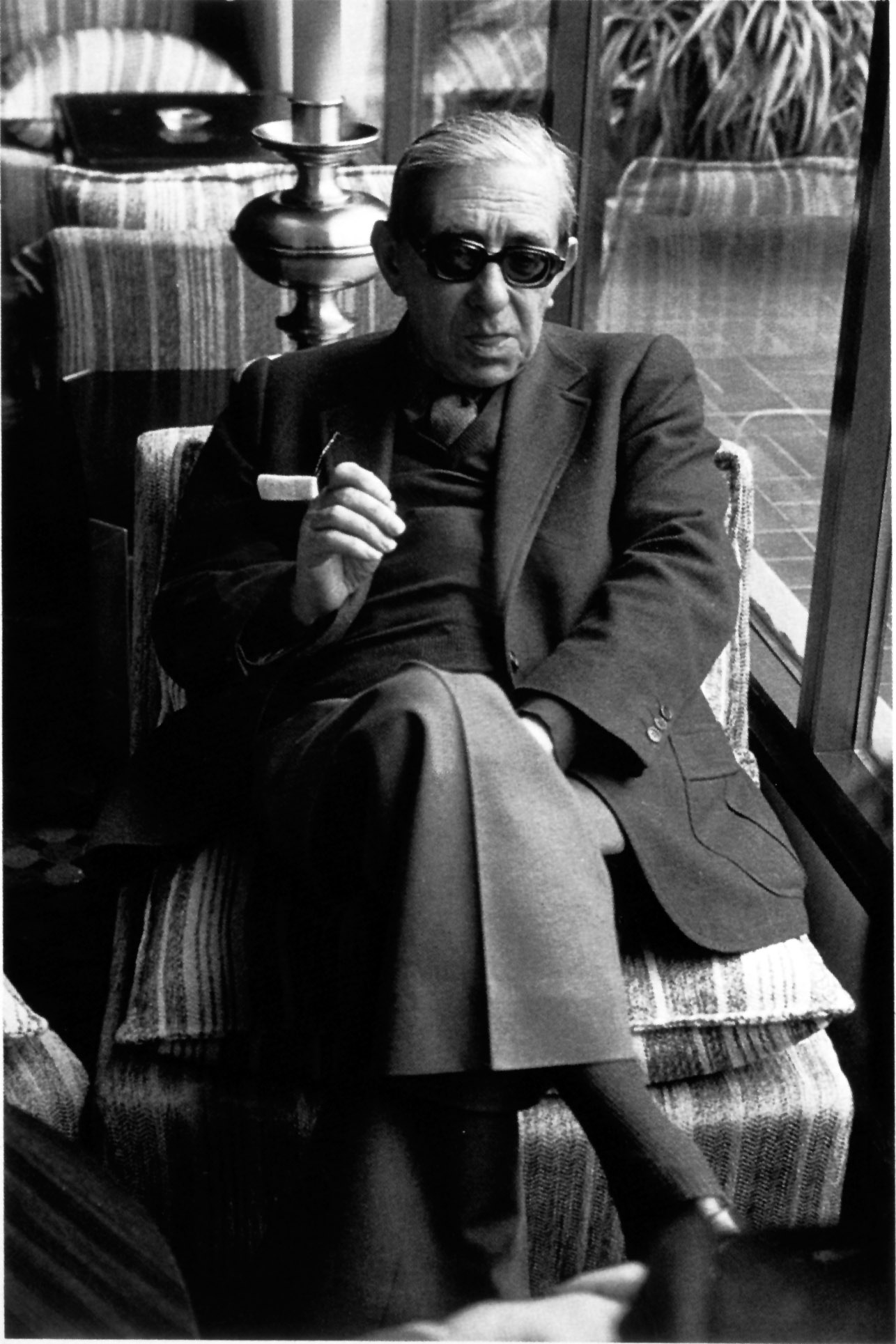
Gonzalo Torrente Ballester
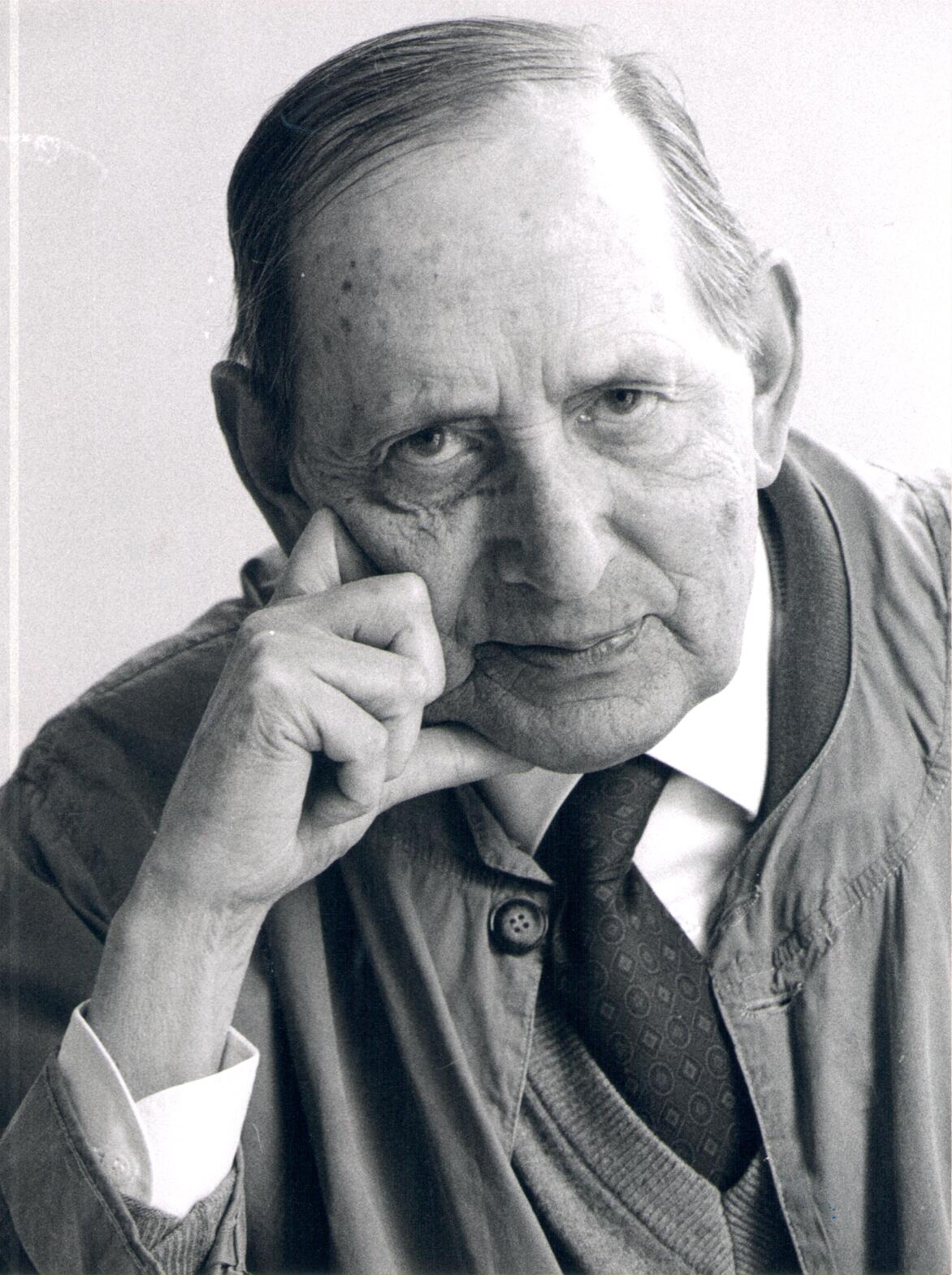
Miguel Delibes
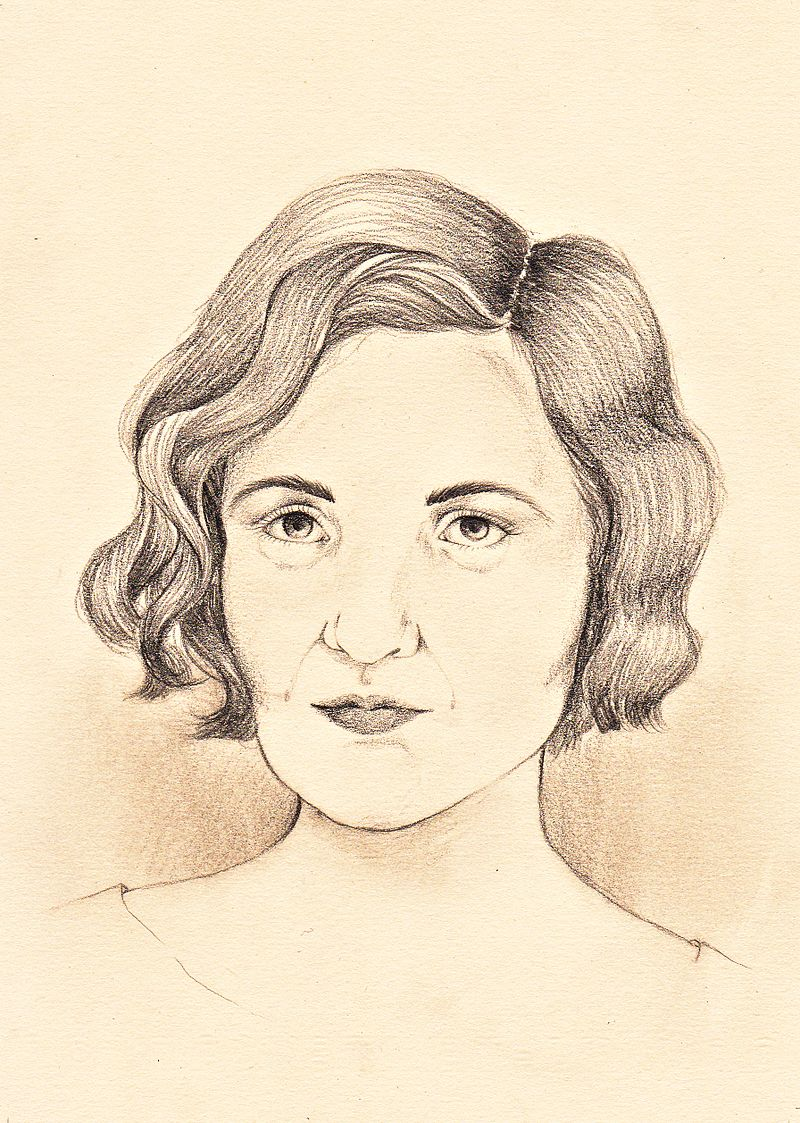
Carmen Laforet

- Guerre d'Espagne
- Tremendisme
- Roman social espagnol (d'avant-guerre) (es) (1920-1935)
- Roman espagnol d'après-guerre (es) (1939-1950)
- José María Pemán (1897-1981)
- José Luis Cano García de la Torre (es) (1911-1999)

## SecondXXesiècle
- Art et culture à l'époque du franquisme (es) (1939-1975)
- Génération de 50
- La Caña Gris, revue littéraire (1960-1962)
- Génération de 1968
- Nueve novísimos poetas españoles (1970)
- La otra sentimentalidad (1983)
- Esthétique quantique
- Jorge Semprún (1923-2011), majoritairement en français
- Années 1980-1990 : Postmodernité, Postmodernisme, Transmodernité, Pensée faible

## XXIesiècle: quelques noms de la littérature espagnole contemporaine
- Quelques écrivains espagnols du XXIe siècle :

- Eduardo Mendoza (1943-),
- Maruja Torres (1943-),
- Cristina Fernández Cubas (1945-),
- Juan José Millás (1946-),
- Fernando Savater (1947-),
- Enrique Vila-Matas (1948-),
- Rafael Chirbes (1949-2015),
- Rosa Montero (1950-),
- Arturo Pérez-Reverte (1951-)
- Javier Marías (1951-),
- Andrés Trapiello (1953-),
- Antonio Muñoz Molina (1956-),
- Antonio Soler (1956-)
- Fernando Aramburu (1959),
- Ignacio Martínez de Pisón (1960-),
- Almudena Grandes (1960-2021),
- Javier Cercas (1962-),
- Carlos Ruiz Zafón (1964-),
- Laila Ripoll (es) (1964-),
- Juan Mayorga (1965-),
- Lucía Etxebarría (1966-)
- Angélica Liddell (1966-),
- Juan Bonilla (1966-),
- Dolores Redondo (1969-),
- Juan Manuel de Prada (1970-),
- Kirmen Uribe (1970-),
- Javier Sierra (es) (1971-),
- Eva García Sáenz (1972-),
- Pablo Remón (es) (1977-),
- Elvira Navarro (es) (1978-),
- Alberto Conejero (1978-),
- Lola Blasco (es) (1983-),
- Cristina Morales (es) (1985-),
- collectif Carmen Mola
- María Isabel Sánchez Vegara...

## Poésie espagnole
- Poésie espagnole (en)
- Poésie latino-américaine (en)
- Poésie espagnole contemporaine

## Théâtre espagnol
Le théâtre espagnol contemporain peut se classer en périodes :
- Théâtre espagnol 1920-1937 (es), Transformisme au théâtre 1890-1930 (es),
- Théâtre espagnol 1950-1990 (es).
  - dont Alfonso Sastre (1926-2021), Fernando Arrabal (1932-)...

Il existe également un important théâtre catalan (histoire du théâtre catalan) dont témoigne le Théâtre national de Catalogne construit en 1991-1996.
- Prix de théâtre en Espagne (es)
- Troupes de théâtre en Espagne (et sur Wikipédia en langue espagnole : Grupos de teatro de España)
- Pièces de théâtre espagnoles (>20) et sur Wikipédia en langue espagnole : Obras de teatro de España (>140)

## Institutions
- Bibliothèque nationale d'Espagne (BNE)
- Bibliothèque royale (Espagne)
- Archives d'État (Espagne)
- Biblioteca Digital Hispánica
- Prix littéraires en Espagne
  - Prix Cervantes, Prix Nadal, Prix national des lettres espagnoles...
  - Prix nationaux de la littérature (Espagne), Prix national de littérature narrative (Espagne), Prix national de littérature dramatique (Espagne) ...
- Mouvements littéraires en Espagne
- Revues littéraires en Espagne
- Critiques littéraires espagnols

## Auteurs
- Liste d'écrivains de langue espagnole
- Écrivains espagnols par siècle
- Écrivains espagnols par genre
- Dramaturges espagnols, dramaturges catalans
- Essayistes espagnols
- Poètes espagnols, poètes catalans
- Romanciers espagnols
- Traducteurs espagnols
- Liste d'écrivaines espagnoles (en), Catégorie d'écrivains mâles espagnols (en)
- Écrivains espagnols francophones

## Œuvres espagnoles
- Œuvres littéraires espagnoles par genre
- Œuvres médiévales espagnoles
- Œuvres littéraires du Siècle d'or espagnol
- Les Cent Meilleurs Romans en espagnol du XXe siècle (La liste intègre des œuvres extérieures à la littérature espagnole)
- Œuvres littéraires espagnoles du XXIe siècle (es)

## Prix Nobel
Les prix Nobel de littérature espagnols :
- José de Echegaray, Espagne (1904)
- Jacinto Benavente, Espagne (1922)

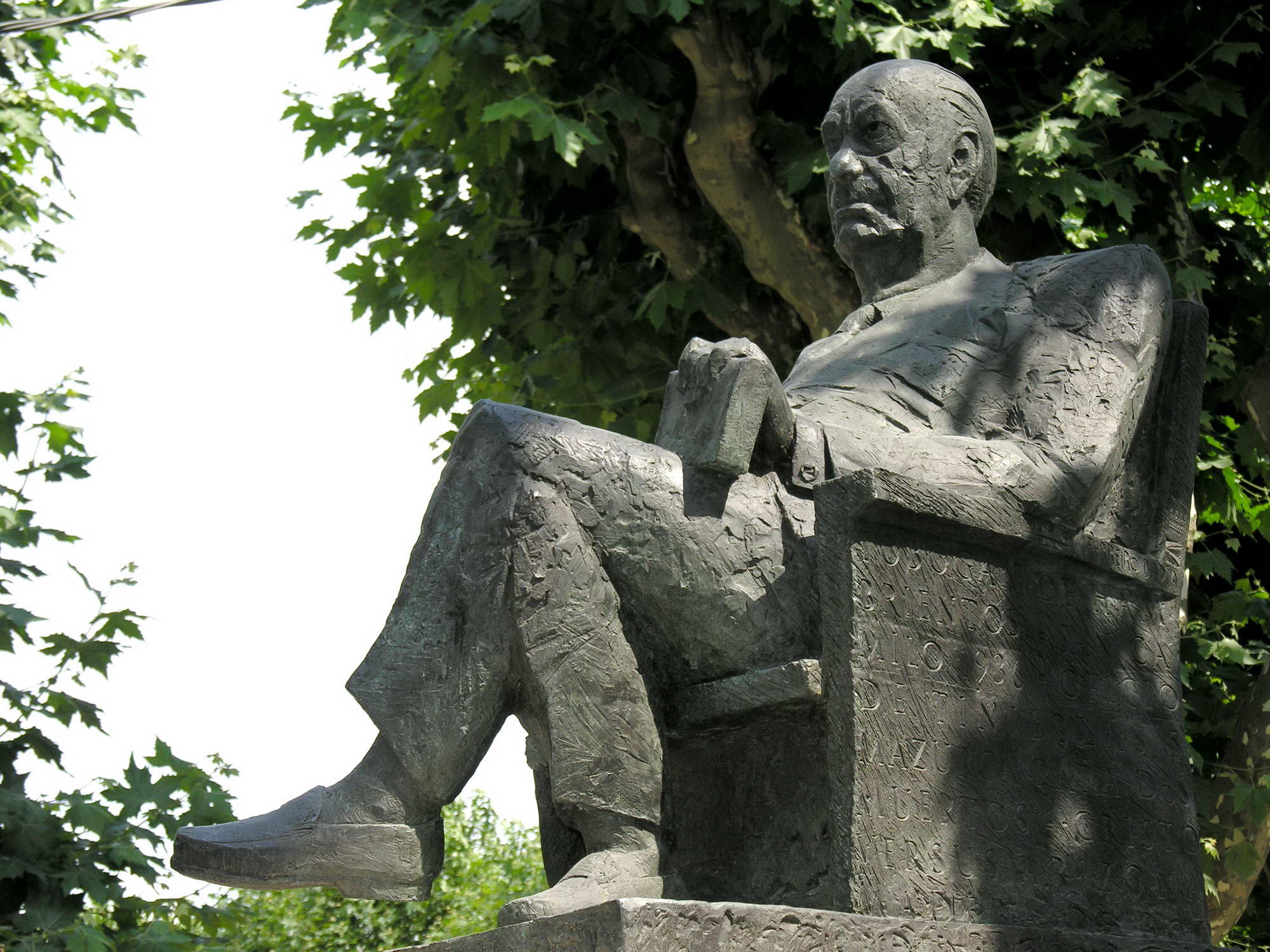
Statue de Camilo José Cela à Padrón, sa ville natale

- Juan Ramón Jiménez, Espagne (1956)
- Vicente Aleixandre, Espagne (1977)
- Camilo José Cela, Espagne (1989)